# Polskie Nagrania „Muza”
Polskie Nagrania „Muza” – znak firmowy pod jakim po 1957 r. wydawane były płyty i inne wydawnictwa przez polską wytwórnię płytową Polskie Nagrania w Warszawie. Katalog Polskich Nagrań został w 2015 r. wykupiony przez Warner Music Poland.
Polskie Nagrania zajmowały się głównie wydawaniem płyt z muzyką wykonywaną przez rodzimych artystów rozrywkowych, jazzowych oraz wykonujących muzykę poważną. W katalogu znajdują się również – wydawane na licencji – nagrania artystów zagranicznych, popularnych w Polsce w latach ubiegłych, głównie ze względu na ich udział w festiwalach muzycznych lub koncertach.
Wytwórnia wydawała również kasety VHS z filmami i bajkami.

## Historia
Przedsiębiorstwo Państwowe „Polskie Nagrania” powstało w wyniku wielokrotnych przekształceń przedsiębiorstwa zajmującego się od początku swego istnienia nagrywaniem i tłoczeniem płyt gramofonowych.
Po 1945 majątek niemieckiej wytwórni Odeon przy ul. Płockiej 13 w Warszawie (pełna nazwa spółki brzmiała: Polskie Zakłady Fonograficzne Odeon), stał się własnością państwa polskiego. Utworzono tam Polskie Zakłady Fonograficzne „Odeon” i rozpoczęto produkcję płyt. W 1948 pod tym samym adresem działały już Zakłady Fonograficzne w Warszawie (z nazwą Muza na płytowych naklejkach), a w 1951 Warszawskie Zakłady Fonograficzne (Muza). Kolejna reorganizacja była bardziej głęboka – w 1953 rozdzielono nagrywanie od produkcji płyt tworząc dwa odrębne przedsiębiorstwa: Zakład Nagrań Dźwiękowych przy ul. Długiej 5 (zajmujący się realizacją materiału dźwiękowego) oraz Warszawską Fabrykę Płyt Gramofonowych „Muza” przy Płockiej. W 1955 rozpoczęto proces powrotny – w wyniku decyzji Ministerstwa Kultury i Sztuki i działań centralizujących działalności gospodarcze z Zakładu Nagrań Dźwiękowych utworzono Przedsiębiorstwo Państwowe „Polskie Nagrania”. Z etykiet wydawanych wówczas płyt zniknęła nazwa i logo „Muza”, a jej miejsce zajęła informacja Wydawca: Polskie Nagrania” Warszawa i Produkcja Płyt „Muza” Warszawa. Wkrótce obok nazwy „Polskie Nagrania” pojawiło się charakterystyczne logo z kogutem. Miejsce tłoczenia wskazywał napis „Lento” lub „Muza”. W 1956 do Przedsiębiorstwa „Polskie Nagrania” przyłączono Warszawską Fabrykę Płyt Gramofonowych „Muza”. Połączone firmy działały pod nazwą: Przedsiębiorstwo Państwowe „Polskie Nagrania”. Jeszcze w 1957 r. płyty wydawane były pod znakiem Polskie Nagrania. Później na etykiety płyt wydanych przez Polskie Nagrania powrócił napis „Muza” – najpierw rozmieszczony na łuku, a później już w postaci poziomego napisu nad otworem na szpindel. Na przełomie lat 70. i 80. XX wieku dotychczasowe logo w postaci koguta zostało zastąpione logiem z nutą wpisaną w zarys płyty gramofonowej. Nowe logo pojawiło się najpierw na kopertach, a później również na etykietach na płytach.
W latach 1956–1968 dyrektorem artystycznym przedsiębiorstwa był Ryszard Sielicki, dzięki któremu ukazywały się m.in. takie serie wydawnicze Polskich Nagrań jak Musica Antiqua Polonica czy Polish Jazz.
Od 1 lipca 2005 firma była jednoosobową spółką skarbu państwa Polskie Nagrania sp. z o.o. Obecnie siedziba Polskich Nagrań mieści się w Warszawie na Ursynowie przy ul. Okaryny 1. Powojenne budynki przy ul. Płockiej 13 i charakterystyczny biurowiec przy ul. Goleszowskiej 6 (róg Wolskiej) na Woli mają już innych właścicieli.
W marcu 2010 r. przedsiębiorstwo ogłosiło upadłość. W kwietniu 2013 Polskie Nagrania sp. z o.o. postawiono w stan upadłości likwidacyjnej w wyniku nieopłacenia zasądzonego odszkodowania dla spadkobierców Anny German.
29 stycznia 2015 Polskie Nagrania zostały kupione przez Warner Music Poland w następstwie upadłości. Nowy właściciel kupił przedsiębiorstwo za 8,1 mln zł. Oryginały taśm nagraniowych trafiły do Narodowego Archiwum Cyfrowego.
We wrześniu 2017 Ministerstwo Kultury i Dziedzictwa Narodowego przystąpiło do negocjacji z Warner Music Poland na temat odkupienia Polskich Nagrań. Rozmowy prowadzono przez kilka miesięcy i choć pod koniec grudnia wydawało się, że transakcja zostanie sfinalizowana umowy nie udało się podpisać.

## Płyty szelakowe
10 cali, 78 obr./min
- 1002b Zespół Harmonistów Tadeusza Wesołowskiego: Polka/ Tańcowała cała noc
- 1012 Zespół Harmonistów Józefa Wesołowskiego: Maniuta / Z przytupem
- 1013 Zbigniew Rawicz: Czarnoksiężnik / Noc [Muza]
- 1035 Jerzy S. Adamczewski (baryton), Orkiestra Kameralna dyr. Olgierd Straszyński: Ciemna noc / Płatki śniegu
- 1039 Zespół Jazzowy Skowrońskiego i Górkiewicza: Georgia / Boogey man
- 1045 a) Chór Czejanda – Trzy Świnki. / b) Chór Czejanda – Kołysanka.
- 1055 Zespół Jazzowy Skowrońskiego i Górkiewicza: Miłość / Trębacz
- 1095 Zbigniew Rawicz, Orkiestra Taneczna dyr. Tadeusz Kwieciński: Letnia przygoda / Nowa wiosna
- 1107 Orkiestra Taneczna dyr. Tadeusz Kwieciński (refren śpiewa Zbigniew Rawicz): Walczyk Warszawy / Nowa wiosna
- 1125 Jerzy S. Adamczewski (baryton), Orkiestra Kameralna dyr. Olgierd Straszyński: Maciek / Miesięczna noc
- 1139 Orkiestra Taneczna Piotra Szymanowskiego: Zakochana piosenka / Czy pamiętasz nasze rendez-vous?
- 1255 Chór Eryana: Pieśń o ojczyźnie / Żołnierzu do szeregu stań
- 1287 Siostry Triola, Zespół Instrumentalny dyr. Mieczysław Janicz: Walczyk śląski / Na Nowej Górze
- 1290 Mała Orkiestra Symfoniczna dyr. St. Olszyński: Wino, kobieta i śpiew / Wiedeńska krew
- 1291 Mała Orkiestra Symfoniczna dyr. St. Olszyński: Nad pięknym, modrym Dunajem / Wiedeńskie cukierki
- 1318 Orkiestra Taneczna Polskiego Radia dyr. Jan Cajmeri Chór Czejanda: Walc o zmierzchu / Nie mów o szczęściu
- 1414 Barbara Rudzka (sopran), Orkiestra Symfoniczna dyr. Olgierd Straszyński: Pieśń o Wilii / Walc z operetki „Wieszczka Karnawału”
- 1536 Zespół harmonistów Tadeusza Wesołowskiego: Nad oceanem, Wiosenne róże
- 1653 Janina Godlewska (mezzosopran) (a), Tomasz Dąbrowski (tenor) (b), Chór i Orkiestra Polskiego Radia dyr. Jerzy Kołaczkowski (a,b): Na prawo most – na lewo most / Z.M.P. pomaga wsi
- 1710 a) Władysław Macura, J. Stępowski. Siostry Triola z tow. Zespołu Instrumentalnego pod dyr. Mieczysława Janicza: Zegar – Piosenka dla dzieci / b) Feliks Nowowiejski. Siostry Triola z tow. Zespołu Instrumentalnego pod dyr. Mieczysława Janicza: Czarne Oczki – Pieśń
- 1842 Zespół Pieśni i Tańca Armii Radzieckiej im.A. Aleksandrowa: Nad polami / Całą Ziemię objechałem
- 1872 Orkiestra Taneczna Polskiegi Radia. Dyrekcja Jan Cajmer: Rosita – Tango / Tango. A. Carena
- 1873 Orkiestra Taneczna Polskiego Radia dyr. Jan Cajmer: Igraszki / Brawura
- 2015 Chór Czejanda Piosenka o pięknym placu, Polka M.D.M.
- 2019 Halina Mickiewiczówna (sopran), Orkiestra Polskiego Radia dyr. Stefan Rachoń: Walc z operetki „Zemsta nietoperza” / Odgłosy wiosny
- 2025 Orkiestra T. Wendy: Hiszpańska krew / Serenada gitar
- 2034 Sima Kołoc i Chór Cygański (a); Jan Ciżyński (śpiew), Kapela dyr. Edward Ciuksza (b): Mołdawiańskie stepy / Polka z przysiadem
- 2051 Marta Mirska (śpiew), Orkiestra Taneczna Polskiego Radia dyr. Jan Cajmer: Hiszpańskie tango / Księżyc Starego Miasta
- 2055 Andrzej Bogucki (śpiew) i Chór Czejanda, Orkiestra Polskiego Radia dyr. Jan Cajmer: Warszawa śpiewa / Moja miła
- 2072 Orkiestra Polskiego Radia dyr. S. Rachoń: Polka /Kulikow/, Groteska „parowóz” /z f-mu „Droga do szczęścia” Jurowskij/
- 2086 Mieczysław Fogg (śpiew), Orkiestra Taneczna Polskiego Radia dyr. Jan Cajmer: Spacer wieczorny / Dwa kochania
- 2100 Orkiestra Taneczna Polskiego Radia dyr. Jan Cajmer: Tango argentyńskie / Tak mi dobrze z tobą
- 2124 Orkiestra Taneczna Polskiego Radia dyr. Jan Cajmer: Koci karnawał / Na perłowo
- 2153 Julian Sztatler: Piosenka bibliotekarza / Wio koniku
- 2172 Regina Bielska (śpiew) (a), Orkiestra Polskiego Radia dyr. Jan Cajmer (a, b): Tak do szpaka rzecze szpak / Anita
- 2193 Maria Koterbska (śpiew), Zespół Instrumentalny dyr. Jerzy Harald: Mój chłopiec / Melodia dla Ciebie
- 2196 Orkiestra Polskiego Radia dyr. Stefan Rachoń: Marzenie / Extase d’Amoure
- 2213 Marta Mirska (śpiew) (a), Orkiestra Taneczna Polskiego Radia dyr. Jan Cajmer (a,b): Paryski gawroche / Spełnione życzenia
- 2218 Marta Mirska (śpiew) (a,b), Orkiestra dyr. M. Paszkiet (a), Orkiestra A.B. Guzińskiego (b): Piosenka przypomni Ci / Mimi z Trinidad
- 2232 Mirosława Krajewska (śpiew), zespół instrumentalny (a); Orkiestra Taneczna Polskiego Radia dyr. Jan Cajmer (b): Marynika / Pionierka
- 2272 Maria Koterbska (śpiew), Wesoła Czwórka (a); Zespół Instrumentalny dyr. Jerzy Harald (a, b): Pod parasolem / Ty i ja
- 2310 Mieczysław Fogg (śpiew): Piosenka Jubileuszowa cz. I i II
- 2311 Mieczysław Fogg (śpiew): Piosenka Jubileuszowa cz. III i IV
- 2312 Maria Koterbska (śpiew), Wesoła Czwórka (a); Zespół Instrumentalny dyr. Jerzy Harald (b): Żaba / Szafir
- 2369 Chór Czejanda (a, b) z tow. sekcji rytmicznej (a); Orkiestra Polskiego Radia dyr. Stefan Rachoń: Asturia / Po ćwiczeniach
- 2370 Zbigniew Kurtycz (śpiew), Sekcja Rytmiczna Kazimierza Turewicza: Cicha woda / Gdy się kogoś ma
- 2374 Mieczysław Fogg (śpiew), Orkiestra Taneczna Polskiego Radia dyr. Jan Cajmer (a); Zespół Instrumentalny dyr. Stefan Rachoń (b): Serenada / Vision
- 2378 Marta Mirska (śpiew), Orkiestra Taneczna Polskiego Radia dyr. Jan Cajmer (a); Orkiestra Polskiego Radia dyr. Stefan Rachoń (b): Wiosenne księżyce / Serenada Taneczna
- 2433 Kwartet Rytmiczny: Cicho grajcie mi znów / Przy tobie
- 2473 Państwowy Zespół Ludowy Pieśni i Tańca „Śląsk” dyr. Stanisław Hadyna: Sprzeczka / Słoneczko
- 2482 Mieczysław Fogg (śpiew): Siwy włos / Gdy Ciebie widzę
- 2492 Zespół Harmonistów Włodzimierza Bieżana: Samba / Paso-doble
- 2515 Państwowy Zespół Ludowy Pieśni i Tańca „Śląsk” dyr. Stanisław Hadyna: Karolinka / Zachodzi słoneczko
- 2522 Mieczysław Fogg (śpiew), Zespół Instrumentalny J. Haralda: Bujaj się Fela / Pierwsze bzy
- 2637 Waldemar Valdi: Tico Tico / Twoje oczy [Muza]
- 2638 Waldemar Valdi: Hop, hop / Alexander’s Ragtime Band [Muza]
- 2645 Zespół Jazzowy Charlesa Bovery’ego: Cumana / Maj w Paryżu [Muza]
- 2646 Zespół Jazzowy Charlesa Bovery’ego: Błękitne niebo / Signora [Muza]
- 2796 Zbigniew Kurtycz (śpiew), Sekcja Rytmiczna Wiktora Kolankowskiego: Jadę do ciebie tramwajem / Gitarowo[14]
- 2888 Carmen Murano: Para Vigo me voy / Rene Glaneau: La Petite Marie. / Państwowy Zespół Muzyczny Błękitny Jazz
- 2895 Michał Nowakowski (śpiew), Poznański Kwartet Rytmiczny: Niezabudki / Małgosia
- 2896 Michał Nowakowski (śpiew) (a), Poznański Kwartet Rytmiczny (a,b): Wielkie bulwary / Koliber
- 2970 Leonard Jakubowski (śpiew). Orkiestra Taneczna Ryszarda Damrosza: Piosenka o Tobie i Mnie (slowfox), muz: E. Olearczyk, słowa: W. Krzemiński / R. Pytlik. Gitara elektryczna: Edward Urbańczyk. Orkiestra Taneczna Waldemara Kazaneckiego: Meksykanka – rumba
- 2980 Zespół Instrumentalny Wiesława Machana, śpiew Rene Glaneau: Pod Mostami Paryża (walc) / Orkiestra Taneczna Waldemara Kazaneckiego: Carioca
- 2982 Orkiestra taneczna Karela Vlacha: Mambo nr 8 / Neco Pro Chut
- 3017 Zespół Instrumentalny Włodzimierza Bieżana: Szalona samba / Irena
- 3018 Zespół Instrumentalny Włodzimierza Bieżana: Z nutkami na ty / Będę z Tobą
- 3038 Zespół Instrumentalny Tadeusza Kozłowskiego: Zawzięty Oberek. A. Rowiński; / Złociste Łany. (kujawiak)
- 3043 Zespół instrumentalny Tadeusza Kozłowskiego: W czarnym polu, Na klepisku
- 3045 Zespół Instrumentalny Tadeusza Kozłowskiego: Spod Włocławka. (kujawiak) / Chodź Magda w Tany. (oberek)
- 3050 Zbigniew Kurtycz (śpiew) (a), Orkiestra Taneczna dyr. Waldemar Kazanecki (a, b): Pędzi wiatr / Notte
- 3053 Natasza Zylska (śpiew) (a), Leonard Jakubowski (śpiew) (b), Orkiestra Taneczna Polskiego Radia dyr. Jan Cajmer: Foxtrot deszczowy / Pewnie miła zapomniałaś
- 3095 Orkiestra Tangowa Piotra Szymanowskiego (a, b), Mieczysław Fogg (śpiew) (b): Ulubione tango / O tobie
- 3106 Orkiestra Taneczna Waldemara Kazaneckiego: Opera Boogie. A Giacomazzi / One Night Stand. A. Show
- 3108 Wiesława Frejman (śpiew) (a), Jan Woroszyło (śpiew) (b), Orkiestra Łódzkiej Rozgłośni Polskiego Radia dyr. Henryk Debich (a, b): Brazylia / Wiosna w Neapolu
- 3121 Julian Sztatler (śpiew) (a), Zespół Jazzowy Górkiewicza i Skowrońskiego (a, b): Ja i ty / Re-bop
- 3124 Barbara Barska (śpiew) (a), J. Skowroński (saxofon – alt) (b), Zespół Jazzowy Górkiewicza i Skowrońskiego (a, b): Jeżeli nie wiesz / Night party [Muza]
- 3137 Erich Sendel (organy Hammonda): Pierwsza wiązanka walców angielskich / Wiązanka własnych kompozycji
- 3146 Janusz Gniatkowski (śpiew), Zespół Jazzowy Górkiewicza i Skowrońskiego (a); Poznański Kwartet Smyczkowy (b): Appassionata / Pustynia
- 3160 Erich Sendel (organy Hammonda) z tow. Sekcji rytmicznej: Begin the Begin / Mambo
- 3162 Janusz Gniatkowski (śpiew) (a), Barbara Barska (śpiew) (b), Zespół Jazzowy Górkiewicza i Skowrońskiego: Indonezja / Może w drodze jest Twój list
- 3173 Lidia Czarska (śpiew) (a), Maria Koterbska (śpiew) (b), Orkiestra Taneczna dyr. Waldemar Kazanecki: Tata gra mambo / On gra na skrzydle
- 3175 Lidia Czarska, Edward Kluczka (śpiew) (a), Maria Koterbska (śpiew) (b), Orkiestra Taneczna dyr. Waldemar Kazanecki: Bella, Bella Donna / Wstydź się wstydź
- 3178 Zespół Instrumentalny Włodzimierza Bieżana: Cafe Creme (swing) opr. Wł. Bieżan / Gram na Akordeonie (slowfox) W. Valdi
- 3185 Edward Kluczka (śpiew) (a), Edward Urbańczyk (gitara) (b), Orkiestra Taneczna dyr. Waldemar Kazanecki: Nocne mandoliny / Meksykanka
- 3227 a) Orkiestra Taneczna Polskiego Radia: II Wiązanka Walców Angielskich / b) Zespół Jazzowy Jerzego Hermana: Piosenka Francuskiego Żołnierza
- 3234 Zespół Harmonistów Tadeusza Wesołowskiego: Wiarusy / Od sąsiada do sąsiada
- 3242 Janusz Gniatkowski (śpiew), Zespół Jazzowy Jerzego Hermana (a), Zespół Jazzowy Górkiewicza i Skowrońskiego (b): Arrivederci Roma / Kaktusy
- 3244 Rena Rolska (śpiew), Zespół Instrumentalny Wiesława Machana (a), Zbigniew Kurtycz (śpiew), Orkiestra Taneczna dyr. Waldemar Kazanecki (b): W świetle księżyca (Luna) / Zobaczyłem oczy
- 3250 Orkiestra Jazzowa Jana Walaska (a, b): Rock And Roll / Holiday For Strings – foxtrot
- 3255 Rene Glaneau (śpiew) (a), Zespół Instr. dyr. Wiesław Machan; Orkiestra Salonowa Stanisława Łódzkiego (b): C’est magnifique / Walc z operetki „Sztygar”
- 3256 Nina Pilchowska (śpiew) (a), Zespół Jazzowy Górkiewicza i Skowrońskiego (a); Orkiestra Salonowa Stanisława Łódzkiego (b): Zielony wóz / Walc z operetki „Tysiąc i jedna noc”
- 3268 a) Janusz Gniatkowski śpiew – Bolero / Zespół Taneczny Jerzego Hermana. / b) Regina Bielska śpiew – Do widzenia / Zespół Jazzowy Charles Bovery.
- 3281 Chór Męski przy kościele św. Jakuba w Warszawie, dyr. Z. Woźniak, organy H. Olton: Jezus malusieńki / Przystąpmy do szopy
- 3284 Hanna Skarżanka (śpiew): Nie wierzę piosence / Uliczka w Barcelonie
- 3285 Hanna Skarżanka (śpiew): Que sera, sera / Ktoś gra walczyka
- 3287 Maria Koterbska a) Chico – Chico. b) Hallo, Hallo, Hallo, Hallo. / wyk. Orkiestra Taneczna Bogusława Klimczuka.
- 3308 Hanna Rek (śpiew) (a), Sława Przybylska (śpiew) (b): To jest dzień / Gorącą nocą
- 3355 Halina Kowalewska (śpiew) (a), Maciej Koleśnik (śpiew) (b), Zespół instrumentalny dyr. Kazimierz Turewicz: Na katarynce / Warszawa da się lubić

## Płyty winylowe

### Płyty winylowe L
10 calowe, 33 1/3 obr./min
kilka płyt z numerami początkowymi ma etykiety Muza: [Muza]
płyty z numerami późniejszymi z etykietami Polskie Nagrania i napisami – tłoczenie Muza, tłoczenie Lento: [PN], [PN tł. Lento]
płyty z etykietami Polskie Nagrania Muza: [PN Muza]
pojedyncze płyty z numerami ok. 350 z etykietami Polskie Nagrania Pronit: [PN Pronit]
- L 0001 „Warszawa” Państwowy Zespół Pieśni i Tańca, dyr.: Tadeusz Sygietyński [PN]
- L 0002 Orkiestra Symfoniczna Państwowej Filharmonii Narodowej w Warszawie, dyr.: Witold Rowicki (a), dyr.: Witold Lutosławski (b): Krakowiacy i Górale – Suita (Fitelberg, Stefani) / Mała suita (W. Lutosławski) [Muza, 1955]
- L 0003 „Mazowsze” Państwowy Ludowy Zespół Pieśni i Tańca, kier. art.: Tadeusz Sygietyński: Mazowsze [PN]
- L 0004 Mieczysław Fogg, Zespół Instr. Jerzego Haralda (a) – Siwy włos, Pierwsze bzy, Bujaj się Fela; Władysław Radny (fortepian) (b) – Ręce, Błękitne oczy, Umówmy się na dziś, Kochana [Muza]
- L 0005 Zespół Smyczkowy Ryszarda Damrosza / Zbigniew Kurtycz, Kwintet Taneczny K. Turewicza [Muza, 1954]
- L 0006 Maria Koterbska, Wesoła Czwórka, Zespół Instr. Jerzego Haralda / Poznański Kwartet Rytmiczny: Maria Koterbska, Poznański Kwartet Rytmiczny
- L 0007 Chór Chłopięcy i Męski przy Państwowej Filharmonii w Poznaniu, dyr.: Stefan Stuligrosz – Kolędy [PN Muza]
- L 0008 Maria Kunińska, Włodzimierz Kotarba, Krakowska Orkiestra i Chór PR w Krakowie dyr.: Stanisław Has: Piotr Perkowski – Suita weselna [PN]
- L 0009 Maria Drewniakówna, Wielka Orkiestra Symfoniczna PR, dyr.: Witold Lutosławski, Grzegorz Fitelberg: Witold Lutosławski [PN tł. Lento]
- L 0010 Wielka Orkiestra Symfoniczna PR dyr.: Jan Krenz: Utwory symfoniczne
- L 0011 Wielka Orkiestra Symfoniczna Polskiego Radia, dyr.: Walerian Bierdiajew: Symfonia h-moll Franz Schubert [PN Muza]
- L 0012 soliści, Chór i Orkiestra Opery Poznańskiej dyr.: Walerian Bierdiajew: Modest Musorgski – Borys Godunow (fragmenty) [PN Muza]
- L 0013 Wanda Wermińska (śpiew), Orkiestra Rozgłośni Bydgoskiej PR dyr.: Arnold Rezler: Wanda Wermińska [PN Muza]
- L 0014 Bogdan Paprocki (śpiew), Orkiestra Rozgłośni Bydgoskiej PR dyr.: Arnold Rezler: Arie operowe [PN Muza]
- L 0015 Adam Harasiewicz (fortepian) Laureat I Nagrody V MK im. F.Chopina: Fryderyk Chopin
- L 0016 Adam Harasiewicz (fortepian)Laureat I Nagrody V MK im. F.Chopina: Fryderyk Chopin [PN Muza]
- L 0017 Władimir Aszkenadze Laureat V MK im. F.Chopina, Orkiestra Symfoniczna FN dyr.: Zdzisław Górzyński: Chopin – Koncert fortepianowy nr 2 f-moll op.21
- L 0018 Władimir Aszkenadze (fortepian) Laureat V MK im. F.Chopina: Fryderyk Chopin [PN, 1955]
- L 0019 Fou Ts’ong Laureat III Nagrody V MK im. F.Chopina: Fryderyk Chopin [PN, 1955]
- L 0020 Naum Sztarkman, Fou Ts’ong: V MK im. F.Chopina [PN Muza, 1955]
- L 0021 Bernard Ringeissen (fortepian): V MKF im. Fryderyka Chopina '55 4-te miejsce [PN, 1955]
- L 0022 Dawid Ojstrach (skrzypce), Julian Sitkowiecki (skrzypce), Ina Kolegorska (fortepian) [PN]
- L 0023 „Mazowsze”: Mazowsze (W kadzidlańskim boru, W olszynie, Szyszki, Mazowsze / Do ślubu Marysiu, Ej, przeleciał ptaszek, Kukułeczka, Polka tramblanka)  [PN Muza]
- L 0024 Śląsk: „Śląsk” (Karolinka; Sprzeczka; Hej, mój Jasinek; Gdybym to ja miała; Ondraszek; Słoneczko; Bandoska opolska; Piloreczka) [PN Muza]
- L 0025 Śląsk: „Śląsk” (Od Siewierza; Kaczyce; Wierzba; Ej jade jo jade; Karlik; Helokanie; Żytko; Hej tam w dolinie; Zachodzi słoneczko) [PN Muza]
- L 0026 Zespół Ludowy PR dyr.: Jerzy Kołaczkowski: Polska taneczna muzyka ludowa – Od Tatr do Bałtyku [PN Muza]
- L 0027 różni wykonawcy: Od Tatr do Bałtyku – Polskie melodie ludowe [PN Muza]
- L 0028 Zespół Ludowy PR dyr.: Jerzy Kołaczkowski: Od Tatr do Bałtyku – Polskie melodie ludowe [PN]
- L 0029 Obrochtowie z Zakopanego / Maśniaki: Muzyka góralska
- L 0030 różni wykonawcy: Melodie z całego świata [PN Muza]
- L 0031 różni wykonawcy: Melodie z całego świata (Chiny, Indie, Afryka Zachodnia, Wyspy Karaibskie, Wietnam)
- L 0032 różni wykonawcy: Melodie z całego świata [PN Muza]
- L 0033 różni wykonawcy: Melodie z całego świata (Bułgaria, Rumunia, Polska)
- L 0034 Orkiestra Ryszarda Damrosza (a, b), Irena Malkiewicz śpiew (a), René Glaneau śpiew (b): Piosenki Paryża [PN Muza]
- L 0035 Septet Taneczny Górkiewicza i Skowrońskiego / Zespół Jazzowy Charles Bovery
- L 0036 Orkiestra Symfoniczna Filharmonii Poznańskiej dyr.: Stanisław Wisłocki: Mozart – Symfonia g-moll K.V. 550 [PN]
- L 0037 Orkiestra Symfoniczna Filharmonii Narodowej dyr.: Bohdan Wodiczko: Mozart – Symfonia D-dur K.V. 385 Haffnerowska [PN Muza]
- L 0038 Orkiestra Symfoniczna Filharmonii Narodowej dyr.: Bohdan Wodiczko: Mozart – Divertimento D-dur KV251 [PN Muza]
- L 0039 Wielka Orkiestra Symfoniczna PR dyr.: Jan Krenz, Orkiestra Symfoniczna Filharmonii Poznańskiej dyr.: Stanisław Wisłocki: W.A. Mozart Eine kleine Nachtmusik / 5 kontredansów [PN Muza]
- L 0040 Bogdan Paprocki, Stefania Woytowicz, Orkiestra Symfoniczna Filharmonii Narodowej dyr.: Arnold Rezler: Mozart – Arie operowe
- L 0041 Stefania Woytowicz (sopran), Orkiestra Symfoniczna Filharmonii Narodowej dyr.: Arnold Rezler: Mozart, Rossini, Moniuszko [PN Muza]
- L 0042 Andrzej Hiolski (baryton), Orkiestra Symfoniczna Filharmonii Narodowej dyr. Arnold Rezler: Mozart, Verdi [PN Muza]
- L 0043 Edmund Kossowski (bas), Orkiestra Symfoniczna Filharmonii Narodowej dyr.: Arnold Rezler: Arie z oper [PN Muza]
- L 0044 Septet Taneczny Górkiewicz, Skowroński [PN]
- L 0045 Józef Prząda (tenor), Chór i Orkiestra Symfoniczna Filharmonii Poznańskiej dyr.: Stanisław Wisłocki, Chór PWSM w Poznaniu: Karol Szymanowski – Harnasie [PN]
- L 0046 Orkiestra Symfoniczna Państwowej Filharmonii w Poznaniu dyr.: Witold Rowicki: Piotr Czajkowski – suita z baletu Dziadek do orzechów [PN tł. Lento]
- L 0047 André Gertler (skrzypce): Sonaty – Mozart, Milhaud [PN Muza, 1956]
- L 0048 Orkiestra Symfoniczna Filharmonii Narodowej dyr.: Arnold Rezler: Bach, Weiner – Toccata C-dur
- L 0049 Orkiestra Symfoniczna Filharmonii Narodowej dyr.: Bohdan Wodiczko: Haydn – Symfonia G-dur nr 88 [PN Muza]
- L 0050 Orkiestra Symfoniczna Filharmonii Narodowej dyr.: Bohdan Wodiczko: Ludwig van Beethoven – I Symfonia C-dur op.21 [PN Muza]
- L 0051 Wojciech Brydziński, Jerzy Leszczyński: Adam Mickiewicz – Pan Tadeusz (Fragmenty) [PN Muza]
- L 0052 Jan Kreczmar, Marian Wyrzykowski: Arcydzieła poezji polskiej – Adam Mickiewicz [PN]
- L 0053 Stefania Woytowicz, Chór i Orkiestra Symfoniczna Filharmonii Narodowej dyr.: Witold Rowicki: Karol Szymanowski – III Symfonia
- L 0054 Andrzej Hiolski, Maria Kunińska, Krystyna Szczepańska, Chór Filharmonii Krakowskiej, Wielka Orkiestra Symfoniczna Filharmonii Warszawskiej dyr.: Witold Rowicki: Karol Szymanowski – Stabat Mater [PN]
- L 0055 Chór Rozgłośni Krakowskiej PR dyr.: Jerzy Dobrzański, Alojzy Kluczniok: Karol Szymanowski, Stanisław Wiechowicz
- L 0056 Wielka Orkiestra Symfoniczna PR dyr.: Grzegorz Fitelberg: Karol Szymanowski – II Symfonia B-dur op. 29 [PN Muza]
- L 0057 Henryk Ładosz: Henryk Ładosz opowiada baśnie [PN Muza]
- L 0058 Ludwik Solski, Aleksander Zelwerowicz: Mistrzowie sceny polskiej [PN Muza]
- L 0059 Orkiestra Symfoniczna Filharmonii Narodowej w Warszawie dyr.: Witold Rowicki: Mieczysław Karłowicz – Poemat symfoniczny nr 4 [PN]
- L 0060 Wielka Orkiestra Symfoniczna PR dyr.: Henryk Czyż, Jan Krenz: Szabelski, Bach, Ravel, Spisak [PN Muza]
- L 0061 Bernard Ringeissen (fortepian): Maurice Ravel – Gaspard de la Nuit [PN]
- L 0062 Alain Bernheim(inne języki) (fortepian)/ Francoise Le Gonidec (fortepian): C. Debusssy – Children’s Corner / J.S. Bach – Toccata D-dur [PN]
- L 0063 Imré Ungár (fortepian): Béla Bartók [PN]
- L 0064 Bernard Ringeissen (fortepian): Bernard Ringeissen [PN Muza]
- L 0065 Waldemar Valdi (fortepian), Sekcja Rytmiczna, Zespół Jazzowy dyr.: Charles Bovery: Waldemar Valdi / Zespół Jazzowy Charles Bovery [PN Muza]
- L 0066 Bogdan Paprocki, Orkiestra Symfoniczna Filharmonii Narodowej dyr.: Arnold Rezler: Ulubione arie [PN Muza]
- L 0067 Orkiestra Symfoniczna Filharmonii Śląskiej dyr.: Andrzej Markowski: Darius Milhaud – muzyka do baletu pantomimy [PN tł. Lento]
- L 0068 Zespół Jerzego Hermana: Jazz improwizowany [PN, 1956]
- L 0070 Wielka Orkiestra Symfoniczna PR dyr.: Witold Rowicki: Modest Musorgski, Anatol Liadow [PN]
- L 0071 Wielka Orkiestra Symfoniczna PR dyr.: Jan Krenz: Sergiusz Prokofiew – Symfonia klasyczna, Tadeusz Baird – Colas Breugnon [PN Muza]
- L 0072 Orkiestra Symfoniczna Filharmonii Poznańskiej dyr.: Witold Rowicki: Haydn – Symfonia D-dur nr 104 Londyńska [PN Muza]
- L 0073 Wielka Orkiestra Symfoniczna PR dyr.: Jan Krenz: Mozart – Symfonia Es-dur K.V. 543 [PN Muza]
- L 0074 Orkiestra PR w Krakowie dyr.: Witold Rowicki: Ludomir Różycki – Suita z baletu Pan Twardowski [PN]
- L 0075 Orkiestra Taneczna Radia N.R.D. Dyr.: Kurt Henkels – Grand mit vieren, Ulubione melodie Europy, Refleksje (a); Kwintet Henmanna – Du bist mein typ, In der bar „Zum Langen”, Bim-Bam-Bina; Trio Harmonijek Ustnych – Prado, Tweedlee Dee, Mundharmonika Boogie (b) [PN Muza]
- L 0076 Józef Foremski (klarnet), Jerzy Gawryluk (flet), Seweryn Śnieckowski (obój), Kazimierz Piwkowski (fagot), Maksymilian Zimoląg (waltornia): Tadeusz Szeligowski
- L 0079 Karel Vlach(inne języki): Karel Vlach ze swoją orkiestrą [PN, tł. Lento]
- L 0080 Kwartet Tátrai: Mendelssohn – Kwartet smyczkowy E-minor, Op. 44, nr 2 [PN]
- L 0081 Elizabeth Charles (śpiew), Zespół Jazzowy Zygmunta Wicharego: Festiwal Jazzowy Sopot 1956 vol. 1 (Kronika dźwiękowa) [PN]
- L 0082 Zespół Jazzowy Kamila Hali / Zespół Jazzowy Andrzeja Kurylewicza: (Festiwal Jazzowy Sopot '56 vol. 2) [PN]
- L 0083 Zespół Jazzowy Melomani, Jeanne Johnstone (śpiew) (a); The Dave Burman Jazz Group (b): Festiwal Jazzowy Sopot 1956 vol. 3 (Kronika dźwiękowa) [PN]
- L 0084 Sekstet Komedy (a), Zespół Jazzowy Andrzeja Kurylewicza (b): Festiwal Jazzowy Sopot 1956 vol. 4 (Kronika dźwiękowa) [PN]
- L 0085 „Mazowsze”: Mazowsze (Łowiczanka, Zaloty, Dziura w desce, Muzyczka, Kądziołeczka / Przyśpiewki żywieckie, Świeci miesiąc, Nie zginaj kaliny, Cyt, cyt) [PN tł. Lento]
- L 0086 Mazowsze: (a) Polonez warszawski, Laura i Filon, Co ja myślę, Dwa serduszka, Gęś wodą; (b) Przyśpiewki wielkopolskie, Krakowiaczek, Kołysanka, Furman
- L 0093 Jean-Philippe Rameau: Suita Baletowa (Балетная Сюита)
- L 0095 Orkiestra Symfoniczna Filharmonii Narodowej dyr.: Arnold Rezler: Edward Grieg – Peer Gynt
- L 0101 Janusz Gniatkowski: Ulubione piosenki
- L 0102 Irena Kwiatkowska: Bajki dla dzieci opowiada Irena Kwiatkowska
- L 0106 Polska Kapela Feliksa Dzierżanowskiego: Swojskie melodie
- L 0108 Kazimierz Brusikiewicz: Żywe słowo
- L 0119 Melodia, Piosenka i Rytm / a – Natasza Zylska, Bogdan Niewinowski / b – Marta Mirska, Julian Sztatler / gra: Orkiestra Taneczna Polskiego Radia.
- L 0120 Melodia, Piosenka i Rytm Nr. 2 / (a) Jadwiga Swirtun, Natasza Zylska, Bogdan Niewinowski / (b) Barbara Barska, Marta Mirska, Jadwiga Swirtun, Leonard Jakubowski. / gra Orkiestra Taneczna Polskiego Radia.
- L 0126 Natasza Zylska (a), Bogdan Niewinowski (a), Jadwiga Swirtun (b), Jan Brągiel – trąbka (b) i Orkiestra Taneczna PR pod dyr. Jana Cajmera: Melodia, piosenka i rytm nr 3
- L 0127 Marta Mirska, Natasza Zylska, Orkiestra Taneczna PR (a) – Dwa wiosła, Przyjemna wiadomość, Przyjedź znów, Siedem róż, Choć wiem; Orkiestra Taneczna PR (b) – Moja gwiazda, Irina, Ja wiem, Uliczna zabawa, Rytm wielkiego miasta: Melodia, piosenka i rytm nr 4
- L 0128 Maria Koterbska, Orkiestra Taneczna Jerzego Haralda, Zespół Jazzowy Charlesa Bovery’ego: Melodie Taneczne
- L 0130 Igor Ojstrach (skrzypce), Inna Kalegorskaja (fortepian) (a); Dmitrij Sitkowiecki (skrzypce), Wanda Wiłkomirska (skrzypce), Jadwiga Szamotulska (fortepian) (b): Saint-Saëns, Andrzejowski, Szymanowski
- L 0131 Bernard Ładysz (śpiew), Orkiestra Symfoniczna Filharmonii Narodowej dyr.: Arnold Rezler: Arie operowe i pieśni
- L 0135 Ned Wright, Mary Young, Moses La Marr, Joseph Attles, Rhoda Boggs – śpiew, Estin Mignot – trąbka (soliści Everyman Opera), zespół instrumentalny – kier. Lorenzo Fuller
- L 0151 Jerzy Michotek – Popularne piosenki / a1 I Ty i ja. a2 Piosenka o dyliżansie. a3 Wesoła Warszawska karuzela. / b1 Stary cowboy. b2 Zagraj mi Johnny. b3 Kierowca. / gra Zespół instrumentalny Kazimierza Turewicza.
- L 0153 Śląsk: „Śląsk” (Trzysta buczków; Hań daleko; Dzban; Pod moim okienkiem; Dziadek; Idą Górale; Hanulinka; Coś tam w lesie; Kołysanka; Idzie górnik; Na kopalni; Froncek)
- L 0154 Państwowa Orkiestra Symfoniczna ZSRR dyr.: Konstantin Iwanow, Nikołaj Anosow: Kaprys Włoski op.45 (Piotr Czajkowski) / Kaprys Hiszpański op.34 (Nikołaj Rimski-Korsakow)
- L 0158 William „Big Bill” Ramsey – śpiew, Riverside Syncopators Jazz Band (Genua): Kronika Dźwiękowa Festiwal Jazzowy Sopot 1957
- L 0159 Spree City Stompers, Hot Club „Melomani” – jam session; Emil Mangelsdorff Swingtet: Kronika Dźwiękowa Festiwal Jazzowy Sopot 1957
- L 0161 Albert Nicolas (klarnet), sekcja rytmiczna: Kronika Dźwiękowa Festiwal Jazzowy Sopot 1957
- L 0193 Orkiestra Jazzowa Radia Belgradzkiego, Dyr. Vojislav Simić (a) – Que sera, sera; Perfidia; Jamaica Farewell; Fet Man Boogie (b) Babalu; Boar – Jibow; Ay – Ay; Wzdłuż ulicy; Przeboje z całego świata
- L 0195 Rena Rolska i Zespół Instrumentalny Wiesława Machana, „Piosenki nastrojowe” (Piosenka za soldy; Zamyślona piosenka; Siedem dróżek; Twoja piosenka; W świetle księżyca; Pewien uśmiech; Marguerita; Mon Pays)
- L 0197 Chór Męski przy kościele św. Jakuba w Warszawie dyr.: Zdzisław Woźniak, Henryk Olton – organy: Kolędy
- L 0199 1000 taktów muzyki tanecznej Nr 1: (a) Na wzgórzach Mandżurii, Wiślany walc, Pożegnanie, Pangajo; (b) Ju-bi-ju-bo, Siedem czerwonych róż, Domyśl się, Gdy Ciebie widzę, Pada śnieg
- L 0200 1000 taktów muzyki tanecznej Nr 2: (a) Przez fale wód, List z za oceanu, Piosenka zakochanych, Elektryczne schody; (b) Kasztany, Wiosenna samba, Spotkamy się o piątej, Mysterioso, Meditando
- L 0201 Marta Mirska oraz Tadeusz Skrzypczak z towarzyszeniem Orkiestry Tangowej Piotra Szymanowskiego / Zbigniew Kurtycz, Ada Biell oraz Włodzimierz Kotarba z towarzyszeniem POT „Błękitny Jazz” pod dyr. Ryszarda Damrosza
- L 0202 Chór Czejanda (śpiew), Sekcja Rytmiczna Jerzego Abratowskiego / Zespół Gitarzystów Jana Ławrusiewicza
- L 0203 Hot Club Melomani; American Jazz Group
- L 0210 Halina Czerny-Stefańska (fortepian): Płytoteka pedagogiczna dla szkół muzycznych I stopnia (I-VII kl.) klasy fortepianu – Dawne tańce i melodie
- L 0218 Irena Dubiska (skrzypce), Jerzy Lefeld (fortepian): Płytoteka pedagogiczna dla szkół muzycznych I stopnia (I-VII kl) klasy skrzypiec
- L 0224 Rumuński Zespół Taneczny „Electrecord” pod dyr. Teodora Cosmy(inne języki) / Państwowa Orkiestra Taneczna „Błękitny Jazz” pod dyr. Ryszarda Damrosza(split): Zapraszamy do tańca
- L 0225 Ortkiestra Taneczna „Optymiści” (Sofia) – Kalejdoskop taneczny: (a) Chici-Chici seniorita, Dwie siostry, Fugato mambo, Cha-Cha Barcelona; (b) Czekolada, One o’clock jump, Negro Jose, W górach
- L 0228 Roman Totenberg, Raymond David Hanson – Ravel / Debussy / Bartok / Kreisler: Skrzypce
- L 0230 Marta Mirska i Orkiestra Taneczna Piotra Szymanowskiego / Natasza Zylska oraz Cezary Fabiński i Orkiestra Taneczna pod dyr. Kazimierza Turewicza (split): Rytmy stare i nowe
- L 0231 Jean Thibaut: Piosenki paryskich bulwarów
- L 0233 Sława Przybylska i Zespół Jerzego Abratowskiego: Stare niezapomniane piosenki (Tango bolero; Kto inny nie umiałby; Już nigdy; Wspomnij mnie; Przyjdzie dzień; Jak trudno jest zapomnieć; Tango notturno; Pensylwania)
- L 0234 Maria Koterbska śpiew i Orkiestra Taneczna PR Dyr. K. Turewicz, Ulubione piosenki: (a) Praczki z Portugalii, Mambo, Posłuchaj oto Cha-cha-cha, Ten jeden dzień; (b) Love Me For Ever, Cicha noc, Odmieniam się ciągle, Rakietka
- L 0244 Śląsk: „Śląsk” (Hej ty Wisło; Jasiu, czemu nie orzesz; Kulało się, kulało; Kołysanka opolska; Smykowa; Gdybym to ja miała; Hej koło Cieszyna; Zachodzi słoneczko; Starzyk)
- L 0245 Śląsk: „Śląsk” (Jej Madziar; Maryś, Maryś; Zalotnice i swat; Rży koniczek; Ławeczka; Szła dzieweczka; Dzióbka daj; Była babuleńka; Uśnij że mi uśnij; Karlik)
- L 0246 Wanda Warska (śpiew), Trio Andrzeja Kurylewicza: Jazz 58
- L 0248 Alina Bolechowska i Kazimierz Pustelak: Ze świata operetki Nr 1
- L 0249 Alina Bolechowska i Kazimierz Pustelak: Ze świata operetki
- L 0257 Natasza Zylska, Janusz Gniatkowski; Septet Instrumentalny Juliusza Skowrońskiego: Ulubieni piosenkarze nr 2
- L 0260 Sława Przybylska – Melodie o zmroku. / a1 Malaguena, a2 Fascination. a3 Znów opadł liść. a4 Kroki oczekiwane / b1 Pamiętasz była jesień. b2 Wszystko było. b3 Mgła / gra Orkiestra Polskiego Radia pod dyr. S. Rachoń
- L 0263 Maria Koterbska, Jerzy Połomski, Orkiestra Taneczna Polskiego Radia. Dyr. K. Turewicz: Ulubieni piosenkarze nr 1
- L 0266 Śląsk: Christmas Carols
- L 0270 A. Kossakowska, H. Słonicka, L. Wacławik, M. Wojnicki, Orkiestra PR dyr.: S. Rachonia: „Wiktoria i jej huzar” (Paul Abraham)
- L 0271 Natasza Zylska, Jan Danek, Zespół Instrumentalny J. Skowrońskiego: Ulubieni Piosenkarze Nr. 3
- L 0272 Śląsk: „Śląsk” (Karolinka; Bajtel; Piosenka dziecięca; Trojak; Hej mój Jasinek; Kusy Jan; Pod moim okienkiem; Siedemdziesiąt razy po mnie posyłała; Sikoreczka)
- L 0273 Śląsk: „Śląsk” (Dziadek; Służyłach u pana; Piekła baba chleb; Wróbelek; O gwiazdeczko; Kozak; Dumka dziewczęca; Krakowiak)
- L 0274 Śląsk: „Śląsk” (Ondraszek; Pieśń o górach i dolinach; Już wszystkich syneczków; Słoneczko wyszło; Polka beskidzka; Uroki; Nie wywołuj wilka z lasu; Kogut)
- L 0275 Śląsk: „Śląsk” (Od Siewierza; Rzemieniorz; Ani ta ptaszyna; Kary koń; Wyzgierny; Pasła wołki; Leciała kaczynka; Nie mrugaj; Zwodzony; Szumi dolina)
- L 0276 Śląsk: „Śląsk” (Pieśń o ojczyźnie; Pieśń o Wiśle; Pieśń nadziei; Jeszcze jeden mazur; Helokanie; Porębiok; Nie chodź do miasteczka; W olszynie; Sześć groszy)
- L 0277 Rena Rolska / Olgierd Buczek: Stare niezapomniane piosenki Nr.2 (Rena Rolska – śpiew. / a1 Zawsze będzie czegoś Ci brak. a2 Gdy w ogrodzie botanicznym zakwitną bzy. a3 Trzy listy. a4 Sam mi mówiłeś. gra Zespół instrumentalny Jerzego Machana / Olgierd Buczek – śpiew. b1 Oczy czarne. b2 Czy Pani mieszka sama. b3 Księżyc nad Tahiti. / gra Zespół Jerzego Arbatowskiego)
- L 0280 Orkiestra Symfoniczna dyr.: Arnold Rezler, soliści: Księżniczka Czardasza (Imre Kálmán; fragmenty)
- L 0281 Konstanty Ildefons Gałczyński: Współczesna poezja polska: Niobe, Muzy (recytuje autor)
- L 0291 Swingtet J. Matuszkiewicza; Trio A. Trzaskowskiego; Zespół Modern Dixielanders; Swingtet J. Zabieglińskiego; Kwartet A. Kurylewicza z udziałem Kalwińskiego; New Orleans Stompers: Spotkanie z Conoverem w Polsce
- L 0295 K. Nyc-Wronko (sopran), R. Spychalski (tenor), J. Wojtan (baryton): Ze świata operetki Nr 4
- L 0303 L. Jakubczak, Cezary Fabiński, F. Elkana, Tadeusz Skrzypczak, H. Kunicka, Chór Beltono, Orkiestra Taneczna PR: Dla każdego coś miłego
- L 0317 Bogdan Paprocki, Orkiestra Symfoniczna, dyr. A. Markowski: Wspomnienia z Neapolu
- L 0319 René Glaneau (śpiew), Orkiestra Ryszarda Damrosza: Wspomnienia z Paryża
- L 0320 Złota seria przebojów Nr 1: Moulin Rouge
- L 0325 Mieczysław Fogg: Co nam zostało z tych lat... Wiązanka dawnych przebojów cykl I
- L 0326 Mieczysław Fogg: Co nam zostało z tych lat... Wiązanka dawnych przebojów cykl II
- L 0329 Stan Getz: Stan Getz w Polsce
- L 0334 Bogna Sokorska (sopran), Zdzisław Nikodem (tenor), Chór Czejanda, Orkiestra PR dyr. Stefan Rachoń: Fantazja z bajki muzycznej „Królewna Śnieżka”
- L 0341 Radiowe piosenki miesiąca Nr 1
- L 0342 Pod niebem Paryża
- L 0345 Zespół Jazzowy Zygmunta Wicharego; Bogusław Wyrobek, Elisabeth Charles (śpiew): Dixieland, Swing And Rock
- L 0346 Ulubieni piosenkarze Nr 5 – Wiesława Drojecka – śpiew; Poznańska Piętnastka Radiowa, dyr. Z. Mahlik
- L 0347 Kalejdoskop Piosenki Nr 2
- L 0348 Wanda Warska (śpiew), Trio i Kwartet Andrzeja Kurylewicza: Somnambulicy
- L 0351 Co nam zostało z tych lat... Wiązanka dawnych przebojów – cykl III; Mieczysław Fogg, Orkiestra R. Damrosza
- L 0354 Centralny Zespół Artystyczny Wojska Polskiego: Pieśni historyczne, wojskowe, partyzanckie, ludowe
- L 0360 Sława Przybylska, Orkiestra PR dyr. Stefan Rachoń: Melodie o zmroku
- L 0362 Sława Przybylska, Abraham Samuel Rettig – śpiew, Zespół Instrumentalny J. Woźniaka, Centralny Zespół Artystyczny Wojska Polskiego, dyr. T. Ratkowwski, Pieśni żydowskie
- L 0369 Ludmiła Jakubczak: 1000 taktów z Ludmiłą Jakubczak
- L 0371 János Kőrössy: Jazz Jamboree 1961 Nr.5[15]
- L 0379 Mazowsze: „Mazowsze” (W olszynie; W kadzidlańskim boru; Szyszki; Mazowsze; O dzięki ci przeszłości / Kukułeczka; Do ślubu Marysiu; Przepióreczka; Trudno; Bandoska)
- L 0380 Mazowsze: „Mazowsze” (Cyt cyt; Nie zginaj kaliny; Świeci miesiąc; Łowiczanka / Przyśpiewki żywieckie; Zaloty; Muzyczka; Wyszłabym za dziada)
- L 0381 Mazowsze: „Mazowsze” (Polonez warszawski; Laura i Filon; Co ja myślę; Ogarek; Polka tramblanka / Furman; Przyśpiewki wielkopolskie; Dziura w desce; Krakowiaczek)
- L 0382 Hanka Ordonówna: Śpiewa Hanka Ordonówna
- L 0383 Coctail – Party Nr 4: (a) Dzieci Pireusu, Sam by nie tańczył samby, Urojenie, Deszcz; (b) Milord, Hebanowe tango, Nie moje serce, Odejdziesz i tak
- L 0384 Violetta Villas: Rendez-vous z Violettą Villas
- L 0392 Zespół Instrumentalny Z. Wicharego: Rendez-vous z Katarzyną Bovery
- L 0393 Kabaret Starszych Panów
- L 0455 Andrzej Łapicki i Irena Kwiatkowska: Antologia Bajki Polskiej
- L 0483 Irena Kwiatkowska, Zofia Mrozowska, Mieczysław Czechowicz narracja: Płytoteka języka polskiego (Wybór fragmentów poezji i prozy)

### Płyty winylowe MEL
10 calowe, 33 1/3 obr./min
- MEL–1 Caterina Valente Ole Caterina! (1962)
- MEL–2 Louis Armstrong Sachmo

### Płyty winylowe X, SX, XL, SXL, STXL
X – oznaczenie płyty 12-calowej (zwykle XL)

S – oznaczenie płyty stereofonicznej (początkowo symbol literowy miał łączną postać SXL, później SX; po wprowadzeniu zapisu stereofonicznego, przez pewien czas tłoczono obie wersje płyty: mono- i stereofoniczną, z symbolami XL lub SXL; później wydawano już tylko płyty stereofoniczne)

#### płyty o nr od 1 do 300
- 0001 Witold Rowicki: Ludwik van Beethoven – VII Symfonia 1956 (XL)
- 0002 Piotr Czajkowski: IV Symfonia 1966 (XL)
- 0003 Witold Rowicki: Brahms – I Symfonia (XL)
- 0004 Bohdan Wodiczko: Szostakowicz – X Symfonia (XL)
- 0005 Witold Rowicki: Czajkowski – V Symfonia (XL)
- 0006 Witold Rowicki: Karłowicz 1956 (XL)
- 0007 Witold Rowicki: Rimski-Korsakow – Szeherezada (XL)
- 0008 różni wykonawcy: Uwertury i suity (XL)
- 0009 Bohdan Wodiczko: Bach, Mozart, Respighi (XL)
- 0010 Fou Ts’ong: Chopin – Koncert e-moll (XL)
- 0011 różni wykonawcy: Weber, Dukas, Gershwin (XL)
- 0012 Tátrai Quartet(inne języki): Haydn, Beethoveen (XL)
- 0013 Tátrai Quartet(inne języki): Kwartety smyczkowe (XL)
- 0014 Halina Czerny-Stefańska: Chopin – Recital fortepianowy (XL)
- 0015/18 różni wykonawcy: Moniuszko – Straszny dwór 1960 (XL)
- 0019/21 Walerian Bierdiajew: Stanisław Moniuszko – Halka 1960 (XL)
- 0022 Mircea Basarab: Honegger – III Symfonia Liturgiczna (XL)
- 0023 Sławomir Żerdzicki: Moniuszko – Sonety Krymskie (XL)
- 0024 Grzegorz Fitelberg: Karłowicz, Moniuszko (XL)
- 0025 Grzegorz Fitelberg: Karłowicz, Noskowski, Moniuszko, Stefani (XL)
- 0026 Eugenia Umińska: Szymanowski – Koncerty skrzypcowe (XL)
- 0027 Walerian Bierdiajew: Czajkowski – Symfonia b-moll Patetyczna (SX)
- 0028 Halina Czerny-Stefańska: Recital fortepianowy 1960 (XL)
- 0029 Halina Czerny-Stefańska: Fryderyk Chopin – Koncert fortepianowy e-moll (XL)
- 0030 Henryk Sztompka: Chopin – Dzieła wszystkie – Mazurki vol. 1 (XL)
- 0031 Henryk Sztompka: Chopin – Dzieła wszystkie – Mazurki vol. 2 (XL)
- 0032 Henryk Sztompka: Chopin – Dzieła wszystkie – Mazurki vol. 3 (XL)
- 0033 różni wykonawcy: Sonaty (XL)
- 0034 Władysław Szpilman, Tadeusz Wroński: Brahms – Sonaty skrzypcowe (XL)
- 0035 Władysław Szpilman, Tadeusz Wroński: Muzyka kameralna (XL)
- 0036 Kwartet Smyczkowy im. Borodina: Kwartety smyczkowe (XL)
- 0037 Światosław Richter: Chopin, Szymanowski, Szostakowicz (XL)
- 0038 Henryk Sztompka: Chopin – Dzieła wszystkie – Mazurki vol. 4 (XL)
- 0039 artyści scen warszawskich: Leon Schiller – Pastorałka (XL)
- 0040 różni wykonawcy: III MKS im. Wieniawskiego '57 (XL)
- 0041 różni wykonawcy: III MKS im. Wieniawskiego '57 (XL)
- 0042 różni wykonawcy: III MKS im. Wieniawskiego '57 (XL)
- 0043 różni wykonawcy: Schubert – Piękna młynarka (XL)
- 0044 różni wykonawcy: III MKS im. Wieniawskiego '57 (XL)
- 0045 różni wykonawcy: III MKS im. Wieniawskiego '57 (XL)
- 0046 Břetislav Bakala: Dworzak – Symfonia „Z nowego świata” (XL)
- 0047 różni wykonawcy: Chopin – Dzieła wszystkie – Pieśni op. 74 (XL)
- 0048 Witold Małcużyński, Orkiestra Symfoniczna Filharmonii Narodowej dyr.: Witold Rowicki: Fryderyk Chopin – Koncert fortepianowy Nr 2 f-moll op.21  (XL)
- 0049 Roman Totenberg (skrzypce): Bach – Koncerty skrzypcowe (XL)
- 0050 Roman Totenberg (skrzypce): Beethoven – Koncert skrzypcowy (XL)
- 0051 Roman Totenberg (skrzypce): Wieniawski, Szymanowski – Koncerty skrzypcowe (XL)
- 0052 Orkiestra Symfoniczna Filharmonii Narodowej w Warszawie dyr.:Witold Rowicki: Szostakowicz – Symfonia nr 5 (XL)
- 0053 Światosław Richter (fortepian): Mozart, Schumann (XL)
- 0054 Światosław Richter (fortepian): Robert Schumann (XL)
- 0055 Światosław Richter (fortepian): Prokofiew, Rachmaninow (XL)
- 0056 Światosław Richter (fortepian): Rachmaninow (XL)
- 0057 Halina Czerny-Stefańska (fortepian): Chopin – Dzieła wszystkie – Polonezy vol. 1 (XL, SX)
- 0058 Halina Czerny-Stefańska (fortepian), Jan Ekier (fortepian): Chopin – Dzieła wszystkie – Polonezy vol. 2 (XL)
- 0059 Jan Ekier (fortepian): Chopin – Dzieła wszystkie – Sonaty (XL, SX, SXL)
- 0060 Halina Czerny-Stefańska (fortepian): Chopin – Dzieła wszystkie – Piano concerto nr 1 in e-minor op. 11 (XL, SX)
- 0061 Jan Ekier (fortepian): Chopin – Dzieła wszystkie – Ballady (XL, SX)
- 0062 Halina Czerny-Stefańska (fortepian): Chopin – Dzieła wszystkie – Preludia op. 28 (XL, SXL)
- 0063 Bolesław Woytowicz (fortepian): Chopin – Dzieła wszystkie – Etiudy vol. 1 (XL, SX)
- 0064 Bolesław Woytowicz (fortepian): Chopin – Dzieła wszystkie – Etiudy vol. 2 (XL, SX, SXL)
- 0065 różni wykonawcy: J.S. Bach – Koncerty fortepianowe (XL)
- 0065-96 różni wykonawcy: J.S. Bach – Koncerty fortepianowe i kantaty (XL)
- 0066 Stefania Woytowicz (śpiew): Pieśni (XL)
- 0067 Jan Krenz Szostakowicz, de Falla, Chaczaturian (SX)
- 0068 Regina Smendzianka (fortepian): Fryderyk Chopin „Walce Valses” (SX)
- 0069 Regina Smendzianka (fortepian), Orkiestra Symfoniczna Filharmonii Narodowej dyr. Witold Rowicki: Fryderyk Chopin „Piano Concerto No. 2 – Berceuse – Tarantella – Ecossaises – Valse” (SX)
- 0070 Zbigniew Drzewiecki, Henryk Sztompka: Chopin – Dzieła wszystkie – Nokturny vol. 1 (XL, SX)
- 0071 Jan Ekier (fortepian): Chopin – Dzieła wszystkie – Nokturny vol. 2 (XL, SX)
- 0072 Witold Rowicki: Lutosławski, Serocki, Baird (SXL)
- 0073 Stefania Woytowicz, Andrzej Bachleda: Chopin – Dzieła wszystkie – Pieśni op. 74 (XL, SX)
- 0074 Lidia Grychtołówna: Chopin – Dzieła wszystkie – Scherza (XL, SX)
- 0075 Lidia Grychtołówna: Chopin – Dzieła wszystkie – Impromptus (XL, SX)
- 0076 Władysław Kędra: Chopin – Dzieła wszystkie – Wariacje, fantazja i rondo a la krakowiak (XL, SX)
- 0077 Halina Czerny-Stefańska, Ludwik Stefański: Chopin – Dzieła wszystkie – Ronda i inne (XL, SX)
- 0078 Halina Czerny-Stefańska, Ludwik Stefański: Chopin – Dzieła wszystkie – Polonezy młodzieńcze op. posth (XL, SX)
- 0079 Barbara Hesse-Bukowska: Chopin – Dzieła wszystkie – Wariacje i inne (XL)
- 0080 różni wykonawcy: Chopin – Dzieła wszystkie – Trio i inne (XL, SXL)
- 0081 Maria Wiłkomirska: Chopin – Dzieła wszystkie – Sonaty (XL, SX)
- 0082 Helmut Koch: Brahms – Niemieckie requiem (XL)
- 0084/7 Helmut Koch: Haendel – Mesjasz (SX)
- 0089/91 Helmut Koch: Haydn – Pory roku (XL)
- 0092 Henryk Sztompka: Chopin – Dzieła wszystkie – Mazurki wszystkie vol. 1 (XL, SX)
- 0093 Henryk Sztompka: Chopin – Dzieła wszystkie – Mazurki wszystkie vol. 2 (SX)
- 0094 Henryk Sztompka: Chopin – Dzieła wszystkie – Mazurki wszystkie vol. 3 (XL, SX, SXL)
- 0095 Henryk Sztompka: Chopin – Dzieła wszystkie – Mazurki wszystkie vol. 4 (XL, SX)
- 0096 Agnes Giebel: Bach – Kantaty (XL)
- 0097 Ryszard Bakst: Ignacy Jan Paderewski – Utwory fortepianowe (XL)
- 0098 Halina Czerny-Stefańska: Recital chopinowski (XL)
- 0099 Stefania Woytowicz: Śpiewa najpiękniejsze partie operowe (XL)
- 0100 Musicae Antiquae Collegium Varsoviense: Ze skarbnicy muzycznej polskiego tysiąclecia (XL)
- 0101 Orkiestra Symfoniczna Filharmonii Narodowej dyr. Witold Rowicki: Felix Mendelssohn-Bartholdy – Sen nocy letniej, Maurice Ravel – Boléro (XL, SXL)
- 0102 Barbara Hesse-Bukowska: Szymanowski – Dwadzieścia mazurków (XL)
- 0103 Witold Małcużyński: Brahms – I Koncert fortepianowy (XL, SX)
- 0104 Bronisław Gimpel: Henryk Wieniawski – Utwory skrzypcowe (XL, SXL)
- 0105 Witold Rowicki: Johhanes Brahms – IV Symfonia e-moll op. 98 1961 (XL)
- 0106 Bernard Ładysz: Arie z oper (XL)
- 0108 Witold Rowicki: Johhanes Brahms – I Symfonia c-moll op. 68 (XL, SXL)
- 0109/12 Różni wykonawcy: Gwiazdy polskiej opery 1961 (XL)
- 0113 Wanda Wiłkomirska: Henryk Wieniawski, Karol Szymanowski – Koncerty skrzypcowe 1961 (XL)
- 0114 Regina Smendzianka: Paderewski – Franck (XL)
- 0116 Witold Rowicki: Szymanowski (XL)
- 0117 Zbigniew Drzewiecki: Fortepian Chopina (XL, X)
- 0118 Witold Rowicki: Brahms – II Symfonia D-dur op. 73 (XL)
- 0119 Witold Rowicki: Brahms – III Symfonia F-dur op. 90 (XL, SXL)
- 0120 różni wykonawcy: Szymanowski (XL)
- 0121 różni wykonawcy: Szymanowski (XL)
- 0122 Stanisław Wisłocki: Ludwig van Beethoven – Symfonia nr 3 (XL, SXL)
- 0123 Witold Małcużyński, Orkiestra Symfoniczna Filharmonii Narodowej dyr.: Witold Rowicki: Piotr Czajkowski I Koncert Fortepianowy b-moll op.23 (SX)
- 0124 Witold Małcużyński, Orkiestra Symfoniczna Filharmonii Narodowej dyr.: Witold Rowicki: Sergiusz Rachmaninow III Koncert Fortepianowy d-moll op.30 (SX)
- 0125 różni wykonawcy: Szymanowski, Szostakowicz (XL)
- 0126 Kwartet Borodina, Barbara Hesse-Bukowska: Szymanowski (XL)
- 0127 różni wykonawcy: Jazz Jamboree '61 vol. 1 (XL)
- 0128 Tadeusz Wroński: Brahms – Koncert skrzypcowy (XL)
- 0129/31 Rudolf Mauersberger: Johann Sebastian Bach – Masza h-moll BXV232 (SX)
- 0132 Witold Rowicki: Witold Lutosławski – Concerto for Orchestra (XL)
- 0133 Albert Catell: Czajkowski (XL)
- 0134/5 Franz Konwitschny: Beethoven – I i IX Symfonia (XL, SXL)
- 0136 Stanisław Wisłocki: Ludwig van Beethoven – VI Symfonia ‘Pastoralna’ F-dur op. 68 (XL, SXL)
- 0137 Władysław Kędra: Liszt – Koncerty fortepianowe (XL, SX)
- 0138 Władysław Kędra: Gershwin (XL)
- 0139 Witold Rowicki: Franz Schubert – V Symfonia B-dur, VIII Symfonia h-moll „Niedokończona” D759 (SX)
- 0140 Tadeusz Wroński: Koncerty skrzypcowe (SX)
- 0141 Mazowsze: „Mazowsze” The Polish Song and Dance Ensemble, vol. 1 (XL, SX)
- 0142 Mazowsze: „Mazowsze” The Polish Song and Dance Ensemble, vol. 2 (XL, SX)
- 0143 Mazowsze: „Mazowsze” The Polish Song and Dance Ensemble, vol. 3 (XL, SX)
- 0144 Stanisław Wisłocki: Mozart (XL)
- 0145 Zdzisław Górzyński: Flis (XL, SX)
- 0146 Albert Catell, Stanisław Wisłocki: Dworzak – Koncert wiolonczelowy (XL)
- 0147 Jerzy Semkow: Niezapomniane karty oper Moniuszki (XL)
- 0148 Ignacy Friedman: Wielcy polscy artyści grają Beethovena (XL)
- 0149 Witold Rowicki: Szymanowski – Stabat Mater (XL)
- 0150 Wielka Orkiestra Symfoniczna PR dyr.: Jan Krenz: Wagner – Liszt – R. Strauss (XL, SX)
- 0151 Radu Aldulescu, Carlo Zecchi: Beethoven – Muzyka kameralna (XL)
- 0152 różni wykonawcy: De Falla Enescu Contantinescu (XL)
- 0153 Ștefan Ruha(inne języki): Czajkowski – Koncert Skrzypcowy (XL)
- 0154/6 różni wykonawcy: Cyrulik Sewilski (XL)
- 0157/60 różni wykonawcy: Ze złotych kart pianistyki polskiej (XL)
- 0162 Władysław Kędra (fortepian): Ferenc Liszt Utwory fortepianowe (XL, SXL)
- 0163 Abraham Samuel Rettig, Ino Toper, Sława Przybylska: Jewish Songs (XL)
- 0164 Poznańskie Słowiki: Poznańskie Słowiki śpiewają (XL)
- 0165 różni wykonawcy: Polskie pieśni żołnierskie i ludowe 1962 (XL)
- 0166 Ryszard Bakst: Beethoven – sonaty (SXL)
- 0167 Ryszard Bakst: Beethoven – III Koncert fortepianowu c-moll 1963 (XL)
- 0168 różni wykonawcy: IV MKS im. Wieniawskiego '62 (XL)
- 0169 Chór i Orkiestra PR dyr.: Jerzy Kołaczkowski: Idzie żołnierz borem, lasem ... cykl 1 (XL)
- 0170 Bogdan Paprocki: Arie operowe (XL)
- 0171 różni wykonawcy: Malawski, Penderecki, Bacewicz 1963 (SX)
- 0172 Jerzy Semkow: Carmen – Opera w przekroju 1962 (SXL)
- 0173 Stanisław Wisłocki: Beethoven – II Symfonia D-dur op. 36 (XL, SX, SXL)
- 0176 Igor Iwanow, Zbigniew Drzewiecki: Koncerty (XL)
- 0177 Witold Rowicki: Tadeusz Baird 1963 (XL)
- 0178 Kwintet Warszawski: Zarębski – Kwintet fortepianowy (XL)
- 0179 Wanda Wiłkomirska, Witold Rowicki: Mieczysław Karłowicz – Koncert skrzypcowy; Stanisław Wisłocki: Mieczysław Karłowicz – Smutna opowieść 1962/1965[16] (XL)
- 0180 Feliks Dzierżanowski: Znasz-li swój kraj? (XL)
- 0181 Abraham Samuel Rettig: Z albumu pieśni żydowskich 1964 (STXL)
- 0182 Śląsk: „Śląsk” The Polish Song and Dance Ensemble vol. 1 1964 (XL, SX)
- 0183 Śląsk „Śląsk” The Polish Song and Dance Ensemble vol. 2 1964 (SX, SXL)
- 0184 Alina Bolechowska (sopran), Chór Męski przy Kościele św. Jakuba dyr. Zdzisław Woźniak, Feliks Rączkowski, Henryk Olton (organy): Boże Narodzenie w Polsce (SXL)
- 0185 Andrzej Hiolski: Słynne arie operowe 1964 (SX)
- 0186 Andrzej Kurylewicz Quintet: Go Right (XL)
- 0187 Mieczysław Fogg: Mieczysław Fogg śpiewa piosenki swojej młodości 1960 (XL)
- 0188 Edmund Kajdasz: Musica Antiqua Polonica 1964 (XL)
- 0189 Mazowsze: „Mazowsze” The Polish Song and Dance Ensemble, vol. 4 (SXL)
- 0190 Mazowsze: „Mazowsze” „Mazowsze” śpiewa kolędy (XL, SX)
- 0191 Karol Teutsch: Muzyka włoskiego baroku (SXL)
- 0192 różni wykonawcy: Jazz Jamboree '63 vol. 1 (XL)
- 0193 różni wykonawcy: Jazz Jamboree '63 vol. 2 (XL)
- 0194 Robert Satanowski: Jan Wański – Dwie symfonie (XL)
- 0196 Barbara Hesse-Bukowska: Paderewski, Różycki (XL)
- 0198 Zdzisław Górzyński: Johann Strauss – Król walca 1962 (XL, SX)
- 0199 Zdzisław Górzyński: Verdi – Trubadur il trovatore (XL, SXL)
- 0200 Karol Teutsch: Muzyka instrumentalna polskiego baroku (SX)
- 0201 różni wykonawcy: Z melodią i piosenką dookoła świata (5) (XL)
- 0203 Tadeusz Wesołowski: Pożegnanie ojczyzny (XL)
- 0204 Chór i Orkiestra PR dyr.: Jerzy Kołaczkowski, soliści: Echa Ojczyzny (XL)
- 0205 Stanisław Wisłocki: Koncerty fortepianowe (XL)
- 0208 różni wykonawcy: Warszawa da się lubić 1964 (XL)
- 0209 Poznańskie Słowiki: Hej kolęda kolęda... Poznańskie Słowiki śpiewają kolędy (SX, SXL)
- 0210 różni wykonawcy: Idzie żołnierz borem lasem vol. 2 (XL, SXL)
- 0211 Aleksander Bardini: Adam Mickiewicz – Pan Tadeusz – Księga I (X)
- 0212 Aleksander Bardini: Adam Mickiewicz – Pan Tadeusz – Księga I cd (X)
- 0213 Andrzej Szczepkowski: Adam Mickiewicz – Pan Tadeusz – Księga II (X)
- 0214 Andrzej Łapicki: Adam Mickiewicz – Pan Tadeusz – Księga III (X)
- 0215 Tadeusz Łomnicki: Adam Mickiewicz – Pan Tadeusz – Księga IV (X)
- 0216 Tadeusz Łomnicki: Adam Mickiewicz – Pan Tadeusz – Księga IV cd (X)
- 0217 Andrzej Wyrzykowski: Adam Mickiewicz – Pan Tadeusz – Księga V (X)
- 0218 Jan Świderski: Adam Mickiewicz – Pan Tadeusz – Księga VI (X)
- 0219 Wieńczysław Gliński: Adam Mickiewicz – Pan Tadeusz – Księga VII (X)
- 0220 Gustaw Holoubek: Adam Mickiewicz – Pan Tadeusz – Księga VIII (X)
- 0221 Mieczysław Milecki: Adam Mickiewicz – Pan Tadeusz – Księga IX (X)
- 0222 Janusz Warnecki: Adam Mickiewicz – Pan Tadeusz – Księga X (X)
- 0223 Jan Kreczmar: Adam Mickiewicz – Pan Tadeusz – Księga XI (X)
- 0224 Ignacy Gogolewski: Adam Mickiewicz – Pan Tadeusz – Księga XII (X)
- 0225 Robert Satanowski: Różycki – Poematy symfoniczne (XL)
- 0226 Mieczysław Mierzejewski: Hrabina – Opera w przekroju (XL)
- 0227 Stanisław Grzesiuk: Nie masz cwaniaka nad warszawiaka 1963 (X, XL)
- 0228 Bogna Sokorska: Słowik Warszawy (XL, SX)
- 0229 Witold Rowicki: Moniuszko – Utwory na orkiestrę (XL)
- 0230 różni wykonawcy: Czy pani mieszka sama? (XL)
- 0231 różni wykonawcy: Works For Wood – Wind Instruments with Orchestra (XL)
- 0232 Witold Rowicki: Tematyka dziecięca w muzyce symfonicznej (SXL)
- 0233 Karol Stryja: Bizet – Suity Arlezjanki (XL)
- 0234 Stefan Stuligrosz: Mikołaj Gomółka – Melodie na Psałterz Polski (XL)
- 0235 Joachim Grubich: Polska muzyka organowa XVI – XVII w. (XL)
- 0236 Warszawscy Stompersi: New Orleans Stompers (XL)
- 0237 Jan Krenz: Witold Lutosławski – Utwory symfoniczne (XL)
- 0238 Jan Krenz: Witold Lutosławski – Utwory symfoniczne kompozytorów polskich 1964 (XL)
- 0239 różni wykonawcy: Jazz Jamboree '64 vol. 1 1964 (XL)
- 0240 różni wykonawcy: Jazz Jamboree '64 vol. 2 1964 (XL)
- 0241 Andrzej Kurylewicz: Polish Radio Big Band 1964 (XL)
- 0242 różni wykonawcy: International Festival of Song Sopot – Polish Hits 1964 (XL)
- 0243 Stefania Woytowicz: Arie dawnych mistrzów (XL)
- 0245 Stefania Woytowicz: Arie dawnych mistrzów (XL)
- 0246 Polish Jazz Quartet(inne języki): Polish Jazz Quartet 1964 (XL)
- 0247 Bohdan Łazuka: Bohdan trzymaj się! 1965 (XL)
- 0248 Barbara Rylska: Sex appeal 1965 (XL)
- 0249 różni wykonawcy: Balety – Fragmenty 1965 (XL)
- 0250/1 Mieczysław Mierzejewski: Szymanowski – Król Roger (XL)
- 0252 Zdzisław Górzyński: Halka – Opera w przekroju (XL, SX)
- 0253 Witold Rowicki: Straszny dwór – Opera w przekroju (SX)
- 0254 Władysław Kędra: Hiszpańska muzyka fortepianowa 1964 (XL)
- 0255 Ryszard Bakst: Zarębski – Utwory fortepianowe (XL)
- 0256 różni wykonawcy: Najpiękniejsze pieśni polskie (XL)
- 0257 Jerzy Semkow: Tematy hiszpańskie w muzyce symfonicznej 1965 (SXL)
- 0258 Andrzej Trzaskowski Quintet: Andrzej Trzaskowski Quintet 1965 (XL)
- 0259 Witold Rowicki: Noskowski, Żeleński (XL)
- 0260 Andrzej Markowski: Penderecki (XL, SXL)
- 0261 różni wykonawcy: VII Międzynarodowy Konkurs im. Fryderyka Chopina '65 (XL)
- 0262 różni wykonawcy: VII Międzynarodowy Konkurs im. Fryderyka Chopina '65 (XL)
- 0263 różni wykonawcy: VII Międzynarodowy Konkurs im. Fryderyka Chopina '65 (XL)
- 0264 różni wykonawcy: VII Międzynarodowy Konkurs im. Fryderyka Chopina '65 (XL)
- 0265 Martha Argerich: VII Międzynarodowy Konkurs im. Fryderyka Chopina '65 – Winner of the First Prize (XL)
- 0266 Arthur Moreira Lima: VII Międzynarodowy Konkurs im. Fryderyka Chopina '65 – Winner of the Second Prize (XL)
- 0267 Jan Krenz: Serocki – Musica concentrate (XL)
- 0269 Stanisław Wisłocki: Karłowicz – Stanisław i Anna Oświecimowie, Epizod na maskaradzie (XL)
- 0270 Kwintet Warszawski: Szostakowicz – Shumann (XL)
- 0271 Stanisław Wisłocki: Orkiestrowe fragmenty z oper (XL)
- 0272 Mieczysław Fogg: Wspomnienia dawnych dni 1965 (XL)
- 0273 Sława Przybylska: Ballady i Piosenki 2 1966 (XL)
- 0274 Witold Rowicki: Grażyna Bacewicz 1966 (XL)
- 0275 różni wykonawcy: Zwierzchowski – Requiem (XL)
- 0276 Emil Waldteufel: Najpiękniejsze walce 1966 (XL, SX, SXL)
- 0277 różni wykonawcy: Grzegorz Gerwazy Gorczycki (XL)
- 0278 The London Beats: The London Beats 1965 (XL)
- 0280 Studio M-2: Stare przeboje – Nowe rytmy (XL)
- 0281 różni wykonawcy: Czy pani lubi tańczyć? 1966 (XL)
- 0282 Lasalle String Quartet(inne języki): Kwartety smyczkowe (SXL)
- 0283 Joachim Grubich: Organ Recital 1966 (SXL)
- 0284 Anna German: Tańczące Eurydyki 1966 (XL)
- 0285 różni wykonawcy: Jazz Jamboree '65 vol. 1 (XL)
- 0286 różni wykonawcy: Jazz Jamboree '65 vol. 2 (XL)
- 0287 różni wykonawcy: Sonaty (XL)
- 0288 Robert Satanowski: Jakub Gołąbek – Trzy symfonie (XL)
- 0289 Zbigniew Chwedczuk: Józef Ziedler – Nieszpory (XL)
- 0290 Stanisław Wisłocki: Karłowicz – Odwieczne pieśni, Rapsodia Litewska (XL)
- 0291 różni wykonawcy: Sygnały łowieckie (XL)
- 0292 Soliści i Orkiestra Teatru Wielkiego w Warszawie dyr.: Antoni Wicherek: Witold Rudziński – Odprawa posłów greckich 1966 (XL)
- 0293 Orkiestra Reprezentacyjna Wojska Polskiego dyr. Arnold Rezler: Polskie marsze wojskowe 1966 (XL)
- 0294 Capella Bydgostiensis Pro Musica Antiqua: U źródeł muzyki polskiej (XL)
- 0295 Musicae Antiquae Collegium Varsoviense: Muzyka na Zamku Warszawskim (XL)
- 0296 Stanisław Gałoński: Muzyka na Zamku Wawelskim (XL)
- 0297 Wiera Gran: Wiera Gran śpiewa (XL)
- 0298 Komeda Quintet (Tomasz Stańko, Krzysztof Komeda, Zbyszek Namysłowski, Günter Lenz, Rune Carlsson): Astigmatic 1966 (XL, SXL)
- 0299 różni wykonawcy: Organ Music 1966 (SXL)
- 0300 różni wykonawcy: Piękne głosy – Piękne arie (XL)

#### płyty o nr od 301 do 600
- 0301 Feliks Rączkowski (organy): Polish Romantic Organ Music (XL)
- 0302 różni wykonawcy: Mikołaj Zieliński (XL)
- 0303 Con Moto Ma Cantabile: Polska muzyka instrumentalna XVII wieku (XL)
- 0304 różni wykonawcy: Piosenki o mojej Warszawie 1966 (XL)
- 0305 Zbigniew Namysłowski Quartet: Zbigniew Namysłowski Quartet 1966 (SXL)
- 0307 Tadeusz Łomnicki, Zbigniew Zapasiewicz: Cyprian Norwid – Wiersze wybrane (SX, SXL)
- 0308 różni wykonawcy: Teatr wyobraźni – Latarnik (SX)
- 0309 Ragtime Jazz Band(inne języki): Ragtime Jazz Band 1966 (XL)
- 0310 Halina Łukomska: Arie operowe (XL)
- 0311 Irena Santor: Piosenki stare jak świat 1966 (XL, SXL)
- 0312 Józef Chwedczuk (organy): Bach – Organ Works (XL)
- 0313 Wielka Orkiestra Symfoniczna PR dyr.: Zdzisław Górzyński: Słynne walce koncertowe (XL)
- 0314 Ivry Gitlis (skrzypce): Paganini – Violin Concertos (SXL)
- 0315 różni wykonawcy: Operetka w przekroju – Kalman 1966 (XL)
- 0316 Orkiestra PR, Orkiestra Filharmonii Śląskiej, soliści: Franz Lehár – Fragmenty z operetek (XL)
- 0317 Chór i Orkiestra PR, soliści dyr.: Stefan Rachoń: Abraham – Operetka w przekroju (XL)
- 0318 Ewa Demarczyk: Ewa Demarczyk śpiewa piosenki Zygmunta Koniecznego 1967 (SX, SXL)
- 0320 Jazz Band Ball Orchestra: Jazz Band Ball (XL)
- 0321 Orkiestra i Chór Mieszany, soliści: Płonie ognisko w lesie... (SXL)
- 0322 Piotr Szczepanik (śpiew): Piotr Szczepanik śpiewa 1966 (XL)
- 0323 Filipinki (śpiew): Filipinki – To my 1966 (XL)
- 0324 różni wykonawcy: W polskiej zagrodzie (XL)
- 0325/6 Chór i Orkiestra Filharmonii Krakowskiej, soliści dyr.:Henryk Czyż: Krzysztof Penderecki – Pasja według św. Łukasza (SXL)
- 0329 Orkiestra Syymfoniczna PR dyr.: Jan Krenz: Bolesław Szebelski (XL)
- 0330 różni wykonawcy: Z melodią i piosenką dookoła świata 1966 (XL)
- 0333 Karol Teutsch: Koncerty na altówkę i wiolonczelę (XL)
- 0334 Jerzy Semkow: Polska tematyka w muzyce rosyjskiej (XL)
- 0335 Tadeusz Żmudziński: Karol Szymanowski (XL)
- 0336 Witold Rowicki: Polish Modern Music (SX)
- 0337 różni wykonawcy: Podhale śpiewa (XL)
- 0338 Mieczysław Wojnicki (śpiew): Zakochani są wśród nas 1966 (XL)
- 0339 różni wykonawcy: Piosenki Agnieszki Osieckiej 1966 (XL)
- 0340 Stanisław Grzesiuk (śpiew): Piosenki warszawskiej ulicy 1967 (XL)
- 0341 Jarema Stępowski (śpiew): Szemrane tango 1966 (XL, SXL)
- 0342 różni wykonawcy: Jazz Jamboree 66 vol. 1 (XL)
- 0343 różni wykonawcy: Jazz Jamboree 66 vol. 2 (XL)
- 0345 Jan Kiepura (śpiew): Arie operowe 1966 (X, XL)
- 0346 Jan Kiepura (śpiew): Pieśni i piosenki filmowe 1966 (SX, XL)
- 0347 Zespół Pieśni i Tańca „Śląsk”: „Śląsk” Christmas Carols – Przy stole wigilijnym (XL, SXL)
- 0348 Zespół Pieśni i Tańca „Śląsk”: „Śląsk” vol. 3 (XL)
- 0349 Andrzej Łapicki: Mickiewicz – Sonety (XL)
- 0350 Czerwone Gitary 1966 (XL)
- 0351 Maria Koterbska (śpiew): Nie mówmy że to miłość... 1967 (SXL)
- 0352 Czerwono-Czarni: Czerwono-Czarni 1966 (SXL)
- 0353 Ignacy Gogolewski: Wielkie monologi romantyczne (SXL)
- 0354 Władysław Kędra (fortepian): Plays Piano Favorites (XL, SXL)
- 0355 Regina Smendzianka: Polska preromantyczna muzyka fortepianowa 1966 (XL)
- 0356 Witold Rowicki: Czajkowski – Suity z baletów (XL)
- 0357 Janusz Zabiegliński: Janusz Zabiegliński and his Swingtet 1966 (XL)
- 0358 Edmund Kajdasz: Marcin Mielczewski – Vesparae Dominicales (XL)
- 0360 Ryszard Bakst: Schumann (XL)
- 0361 Lidia Grychtołówna: Piano Recital 1966 (SXL)
- 0362 Irena Santor (śpiew): Powrócisz tu... 1967 (SXL)
- 0363 różni wykonawcy: Zwycięzcy Festiwalu Jazz nad Odrą '66 (XL)
- 0364 różni wykonawcy: Strauss – Fragmenty z operetki (XL)
- 0365 różni wykonawcy: Haydn i Mozart (XL)
- 0366 Witold Rowicki: Czajkowski – Symfonia Nr 4 f-moll op. 36 (XL, SX)
- 0367 Jerzy Połomski: Jerzy Połomski śpiewa 1966 (SXL)
- 0368 Edmund Kajdasz: Muzyka w dawnym Krakowie (XL)
- 0369 Wojciech Młynarski (śpiew): Wojciech Młynarski śpiewa swoje piosenki 1967 (SXL)
- 0371 Tadeusz Chyła (śpiew): Śpiewa własne ballady 1966 (SXL)
- 0372 Kabaret Starszych Panów: Cykl 3 1968 (SXL)
- 0373 Jerzy Żurawlew: Recital Chopinowski 1967 (XL)
- 0374/6 Jean Bobescu(inne języki): Verdi – Rigoletto (XL)
- 0377 Aleksander Zelwerowicz: Mistrzowie sceny polskiej 1967 (XL)
- 0378 Andrzej Trzaskowski Sextet: Seant (XL)
- 0380 różni wykonawcy: Niech zawsze będzie słońce 1967 (XL)
- 0381 Violetta Villas (śpiew): Dla ciebie miły 1967 (SXL)
- 0382 różni wykonawcy: Wieniawski – Koncerty (XL)
- 0383 różni wykonawcy: Szymanowski – Koncerty skrzypcowe 1968 (XL)
- 0384 Stanisław Wisłocki: Utwory operowe 1967 (SXL)
- 0385 różni wykonawcy: Laureaci Konkursów im. Wieniawskiego vol. 1 (XL)
- 0386 różni wykonawcy: Laureaci Konkursów im. Wieniawskiego vol. 2 (SXL)
- 0387 Zdzisław Górzyński: Gounod – Faust – Opera w przekroju 1968 (SXL)
- 0388 Asocjacja Hagaw: Do You Love Hagaw? 1967 (SXL)
- 0389 Polska Kapela Ludowa Feliksa Dzierżanowskiego: Zabawa do rana (XL)
- 0390 Czesław Niemen (śpiew): Sukces 1968 (X, XL)
- 0391 Jan Krenz: Henryk Górecki 1967 (SXL)
- 0392 Witold Rowicki: Musorgsky (XL)
- 0394 Halina Łukomska: Lutosławski, Serocki, Bloch – Pieśni 1967 (XL)
- 0395 Lionel Rogg: Johan Sebastian Bach – Trio – Sonaty na organy (XL)
- 0396 Czerwone Gitary: Czerwone Gitary (2) 1967 (XL, SXL)
- 0397 Stefan Rachoń: Franz von Suppe – Uwertury 1967 (SXL)
- 0398 różni wykonawcy: W dzień Bożego Narodzenia 1967 (SXL)
- 0399 Leonard Bernstein: George Gershwin 1967 (SXL)
- 0400 Louis Armstrong: The Luis Armstrong Story vol. 1 (XL)
- 0401 Louis Armstrong: The Luis Armstrong Story vol. 2 (SXL)
- 0407 Bohdan Łazuka (śpiew): Życzenia dla pań 1967 (XL)
- 0408 Tadeusz Wesołowski: Na Krakowskim Rynku 1967 (SXL)
- 0409 Adam Wiernik: Sobótka Świętojańska – Misterium ludowe 1967 (XL)
- 0411 Czesław Niemen: Dziwny jest ten świat 1967 (X, XL)
- 0414 Orkiestra Polskiego Radia Melodie Wiedeńskich Straussów (X, XL)
- 0415 NOVI: Bossa Nova (XL)
- 0424 Anna German (śpiew): Recital piosenek 1967 (SXL)
- 0426 różni wykonawcy: Morze, nasze morze
- 0428 Warszawskie Smyczki i inni wykonawcy: Niezapomniane przeboje Zygmunta Karasińskiego (1967, XL)
- 0438 Polanie: Polanie 1967 (SXL)
- 0439 Andrzej Kurylewicz: Ten + Eight (XL, SX)
- 0440 różni wykonawcy: Niezapomniane przeboje Jerzego Petersburskiego (XL)
- 0447 Barbara Nieman: Pieśni i arie operetkowe (XL)
- 0452 Włodzimierz Nahorny Trio: Heart 1968 (XL)
- 0463 Andrzej Stefański: Szymanowski (XL)
- 0466 Jerzy Połomski (śpiew): Daj! 1968 (SX, XL, SXL)
- 0472 Danuta Rinn i Bogdan Czyżewski (śpiew): Pamiętaj o mnie 1969 (SXL)
- 0479 Czerwone Gitary: Czerwone Gitary (3) 1968 (XL, SXL)
- 0480 Wojciech Młynarski: Dziewczyny bądźcie dla nas dobre na wiosnę 1968 (XL)
- 0482 Bułat Okudżawa, Edmund Fetting, Gustaw Lutkiewicz, Bohdan Łazuka, Wojciech Młynarski, Sława Przybylska, W. Siemion: Ballady Bułata Okudżawy (SX)
- 0488 Opole 68, Mikrofon i ekran, Piosenki nagrodzone i wyróżnione
- 0489 Irena Santor (śpiew): Zapamiętaj, że to ja... 1968 (XL)
- 0499 Chór i Orkiestra Polskiego Radia: Pieśni walki i pokoju 1968 (XL)
- 0502 Orkiestra i Chór Państwowej Opery im. S. Moniuszki w Poznaniu: Opera Poznańska i jej soliści (XL)
- 0510 Irena Santor (śpiew): Kolędy i pastorałki (SX)
- 0511 Old Timers, Sandy Brown (śpiew): Old Timers with Sandy Brown (XL)
- 0514 Chór i Orkiestra PR, soliści: Pieśni Polski walczącej (1) (XL)
- 0515 Chór i Orkiestra PR, soliści: Pieśni Polski walczącej (2) (XL)
- 0516 Czeslaw Niemen & Akwarele: Czy mnie jeszcze pamientasz? (XL)
- 0523 Poznańska Orkiestra Kameralna dyr.: Robert Satanowski: Polskie symfonie XVIII wieku (SXL)
- 0525 Mieczysław Fogg (śpiew): Zapomniana piosenka 1969 (SX, SXL)
- 0528 Skaldowie: Cała jesteś w skowronkach 1968 (XL, SXL)
- 0536 Capella Bydgostiensis Pro Musica Antiqua: Jan Sebastian Bach Koncert Brandenburski BWV 1050, Potrójny koncert BWV 1044
- 0537 różni wykonawcy: Kompozytorzy włoscy w Polsce (SXL)
- 0555 Jerzy Milian: Baazaar (XL, SXL)
- 0560 Niebiesko-Czarni: Twarze 1969 (SXL)
- 0570 Andrzej Stefański (fortepian): Ignacy Paderewski (SX, SXL)
- 0576 Czesław Niemen: Enigmatic 1969 (SXL)
- 0579 różni wykonawcy: New Faces in Polish Jazz – JJ 69 (XL, SXL)
- 0580 Orkiestra z Chmielnej: Orkiestra Uliczna z Chmielnej 1969 (XL, SXL)
- 0581 różni wykonawcy: Niezapomniane przeboje Zygmunta Wiehlera (SXL)
- 0582 Chór i Orkiestra PR, soliści dyr.: Stefan Rachoń: Offenbach – Operetki w przekroju (XL)
- 0583 Edwin Kowalik (fortepian): Recital Fortepianowy (SXL)
- 0584 Julitta Śledzińska: Old harpichord music 1969 (SXL)
- 0585 Hans Kann(inne języki), Rosario Marciano(inne języki): Beethoven – Komplet dzieł na cztery rece 1969 (SXL)
- 0586 Karol Teutsch: Górecki, Baird, Bacewicz, Paciorkiewicz (SXL)
- 0587 Konstanty Andrzej Kulka: Antonio Vivaldi. Le Quattro Stagioni – Cztery Pory Roku (XL, SX, SXL)
- 0588 Stanisław Wisłocki: Beethoven – Overtures (SXL)
- 0589 Conchita Bautista: Conchita Bautista (SX)
- 0591 Jan Pietrzak: Zaganiany człowiek taki... 1970 (SXL)
- 0593 Anna German: Człowieczy los 1970 (SXL)
- 0595 różni wykonawcy: Wspomnienie o Leninie (XL)
- 0596 różni wykonawcy: Zaśpiewaj z nami – IV Krajowy Zjazd ZMW (SXL)
- 0597 Skaldowie: Od wschodu do zachodu słońca 1970 (SX)
- 0598 Maryla Rodowicz: Żyj mój świecie 1970 (SXL)
- 0599 Czerwone Gitary: Na fujarce 1970 (SXL)
- 0600 Mieczysław Święcicki: Żółty anioł – romanse 1970 (SXL)

#### płyty o nr od 601 do 900
- 0601 Marek Grechuta: Marek Grechuta Anawa 1970 (SX, SXL)
- 0602 Wojciech Młynarski: Obiad rodzinny 1970 (SXL)
- 0606 Krzysztof Sadowski: And his Hammond Organ (SXL)
- 0607 Tomasz Stanko Quintet: Music for K (SX)
- 0635 różni wykonawcy: Mikrofon i Ekran. Opole ’70 1970 (XL, SXL)
- 0637 Trubadurzy: Kochana 1970 (SX)
- 0643 Irena Santor: Dla Ciebie śpiewa Irena Santor (XL, SXL)
- 0644 Orkiestra Uliczna z Chmielnej: Zakazane Piosenki (XL, SXL)
- 0648 Andrzej Stefański: Beethoven – Sonaty fortepianowe (SXL)
- 0652 Jerzy Połomski: Jerzy Połomski 1970 (SXL)
- 0653 Silna Grupa pod Wezwaniem: Silna Grupa Pod Wezwaniem 1970 (SXL)
- 0657 Novi Singers: Torpedo (XL, SXL)
- 0679 VIII Międzynarodowy Konkurs Pianistyczny F.Chopin -Warszawa 1970 (XL)
- 0691 Alzbieta Strzelecka Lukowicz: Harpsichord Recital (SXL)
- 0699 Hagaw: Asocjacja Hagaw i Andrzej Rosiewicz 1970 (XL, SXL)
- 0703 Włodzimierz Nahorny: Jej portret 1973 (SX)
- 0707 Love Affair: Everlasting Love Affair (XL)
- 0710 Czeslaw Niemen: Czlowiek jam niewdzieczny (SXL)
- 0711 Czeslaw Niemen: Czlowiek jam niewdzieczny (SXL)
- 0721 Breakout: Blues 1971 (SXL)
- 0733 Michał Urbaniak Group: Live recording 1971 (SXL)
- 0734 Czerwone Gitary: Spokój serca 1971 (SXL)
- 0736 Barbara Strzelecka: La Muse Victorieuse (SXL)
- 0741 Anna German: Wiatr mieszka w dzikich topolach 1971 (SXL)
- 0743 Anna German: Arie z opery „Tetyda na wyspie Skyros” 1971 (SXL)
- 0744 Mieczysław Kosz (fortepian): Reminiscence 1971 (SX, SXL)
- 0745 Paradox: Drifting Feather 1971 (SXL)
- 0751 Irena Santor: Moja Warszawa 1972 (XL, SXL)
- 0755 Novi Singers: Novi sing Chopin 1971
- 0756 Klan: Mrowisko 1971 (SXL)
- 0763 Halina Czerny-Stefańska: Beethoven – sonaty (XL, SXL)
- 0765 różni wykonawcy: Dyskoteka (SXL)
- 0767 Kapela Czerniakowska: Kapela Czerniakowska 1972 (SX)
- 0771 Christie 1971 (SX)
- 0774 Salena Jones 1971 (SXL)
- 0775 różni wykonawcy: Dyskoteka 2 (SXL)
- 0777 Henryk Boukołowski: Kornel Makuszyński – Przygody Koziołka Matołka część I i II 1971 (SX)
- 0778 Mira Kubasińska i Breakout: Mira 1971 (SXL)
- 0789 Mieczysław Mazur: Rag Swing Time 1971 (XL, SXL)
- 0794 różni wykonawcy: Dyskoteka 3 (SXL)
- 0797 Jolanta Kubicka: Światło w lesie 1972 (SXL)
- 0800 Maria Koterbska 1972 (XL, SXL)
- 0802 Zdzisława Sośnicka: Zdzisława Sośnicka 1971 (XL, SXL)
- 0817 Wojciech Młynarski: Recital '71 1971 (SXL)
- 0832 Irena Santor: Z tobą na zawsze (XL, SXL)
- 0839 Tadeusz Woźniak Tadeusz Woźniak 1972 (SXL)
- 0840 Farida: Farida (SXL)
- 0841 Old Timers, Sami Swoi, Old Metropolitan Band, High Society: Tribute to Armstrong 1972 (SXL)
- 0842 Old Timers: Hallo, hold the line 1972 (SX)
- 0846 różni wykonawcy: Opolskie wspomnienia (XL) (SXL)
- 0842 Marianna Wróblewska: Sound of Marianna Wróblewska 1972 (SXL)
- 0849 różni wykonawcy: Takiemu to dobrze – Przeboje Festiwali Piosenki Żołnierskiej 1972 (SX, SXL)
- 0857 Witold Małcużyński w Żelazowej Woli: Fryderyk Chopin polonezy, mazurki (SX)
- 0858 Breakout: Karate 1972 (SXL)
- 0859 Jan Ptaszyn Wroblewski: Sweet Beat (SXL)
- 0866 2 plus 1: Nowy wspaniały świat 1972 (SXL)
- 0879 różni wykonawcy: Dyskoteka 4 (SXL)
- 0881 Niebiesko-Czarni: Naga 1 1972 (SXL)
- 0882 Niebiesko-Czarni: Naga 2 1972 (SXL)
- 0887 Skaldowie: Wszystkim zakochanym 1973 (SXL)
- 0888 Skaldowie: Krywań, Krywań 1973 (SXL)
- 0889/0890 Soliści oraz Orkiestra Symfoniczna i Chór Filharmonii Narodowej w Warszawie dyr. Andrzej Markowski: Krzysztof Penderecki – Jutrznia – Utrenja (SX)
- 0895 Czeslaw Niemen: Niemen vol.1 (SXL)
- 0896 Czeslaw Niemen: Niemen vol.2 (SXL)
- 0898 Henryk Boukołowski: Kornel Makuszyński – Przygody Koziołka Matołka część III i część IV 1971 (SX)
- 0899 różni wykonawcy: Sopot 72 International Festival of pop song (XL)
- 0900 Irena Santor: Witaj gwiazdko złota (SX)

#### płyty o nr od 901 do 1200
- 0906 Jerzy Połomski: Nie zapomnisz nigdy 1972 (SXL)
- 0907 Jerzy Połomski: Kiedy znów zakwitną białe bzy 1972 (XL, SXL)
- 0924 Anna German: To chyba maj 1974 (SXL)
- 0934 Marek Grechuta: Droga za widnokres 1972 (SXL)
- 0942 Piotr Paleczny: Obrazki z wystawy (SXL)
- 0944 Nurt: Nurt 1973 (XL, SXL)
- 0947 Marek Grechuta: Droga za widnokres 1972 (XL, SXL)
- 0949 różni wykonawcy: Piosenki radzieckie 1973 (SXL)
- 0952 Zbigniew Namysłowski: Winobranie (SX)
- 0954 różni wykonawcy: Premiery – Opole 73 (1) (SXL)
- 0955 różni wykonawcy: Premiery – Opole 73 (2) (SXL)
- 0956 Stan Borys: Szukam przyjaciela (SXL)
- 0957 Jerzy Grunwald i En Face: Jerzy Grunwald En Face 1973 (SXL)
- 0958 różni wykonawcy: Sopot '73 (XL)
- 0960 Janusz Laskowski: Janusz Laskowski 1973 (SXL)
- 0962 Jazz Carriers: Carry On! 1973 (SXL)
- 0963 Adam Makowicz: Unit (SX)
- 0972 Wiesław Ochman: Polskie arie operowe (SX)
- 0975 Complesso Di Musica Antica Wroclaw: Barokowe koncerty religijne (SXL)
- 0984 różni wykonawcy: Dyskoteka 5 (SXL)
- 0988 różni wykonawcy: Złote pierścienie Kołobrzegu (SXL)
- 0990 różni wykonawcy: Premiery – Opole 73 (3) (SXL)
- 0991 Polska Kapela Ludowa Feliksa Dzierżanowskiego: Krakowiaki i polonezy (SXL)
- 0992 Trubadurzy: Będziesz Ty 1973 (SX)
- 0996 Andrzej Stefański: Beethoven – 33 wariacje (SXL)
- 0998 Marianna Wróblewska: Byle bym się zakochała (XL, SXL)
- 1000 Irena Santor: Jubileusz 1973 (SXL)
- 1001 Jerzy Połomski: Warszawa moja miłość 1974 (SXL)
- 1002 Teresa Tutinas: Teresa Tutinas 1973 (SXL)
- 1003 Homo Homini: Homo Homini 1973 (SX, SXL)
- 1004 Mira Kubasińska & Breakout: Ogień (SX)
- 1005 Reprezentacyjna Orkiestra Pomorskiego Okręgu Wojskowego dyr.: Kazimierz Hilla: Piastowski orzeł – Marsze Ludowego Wojska Polskiego (SXL)
- 1009 Novi Singers: Rien ne va plus 1973 (SXL)
- 1010 Michał Urbaniak Constellation: In Concert 1973 (SX, SXL)
- 1012 Konstanty Andrzej Kulka: Violin Recital (SXL)
- 1013 Bemibem: Bemowe frazy 1974 (SXL)
- 1014 Andrzej i Eliza: Czas relaksu 1973 (SXL)
- 1015 Tadeusz Ross: Odpowiedz uśmiechem (XL)
- 1016 Józef Serafin: Józef Serafin Plays Organ Works by Jehan Alain (SXL)
- 1017 Maria Fołtyn: Sławni polscy śpiewacy vol. 1 1974 (SXL)
- 1018 Agnieszka Kossakowska: Gaiczek zielony – Piosenki i tańce dla przedszkolaków (SXL)
- 1022 Kapela Czerniakowska: Tango Czerniakowskie 1974 (SX)
- 1023 Joanna Rawik: Romantyczność 1974 (SXL)
- 1032 Zespół „Lachy”: Polski folklor muzyczny vol. 3 (SX)
- 1033 różni wykonawcy: All Stars After Hours (SXL)
- 1041 Wanda Polańska (sopran): Najpiękniejsze arie z operetek i musicali
- 1042 Agnieszka Kossakowska: Arie z operetek Lehara i Offenbacha (SXL)
- 1045 różni wykonawcy: Piosenki o Warszawie (SXL)
- 1047 Jerzy Połomski: W cichą noc 1974 (SXL)
- 1048 Jerzy Połomski: Bo z dziewczynami 1974 (SXL)
- 1051 Jan Ekier (fortepian): Jan Ekier (SX)
- 1052 Bożena Betley (sopran), Jerzy Marchwiński (fortepian): Stanisław Moniuszko – Pieśni ze „Śpiewników domowych” (SX)
- 1056 różni wykonawcy: Dyskoteka 6 (SXL)
- 1067 Polska Kapela Ludowa Feliksa Dzierżanowskiego: Podkóweczki dajcie ognia (SX)
- 1069 Wojciech Karolak: Easy! 1974 (SXL)
- 1079 SPPT Chałturnik(inne języki): SPPT Chałturnik 1974 (SXL)
- 1089 Anna Jantar: Tyle słońca w całym mieście 1974 (SXL)
- 1091 Krystyna Prońko: Krystyna Prońko (SXL)
- 1098 Gramine (SXL)
- 1104 różni wykonawcy: Powracające melodyjki – Przeboje XXX-lecia (1) (SX)
- 1105 różni wykonawcy: Czy mnie jeszcze pamiętasz – Przeboje XXX-lecia (2) (SX)
- 1106 różni wykonawcy: Daj mi zachować wspomnienia – Przeboje XXX-lecia (3) (SX)
- 1107 różni wykonawcy: Komu piosenkę – Przeboje XXX-lecia (4) (SX)
- 1108 różni wykonawcy: Najpiękniejsza jest moja ojczyzna – Przeboje XXX-lecia (5) (SXL)
- 1109 różni wykonawcy: Premiery 1 – Kołobrzeg '74 (SXL)
- 1110 różni wykonawcy: Premiery 2 – Kołobrzeg '74 (SXL)
- 1111 różni wykonawcy: Niech żyje para młoda (SXL)
- 1112 różni wykonawcy: Sopot '74 (SXL)
- 1113 Jeffrey Swann: Plays Stravinsky, Scriabin, Debussy (SX)
- 1114 różni wykonawcy Piosenki radzieckie (SXL)
- 1120 Novi Singers: Five, four, three
- 1125/6 różni wykonawcy: Grajcie dudy, grajcie basy – Polish Folk Music (SXL)
- 1131 różni wykonawcy: Opole ’74 – Premiery (SXL)
- 1138 Tomasz Stańko, Tomasz Szukalski, Edward Vesala, Peter Warren: TWET (SX)
- 1140 Breakout: Kamienie 1974 (SXL)
- 1141 Jan Ptaszyn Wróblewski: Sprzedawcy glonów 1974 (SXL)
- 1142 SBB: SBB 1974 (SXL)
- 1147 Roman Jabłoński: Koncerty wiolonczelowe 1972 (SX)
- 1149 Włodzimierz Kotoński: Electronic & Instrumental Music (SX)
- 1157 Zespół Muzyki Cerkiewnej Warszawskiej Opery Kameralnej: The Choir of Orthodox Church Musicat the Warshaw Chamber Opera-House – Muzyka cerkiewna (SX)
- 1158 Louis Armstrong (SXL)
- 1159 różni wykonawcy: „Lata ptaszek”, „Księżniczka na ziarnku grochu” – bajki muzyczne (SX)
- 1160 Tadeusz Woźniak: Tadeusz Woźniak 1974 (SXL)
- 1161 różni wykonawcy: Dyskoteka 7 (SXL)
- 1164 Państwowa Orkiestra Filharmonii Łódzkiej dyr.: Henryk Czyż: Ludwig van Beethoven – V symfonia 1974 (SX)
- 1166 Czerwone Gitary: Rytm Ziemi 1974 (SXL)
- 1167 różni wykonawcy: Przeboje z Niemieckiej Republiki Demokratycznej (SXL)
- 1173 różni wykonawcy – artyści scen warszawskich, Zespół instrumentalny dyr. Władysław Słowiński: Jerzy Ficowski – Dom, w którym śmieszy – Wiersze dla dzieci (SX)
- 1179 Boston Light Operatic Society: Hair (Galt MacDermot) (SX)
- 1180 różni wykonawcy: Jazz Jamboree '74 vol. 1 (SX)
- 1181 różni wykonawcy: Jazz Jamboree '74 vol. 2 (SX)
- 1186/7 Józef Serafin (organy): Józef Serafin plays in Leżajsk Cathedral – J.S.Bach Organ Works 1974 (SX)
- 1189 Wawele: Niebieskie dni 1974 (SXL)
- 1190 Czesław Gładkowski, Krzysztof Zgraja: Alter ego (SX)
- 1191 Jerzy Godziszewski: Jerzy Godziszewski Plays Piano Works 1974 (SXL)
- 1192 Czesław Niemen: Niemen Aerolit 1975 (SX)
- 1193 kurs języka angielskiego: Mówimy po angielsku vol. 1 (XL)
- 1194 kurs języka angielskiego: Mówimy po angielsku vol. 2 (XL)
- 1195 kurs języka angielskiego: Mówimy po angielsku vol. 3 (XL)
- 1196/0 kurs języka rosyjskiego: Mówimy po rosyjsku (SXL)

#### płyty o nr od 1201 do 1500
- 1201/3 kurs języka niemieckiego: Mówimy po niemiecku (XL)
- 1204 Maria Koterbska: Jubileusz (SXL)
- 1206 SBB: Nowy horyzont 1975 (SX)
- 1207 Homo Homini: Homo Homini 2 1974 (SX)
- 1208 Wanda Wiłkomirska (skrzypce): Augustyn Bloch (SX)
- 1210 Zdzisław Piernik (tuba): Tuba (SX)
- 1211 Grająca Tabakierka: Grająca Tabakierka (SX)
- 1212 2+1: Wyspa dzieci 1975 (SX)
- 1213 różni wykonawcy: Dyskoteka Polskich Nagrań – Dyskoteka 8 (SX)
- 1214 Państwowy Zespół Ludowy Pieśni i Tańca „Mazowsze”: „Mazowsze” 25 lat (SX)
- 1215 Chór dziecięcy dyr. Romuald Miazga, zespół instr. dyr. Jerzy Woźniak: Łączy nas piosenka – piosenki różnych narodów (SX)
- 1216 różni wykonawcy: Za zdrowie pań (SX)
- 1217 różni wykonawcy: Opole ’75 1975 (SX) (SXL)
- 1218 Adam Makowicz: Live Embers (SX)
- 1219 różni wykonawcy: Polskie Targi Estradowe – Łódź '75 (SX)
- 1220 Old Timers/Marianna Wróblewska: Meeting (SX)
- 1221 Spisek Sześciu: Complot of Six (SX)
- 1222 Zespół Pieśni i Tańca Północnej Grupy Wojsk Radzieckich: Zespół Północnych Grup Wojsk ZSRR (SX)
- 1223 różni wykonawcy: VIII Festiwal Pianistyki Polskiej – Słupsk '74 (SX)
- 1224 Eugen Indjic (fortepian): Chopin – Ballady (SX)
- 1225 Eugen Indjic (fortepian): Chopin – Sonaty (SX)
- 1226 Ryszard Bakst (fortepian): Mendelssohn – Pieśni bez słów (SX)
- 1227 różni wykonawcy: Dzisiaj, jutro, zawsze i inne piosenki Wojciecha Piętowskiego (SX)
- 1228 różni wykonawcy: Ernest Bryll, Katarzyna Gärtner – „...srebrne dzwony” (SX)
- 1229 różni wykonawcy: Maszerują przedszkolaki (SX)
- 1230 Zbigniew Namysłowski Quintet: Kujaviak Goes Funky 1975 (SX)
- 1232 różni wykonawcy: Sowieckim braciom broni (SX)
- 1234 różni wykonawcy: Premiery – Kołobrzeg '75 (SX)
- 1235 Keith Emerson & The Nice: Keith Emerson and the Nice (SX)
- 1236 Atomic Rooster: Atomic Rooster (SX)
- 1237 Rare Bird: Rare Bird (SX)
- 1238 The Rattles(inne języki): The Rattles (SX)
- 1239 Marsha Hunt: Marsha Hunt (SX)
- 1244 Hagaw: Asocjacja Hagaw & Andrzej Rosiewicz 1975 (SX)
- 1245 Danuta Rinn: Gdzie ci mężczyźni 1975 (SX)
- 1246 General: Rockin’ and rollin 1974 (SX)
- 1248 Zespół instrumentalny Mieczysława Janicza: „Umarł Maciek...” (polskie piosenki ludowe i popularne 2)
- 1249 Zespół instrumentalny Mieczysława Janicza: „Ty pójdziesz górą” (polskie piosenki ludowe i popularne 3) (SX)
- 1262 Czesław Niemen: Katharsis 1975 (SX)
- 1264 Budka Suflera: Cień wielkiej góry 1975 (SX)
- 1269 Billie Holiday (SX)
- 1277 Krzysztof Sadowski & His Group: Three Thousands Points (SX)
- 1279 Ossian: Ossian 1975 (SX)
- 1280 ABBA: Waterloo 1975 (SX)
- 1281 Wiesław Ochman: Słynne arie operetkowe (SX)
- 1297 Alexander Mazur Quartet & Novi Singers: Bacharach (SX)
- 1298 Kapela Czerniakowska: Bal u ciotki Marcinowej 1976 (SX)
- 1300 Breakout: NOL 1976 (SX)
- 1304 Norrie Paramor & The Midland Radio Orchestra: Norrie Paramor & The Midland Radio Orchestra (SX)
- 1310 IX Międzynarodowy Konkurs im.F.Chopina – Warszawa 1975 – Krystian Zimerman (SX)
- 1321 różni wykonawcy: Antoni Marianowicz – Alicja w Krainie Czarów (baśń muzyczna) (SX)
- 1322 różni wykonawcy: Polish Jazz 1946–1956 vol. 1 Post-War Dance Bands 1975(SX)
- 1323 Melomani: Polish Jazz 1946–1956 vol. 2 Golden Era of the „Melomani” Group 1975 (SX)
- 1324 różni wykonawcy: Polish Jazz 1946–1956 vol. 3 From „Improvising Jazz” Series 1976 (SX)
- 1325 różni wykonawcy: Polish Jazz 1946–1956 vol. 4 Early Polish Jazz Piano Players 1976 (SX)
- 1327 Leonard Mróz: Arie operowe (SX)
- 1339 różni wykonawcy: Jazz Jamboree 75 vol.1 (SX)
- 1340 różni wykonawcy: Jazz Jamboree 75 vol.2 (SX)
- 1343 Homo Homini: Homo Homini 3 1975 (SX)
- 1344 Daniel: Bezpańska miłość 1976 (SX)
- 1345 SBB: Pamięć 1976 (SX)
- 1346/1347 Kabaret Dudek: Upupa epops 1976 (SX)
- 1348 Klaus Lenz Big Band: Klaus Lenz Big Band With Uschi Brüning And Klaus Nowodworski (SX)
- 1350 J.Mazurkiewicz Orchestra: Noc w „Europejskim” (SX)
- 1353 Sami Swoi: Ach! Jak przyjemnie (SX)
- 1354 różni wykonawcy: Królowa Zima – Baśnie o Bolku i Lolku 1976 (SX)
- 1355 ABBA: ABBA (SX)
- 1357 różni wykonawcy: Opole ’76 – Premiery (SX)
- 1360 Anna Jantar: Za każdy uśmiech 1975 (SX)
- 1367 Orkiestra Symfoniczna Filharmonii Narodowej w Warszawie dyr. Witold Rowicki: Nikołaj Rimski-Korsakow – Szeherezada (SX)
- 1370 Orkiestra Symfoniczna Filharmonii Narodowej w Warszawie dyr. Witold Rowicki: Witold Lutosławski/Wojciech Kilar – Livre pour orchestre/Krzesany 1976 (SX)
- 1378 Procol Harum: Procol’s Ninth 1975 (SX)
- 1379 różni wykonawcy: Zapraszamy do Trójki – przeboje radiowe 1975 (SX)
- 1383 Czerwone Gitary: Port piratów 1976 (SXL)
- 1384 Locomotiv GT: Locomotiv GT in Warsaw (SX)
- 1385 Alicja Majewska: Bywają takie dni (SX)
- 1392 Andrzej Stefański: Schumann – Novelletten 1976 (SX)
- 1395 Jolanta Kubicka: Za miłością idę 1976 (SX)
- 1396 Zbigniew Wodecki: Zbigniew Wodecki 1976 (SX)
- 1398 Budka Suflera: Przechodniem byłem między wami 1976 (SX)
- 1399 Orkiestra z Chmielnej: Wspomniałem ten dzień 1976 (SX)
- 1400 różni wykonawcy: Janusz Kondratowicz i jego piosenki (SXL)
- 1407 Woody Herman & his Big Band: In Poland (SX)
- 1410 różni wykonawcy: Józef Prutkowski – Utwory dla moich przyjaciół (SX)
- 1411 Skaldowie: Szanujmy wspomnienia 1976
- 1412 Skaldowie: Stworzenia świata część druga 1976
- 1414 Extra Ball: Birthday (SX)
- 1417 Hanka Bielicka: Hanka Bielicka 1976 (SX)
- 1418 Laboratorium: Modern Pentathlon (SX)
- 1419 Czesław Bartkowski: Drums Dream (SX)
- 1423 Eugene Istomin (fortepian), Orkiestra Symfoniczna Filharmonii Narodowej dyr. Jerzy Semkow: Ludwig van Beethoven – Koncert fortepianowy ES-dur Op.73 (SX)
- 1428 Halina Frąckowiak & Józef Skrzek SBB: Geira (SX)
- 1434 SBB: Ze słowem biegnę do ciebie 1977 (SX)
- 1436 artyści scen warszawskich, Zespół instr. kier. Mieczysław Janicz: O dwóch takich co ukradli księżyc – Bajka muzyczna Krystyna Wodnicka (według Kornela Makuszyńskiego) (SX)
- 1439 Jerzy Połomski: Z tobą świat nie ma wad 1977 (SX)
- 1449 2 plus 1: Aktor 1977 (SX)
- 1454 różni wykonawcy: Jazz Jamboree 76 vol. 1 (SX)
- 1455 różni wykonawcy: Jazz Jamboree 76 vol. 2 (SX)
- 1462 kurs języka niemieckiego: Deutsch mein neues hobby 1 (X)
- 1463 kurs języka niemieckiego: Deutsch mein neues hobby 2 (X)
- 1464 kurs języka niemieckiego: Deutsch mein neues hobby 3 (X)
- 1465 kurs języka niemieckiego: Deutsch mein neues hobby 4 (X)
- 1466 kurs języka niemieckiego: Deutsch mein neues hobby 5 (X)
- 1470 różni artyści: Party Dance (SX)
- 1471 Livin' Blues: Livin’ Blues Live (SX)
- 1474 Zygmunt Kęstowicz, Hubert Antoszewski, Stefan Pułtorak, zespół instr. dyr. Witalis Raczkiewicz: Pora na Telesfora – słuchowisko muzyczne (SX)
- 1479 Vistula River Brass Band: Entertainer (SX)
- 1486 różni artyści: Hits Of BBC And Alaska Records 2 (SX)
- 1490 Asocjacja HAGAW Andrzej Rosiewicz Ewa Olszewska 1977 (SX)
- 1493 Zbigniew Namysłowski: Zbigniew Namysłowski (SX)

#### płyty o nr od 1501 do 1800
- 1509 Arp Life: Jumbo jet (SX)
- 1514 Orkiestra i Chór Filharmonii Narodowej dyr.:Wojciech Kilar: Witold Rowicki – Kościelec 1909/Przygrywka i kolęda/Bogurodzica (SX)
- 1544 Violetta Villas: Nie ma miłości bez zazdrości 1977 (SX)
- 1550 Guido Manusardi Quartet, Fogarsi-Csik Trio, Yosuke Yamashita Trio: Jazz Jamboree 77 vol. 1 (SX)
- 1554 Anna Jantar: Zawsze gdzieś czeka ktoś 1977 (SX)
- 1555 Jerzy Połomski: Tempus fugit 1977 (SX)
- 1570/1 N. AE.: Idée fixe 1978 (SX)
- 1573 „Gawęda”: Gawęda
- 1574 2 plus 1: Teatr na drodze 1978 (SX)
- 1583 Marianna Wróblewska: Feelings (SX)
- 1585 Afric Simone: Afric Simone (SX)
- 1611 różni wykonawcy: Jazz Jamboree 78 (SX)
- 1612 Anna German: Anna German 1978 (SX)
- 1616 Janusz Muniak Quintet: Question Mark 1978 (SX)
- 1618 Centralna Orkiestra Reprezentacyjna Wojska Polskiego: Marsze historyczne (SX)
- 1625 Krystyna Prońko: Deszcz w Cisnej (SX)
- 1634 Płytoteka Dla Powszechnej Szkoły Średniej – Klasa II (SX)
- 1635 Przeboje gwiazd 1978 (SX)
- 1637 Kapela Czerniakowska: Zabawa u Jana 1978 (SX)
- 1641 artyści scen warszawskich, zespół instr. i wokalny kier.: Ryszard Sielicki: „Tomcio Paluch” – Bajka muzyczna Antoni Marianowicz (według braci Grimm) (SX)
- 1642 artyści scen warszawskich, zespół instr. i wokalny kier.: Ryszard Sielicki: „Stoliczku, nakryj się” / „Tańczące krasnoludki” – Bajki muzyczne Antoni Marianowicz (według braci Grimm) (SX)
- 1644 różni wykonawcy: Popularne arie i duety operetkowe (SX)
- 1646 Charlie Parker: Live Performances (SX)
- 1647 Bud Powell: Earl Bud' Powell (SX)
- 1650 różni wykonawcy: Popularne arie i duety operetkowe (SX)
- 1653 różni wykonawcy: Niezapomniane arie operowe (SX)
- 1661 Lucyna Arska: Na cygańską nutę 1978 (SX)
- 1662/8 Instytut Lingwistyki Stosowanej UW: American English for Poles (Kurs Audiowizualny – Część 1) 1978 (SX)
- 1696 Chorus & Disco Company: Discoland 1978 (SX)
- 1697 Przeboje 78: Violetta Willas, Krzysztof Krawczyk, Bajm, Zbigniew Wodecki (SX)
- 1671-74 Soliści oraz Orkiestra i Chór PRiTV w Krakowie dyr. Jan Krenz: Stanisław Moniuszko – Straszny dwór (SX)
- 1680 Irena Jarocka: Być narzeczoną twą (SX)
- 1690 Jan „Ptaszyn” Wróblewski Quartet: Flyin’ Lady 1978 (SX)
- 1710 Elżbieta Wojnowska: Życie moje (SX)
- 1731-1734 różni wykonawcy: Moniuszko – Straszny dwór 1981 (SX)
- 1738 różni wykonawcy: Zapraszamy do Trójki (2) 1979 (SX)
- 1739 Geoff Love(inne języki) and His Orchestra: Tangos with Love (SX)
- 1749 Szostakowicz: II koncert skrzypcowy op. 129 (Wanda Wiłkomirska, Orkiestra Symfoniczna Filharmonii Narodowej w Warszawie, Wojciech Michniewski) (1986) (SX)
- 1750 Debussy, Dukas, Ravel: Arcydzieła francuskiej muzyki symfonicznej (WOSPRiTV w Katowicach, Zygmunt Latoszewski) (1980) (SX)
- 1751 Krystyna Szostek-Radkowa sings Mahler and Szymanowski (Stanisław Wisłocki, dyr.) (1984) (SX)
- 1757 Geoff Love’s Orchestra: 13 Famous Disco Hits (SX)
- 1758 Second Life: Why (SX)
- 1759 Czesław Niemen: The Best of Niemen 1979 (SX)
- 1761 General: Heart of Rock (SX)
- 1762 Czerwone Gitary: The Best of Czerwone Gitary 1979 (SX)
- 1766 Breakout: ZOL (Zidentyfikowany Obiekt Latający) 1979 (SX)
- 1767 różni wykonawcy: Treny (fragmenty przedstawienia Adama Hanuszkiewicza w Teatrze Narodowym), muzyka: Andrzej Bieżan (SX)
- 1769 Cymande(inne języki): The Message 1979 (SX)
- 1771 Old Timers, William ‘Wild Bill’ Davison: Old Timers with Wild Bill Davison (SX)
- 1777 Osjan: Księga chmur 1979 (SX)
- 1781 Śląsk: The Polish Song and Dance Ensemble – „Ślask” 25 lat (SX)
- 1789 Homo Homini: Homo Homini 4 1979 (SX)
- 1796 Krzysztof Sadowski: Swing Party (SX)

#### płyty o nr od 1801 do 2100
- 1803 Chór Dziecięcy dyr.: Romuald Miazga, zespół instr. dyr.: Jerzy Woźniak: Tańce i zabawy ludowe dla przedszkolaków (SX)
- 1805 Teresa Żylis-Gara: Arie operowe kompozytorów słowiańskich (SX)
- 1806 Zdzisław Piernik: Tuba (SX)
- 1811 różni wykonawcy: Opole 79 – Przeboje 35-lecia
- 1818 Orkiestra Smyczkowa pod dyr. Leszka Bogdanowicza: Melodie na dobranoc (SX)
- 1833 Jolanta Kubicka: Jolanta Kubicka 1979 (SX)
- 1851/2 Zdzisława Sośnicka: Odcienie Samotności 1980 (SX)
- 1854 Salvo: Solo tu 1979 (SX)
- 1861 Artur Rubinstein: Fryderyk Chopin – Koncert fortepianowy f-moll (SX)
- 1869 różni wykonawcy: Zapraszamy do Trójki vol. 3 (SX)
- 1870 Drupi: Drupi (SX)
- 1873/4 kurs języka angielskiego: Angielski dla początkujących – Have a Nice Trip (SX)
- 1876 Czesław Niemen: Postscriptum 1980 (SX)
- 1877 Pod Budą: Grupa Muzyczna „Pod Budą” Kraków 1981 (SX)
- 1892 Budka Suflera: Ona przyszła prosto z chmur 1980 (SX)
- 1913 Violetta Villas: Dawne przeboje 1980 (SX)
- 1940 Anna German, Irena Santor, Jerzy Połomski, Adam Zwierz: Najpiękniejsze kolędy – Pójdźmy wszyscy do stajenki (SX)
- 1927 różni wykonawcy: Kiedyśmy wracali 1980 (SX)
- 1932 Anna Jantar: The Best of Anna Jantar(inne języki) 1980 (SX)
- 1934 Exodus: The Most Beautiful Day 1980 (SX)
- 1941 Sun Ship: Follow Us (SX)
- 1947 Orkiestra PRiTV dyr.: Ryszard Dudek, Jan Pruszak: Benedykt Konowalski – „Polish Dances” (SX)
- 1962 Krystyna Giżowska: Jestem jak inne 1980 (SX)
- 1966 SBB: Memento z banalnym tryptykiem 1980 (SX)
- 1970 Geoff Love Country Singers, The: Country Roads (SX)
- 1977 Janusz Laskowski: Kolorowe jarmarki 1980 (SX)
- 1983 różni wykonawcy: Jazz Jamboree ’80 1980 (SX)
- 1986 Eleni: Ty – jak niebo, ja – jak obłok 1980 (SX)
- 1963/4 różni wykonawcy: Powróćmy jak za dawnych lat 1982 (SX)
- 1992 Elżbieta Adamiak: Elżbieta Adamiak 1980 (SX)
- 1993 Ryszard Tarasiewicz wśród gwiazd: Greatest duets from operettas (SX)
- 2000 Jerzy Połomski: Szeptem malowane 1980 (SX)
- 2053 Dang Thai Son plays Chopin (SX)
- 2055 B X Międzynarodowy Konkurs im. F.Chopina – Warszawa -1980 (SX)
- 2069/70 Jerzy Maksymiuk: Johann Sebastian Bach, Koncerty Branderburskie, Polska Orkietra Kameralna (SX)
- 2078/79 Ryszard Antoniszczak: Miki Mol I Zaczarowany Kuferek Czasu (SX)

#### płyty o nr od 2101 do 2400
- 2103 Grażyna Łobaszewska, Piotr Schultz: Solo i w duecie (SX)
- 2107 Eleni: Lovers 1982 (SX)
- 2108 Exodus: Supernova 1983 (SX)
- 2109 Lombard: Śmierć dyskotece! 1983 (SX)
- 2111 Babsztyl: Szykuj się bracie 1982 (SX)
- 2114 Perfect: Perfect 1981 (SX)
- 2118 Krzysztof Cugowski: Podwójna twarz 1983 (SX)
- 2119 Andrzej Zaucha: Wszystkie stworzenia duże i małe 1983 (SX)
- 2120 Stanisław Wenglorz: Dziś dotarłem do rozstajnych dróg 1983 (SX)
- 2122 Irena Santor: CDN 1981 (SX)
- 2125 Centralny Zespół Artystyczny Wojska Polskiego (SX)
- 2127 Andrzej Stefański (fortepian): Johann Strauss II – Walce – Transkrypcje na fortepian (SX)
- 2154 Orkiestra Polskiego Radia i Telewizji w Łodzi pod dyr. Henryka Debicha: Paraphrases Transcriptions (SX)
- 2155 Anna German: Niezapomniane przeboje (SX)
- 2160 RSC: RSC 1984 (SX)
- 2163 różni wykonawcy: Do ciebie Jasnogórska Pani przybywam (SX)
- 2164 Kombi: Nowy rozdział 1984 (SX)
- 2168 Eleni: Morze snu 1984 (SX)
- 2169 różni wykonawcy: Opowieść o pra-pra-słoniu (Bajka muzyczna, tekst Elżbieta Bussold według Rudyarda Kiplinga) (SX)
- 2171 Oddział Zamknięty: Oddział Zamknięty 1983 (SX)
- 2180 Budka Suflera: 1974–1984 1984 (SX)
- 2189 Completorium: The Purpure Bossa 1984 (SX)
- 2190 Banda i Wanda: Banda i Wanda 1984 (SX)
- 2191 Kaczki z Nowej Paczki: Greps 1984 (SX)
- 2192 Gang Marcela: Tyle złamanych serc 1984 (SX)
- 2193 Ewa Bem: Loves The Beatles 1984 (SX)
- 2196 Anna Chodakowska (śpiew): Msza Wędrującego (według Edwarda Stachury) (SX)
- 2201 różni wykonawcy: Przeboje 40-lecia (1) 1984 (SX)
- 2202 różni wykonawcy: Przeboje 40-lecia (2) 1984 (SX)
- 2203 różni wykonawcy: Przeboje 40-lecia (3) 1984 (SX)
- 2204 różni wykonawcy: Przeboje 40-lecia (4) 1984 (SX)
- 2205 różni wykonawcy: Przeboje 40-lecia (5) 1984 (SX)
- 2206 Zespół Muzyki Cerkiewnej Warszawskiej Opery Kameralnej: Muzyka cerkiewna (SX)
- 2208 Marta Sosińska, Piotr Paleczny, Janusz Olejniczak, Krystian Zimerman, Ewa Pobłocka: Muzycy 40-lecia vol. 2
- 2215 Bajka muzyczna Wiosna radosna 1987 (SX)
- 2216 Leszek Długosz 1985 (SX)
- 2217 różni wykonawcy: Top '84 (SX)
- 2219/20 różni wykonawcy: Music from Poland at Midem '85 (SX)
- 2221 Maanam: Mental Cut 1984 (SX)
- 2222A Krystyna Janda, Marek Grechuta: W malinowym chruśniaku (SX)
- 2222B Krystyna Janda: Dancing (SX)
- 2223 Asocjacja Hagaw: Please (SX)
- 2231 Czerwone Gitary: To właśnie my Z archiwum polskiego beatu vol. 5 (SX)
- 2232 Czerwone Gitary: Czerwone Gitary (2) Z archiwum polskiego beatu vol. 6 (SX)
- 2233 Czerwone Gitary: Czerwone Gitary (3) Z archiwum polskiego beatu vol. 7 (SX)
- 2235 Jan Kowalski: Inside Outside Songs (SX)
- 2236 Dżem: Cegła 1985 (SX)
- 2241 Mieczysław Wojnicki: Najpiękniejsze arie operetkowe (SX)
- 2246 różni wykonawcy: Opole '85 1985 (SX)
- 2250 Tomasz Szukalski: Tina Kamila 1985 (SX)
- 2251 Leszek Winder: Blues Forever 1985 (SX)
- 2253 Stanisław Wenglorz: Niedokończona rozmowa 1986 (SX)
- 2259/60 Klaus Schulze Rainer Bloss Dziękuję Poland – Live ’83[17] 1985 (SX)
- 2263 Kombi: Kombi 4 1985 (SX)
- 2264 Maryla Rodowicz: Gejsza nocy 1986 (SX)
- 2266 różni wykonawcy: Szał by night 1986 (SX)
- 2267/8 różni wykonawcy: Piosenki z tamtych lat (SX)
- 2271 Orkiestra Reprezentacyjna Marynarki Wojennej: Bałtyckie spotkania (SX)
- 2284 Hanna Banaszak: Hanna Banaszak 1986 (SX)
- 2285 Elżbieta Adamiak: Do Wenecji stąd dalej co dzień 1986 (SX)
- 2286 Lady Pank: LP 3 1986 (SX)
- 2290 różni artyści: Spotkanie bajek (Bajka muzyczna) 1988 (SX)
- 2291/2 różni wykonawcy: Music from Poland at Midem '86 1986 (SX)
- 2293 Budka Suflera: Giganci tańczą 1986 (SX)
- 2294 Mr Z’oob: To tylko ja 1986 (SX)
- 2303 Zbigniew Namysłowski: Air Condition/Follow your kite 1986 (SX)
- 2307 różni wykonawcy: Warszawa-Moskwie, Moskwa-Warszawie (SX)
- 2319/20 Krzysztof Penderecki: Polskie Requiem (SX)
- 2322 Danuta Błażejczyk: Danuta Błażejczyk (SX)
- 2323 Super Duo: Głuche krokodyle 1986 (SX)
- 2334 Wojciech Kilar: Exodus /Angelus 1986 (SX)
- 2335 TSA: Heavy Metal World (ang.) 1986 (SX)
- 2338 Natalia Kukulska: Natalia 1986 (SX)
- 2341 Goombay Dance Band: Sun of Jamaica (SX)
- 2342 Józef Skrzek: Wojna swiatów – następne stulecie (muziya do filmu) (SX)
- 2343 Collegium Musicae Sacrae: Kolędy i pastorałki (SX)
- 2345 Jacek Kaczmarski: Krzyk 1989 (SX)
- 2346 Halina Frąckowiak: Ogród Luizy 1983 (SX)
- 2362 Kameralny Chór Męski Sofia: Starobułgarskie śpiewy cerkiewne (SX)
- 2365 Ewa Bem: Be a Man 1984 (SX)
- 2374 The Louis Armstrong Story Vol. 1 (SX)
- 2375 The Louis Armstrong Story Vol. 2 (SX)
- 2376 Stan d’Art: Undergrajdoł 1987 (SX)
- 2378 Maryla Rodowicz: Święty spokój 1982 (SX)
- 2379 Wały Jagiellońskie: Etykieta zastępcza 1986 (SX)
- 2388 Bank: Jestem panem świata 1981 (SX)
- 2391 Breakout: Na drugim brzegu tęczy Z archiwum polskiego beatu vol. 16 (SX)

#### płyty o nr od 2401 do 2700
- 2404 Wojciech Kamiński (fortepian): Open piano (SX)
- 2417 Bill Haley & The Comets: Rock And Roll 1986 (SX)
- 2435 Herreys: Grand Prix 1986 (SX)
- 2437 Tadeusz Nalepa: Sen szaleńca 1987 (SX)
- 2442 Rendez-Vous: Rendez-Vous 1987 (SX)
- 2443 Electronic Division: Electronic Division 1986 (SX)
- 2444 Ewa i Jerzy Włodarek: Kantry 1987 (SX)
- 2449 Piotr Szczepanik: Największe przeboje (SX)
- 2451 Halina Frąckowiak: Halina Frąckowiak 1987 (SX)
- 2452 różni wykonawcy: Młynarski śpiewany przez przyjaciół 1986 (SX)
- 2454 Johnny Cash: Greatest hits 1987 (SX)
- 2473 Kapela Warszawska & Stasiek Wielanek: Znakiem tego... 1987 (SX)
- 2476 Grzegorz Markowski: Kolorowy telewizor 1987 (SX)
- 2488 Adam Zwierz 1987 (SX)
- 2492 Violetta Villas: Największe przeboje 1987 (SX)
- 2496 Marek Grechuta: Wiosna – ach to ty 1987 (SX)
- 2500 Wojciech Młynarski: Młynarski w Ateneum – Recital '86 1987 (SX)
- 2503 Alicja Majewska: Piosenki Korcza i Młynarskiego 1987 (SX)
- 2505/6 różni wykonawcy: Czy nas jeszcze pamiętasz – Old Rock Meeting 1987 (SX)
- 2515 Michał Bajor: Live 1987 (SX)
- 2516 Eleni: Miłość jak wino 1987 (SX)
- 2517 Shakin’ Stevens: Greatest hits 1987 (SX)
- 2523 Zdzisława Sośnicka: Aleja Gwiazd 1987 (SX)
- 2525 Young Power: Young Power 1987 (SX)
- 2529 Klan: Mrowisko Z archiwum polskiego beatu vol. 21 1987 (SX)
- 2534 Zbigniew Wodecki: Dusze kobiet 1987 (SX)
- 2535 Włodzimierz Korcz: Moje piosenki 1987 (SX)
- 2538 Krzak: Ostatni koncert 1987 (SX)
- 2540 Andrew Lloyd Webber: Jesus Christ Superstar Rock opera (fragments) 1987 (SX)
- 2542 Natalia Kukulska: Bajki Natalki 1987 (SX)
- 2543 Bajm: Nagie skały 1988 (SX)
- 2544 Maryla Rodowicz: Polska Madonna 1987 (SX)
- 2556 Korba: Motywacje 1987 (SX)
- 2560 Stanisław Sojka: Stanisław Sojka (SX)
- 2561 Dżem: Lunatycy – czyli tzw. przeboje całkiem Live 1988 (SX)
- 2562 Leszek Winder, Bezdomne Psy: Bezdomne Psy 1988 (SX)
- 2565 Andrzej Zaucha: Andrzej Zaucha 1989 (SX)
- 2566 Beata Molak: Wolni 1989 (SX)
- 2569 Nocna Zmiana Bluesa: The Blues Nightshift 1987 (SX)
- 2573 John Mayall: Live in Concert 1988 (SX)
- 2590/1 ABBA: The Best of 1987 (SX)
- 2592 Jerzy Połomski: Jak ten czas leci 1988 (SX)
- 2593 Mechanik: Duży Mechanik 1988 (SX)
- 2594 Kayah: Kayah 1988 (SX)
- 2595/6 Budka Suflera: Ratujmy co się da!! 1988 (SX)
- 2598 Tadeusz Nalepa: Numero Uno 1988 (SX)
- 2599 Klaus Mit Foch: Mordoplan 1988 (SX)
- 2600 Martyna Jakubowicz: Wschodnia wioska 1988 (SX)
- 2604/5 Elżbieta Wojnowska: Songi Brechta 1988 (SX)
- 2606 Stasiek Wielanek i Kapela Warszawska: Lwowskich przedmieść piosenki (SX)
- 2608 The Fotoness: When I Die 1988 (SX)
- 2609 Osjan: Rytuał dźwięku i ciszy 1988 (SX)
- 2612 Kora, Püdelsi: Bela Pupa 1988 (SX)
- 2614 Lonstar Band: Różne kolory 1989 (SX)
- 2615 Grażyna Auguścik: Sunrise Sunset 1988 (SX)
- 2616/8 Niebiesko-Czarni: 25 lat Niebiesko-Czarnych – Przeżyjmy to jeszcze raz 1988 (SX)
- 2619 Lady Pank: Tacy sami 1989 (SX)
- 2620 Deuter: 1987 1988 (SX)
- 2621 After Blues: International Blues Family – After Blues! 1988 (SX)
- 2623 Wojciech Gąssowski: Party 1988 (SX)
- 2624 Dire Straits: Love Over Gold 1988 (SX)
- 2625 Kapitan Nemo: Jeszcze tylko chwila 1989 (SX)
- 2626 Władysław Komendarek: Promenada 1989 (SX)
- 2628 Jan Kobuszewski: Leśny Rajd – bajka wierszem 1989 (SX)
- 2630 Urszula: Czwarty raz 1988 (SX)
- 2633 Jacek Różański: Życie to nie teatr. Piosenki Edwarda Stachury 1989 (SX)
- 2634 Renata Kretówna: Bal milionerów 1988 (SX)
- 2649 Krzysztof Daukszewicz: Pralnia 1988 (SX)
- 2650 Voo Voo: Małe Wu Wu 1988 (SX)
- 2651 Recydywa: Równowaga strachu1988 (SX)
- 2652 różni wykonawcy: Jonasz Kofta i Jego piosenki 1988 (SX)
- 2656 Pink Floyd: Dark Side of the Moon 1988 (SX)
- 2657 Double Fantasy: Universal Ave 1988 (SX)
- 2658 Urszula Sipińska: Nie zapomniałam... 1988 (SX)
- 2661 Stanisław Sojka: Radioaktywny 1989 (SX)
- 2665 Alex Band: Hits of the World 1988 (SX)
- 2669 różni wykonawcy: Przeboje – Opole ’88 1988 (SX)
- 2670/1 Sting: Nothing Like the Sun 1988 (SX)
- 2672 Marino Marini: Marino Marini jakiego pamiętamy 1988 (SX)
- 2673 różni wykonawcy: Tango apaszowskie 1989 (SX)
- 2674 T.Love: Wychowanie 1989 (SX)
- 2678 Pick Up Formation: To nie jest jazz 1989 (SX)
- 2679 Poerox: Systemy (SX)
- 2684 różni wykonawcy: Hebanowa baśń 1989 (SX)
- 2688 Prince And The Revolution: Purple Rain 1988 (SX)
- 2689 Madonna: True Blue 1988 (SX)
- 2691 Linda Ronstadt: What’s New 1988 (SX)
- 2692 Foreigner: Inside Information 1988 (SX)
- 2693 Bruce Springsteen: Tunnel of Love 1988 (SX)
- 2694 Michael Jackson: Bad (SX)
- 2696 Orkiestra Symfoniczna PRiTV w Krakowie, WOSPRiTV w Katowicach dyr.: Antoni Wit, Jerzy Maksymiuk: Krzysztof Meyer (SX)

#### płyty o nr od 2701 do 3000
- 2701 Mireille Mathieu: Mireille Mathieu (SX)
- 2704 Leonard Cohen: I’m Your Man 1989 (SX)
- 2707 Obywatel G.C.: Tak! Tak! 1988 (SX)
- 2708 Kim Wilde: Close 1988 (SX)
- 2724 Danuta Rinn: Polska baba 1989 (SX)
- 2725 Kwartet Jorgi: Kwartet Jorgi vol. 1 1988 (SX)
- 2727 Krzysztof Antkowiak: Zakazany owoc 1989 (SX)
- 2729 Marek Grechuta: Krajobraz pełen nadziei 1989 (SX)
- 2742 Kapitan Nemo: In a Little While 1989 (SX)
- 2744 Mechanik: Szuja 1989 (SX)
- 2747 Texel: Texel 1989 (SX)
- 2749 Walk Away: Walk Away 1989 (SX)
- 2755 Tie Break: Tie Break 1989 (SX)
- 2756 Grażyna Łobaszewska: Brzydcy 1989 (SX)
- 2757 Skaldowie: Nie domykajmy drzwi 1989 (SX)
- 2759/61 Tina Turner: Tina Live in Europe 1989 (SX)
- 2762 Dziadek do orzechów / Bajka muzyczna na motywach E.T.A Hoffmana / muzyka: Lucjan Kaszycki / tekst: Bogdan Loebl / Reżyseria: Sławomir Pietrzykowski (SX)
- 2767 Józef Skrzek: Live 1989 (SX)
- 2774 Krystyna Prońko: Firma „Ja i Ty” (SX)
- 2777/9 różni wykonawcy: Jarocin ’88 1989 (SX)
- 2780 Kombi: Tabu 1989 (SX)
- 2782 różni wykonawcy: Bajlandia – Piosenki dla małych i dużych 1989 (SX)
- 2787 Stasiek Wielanek i Kapela Warszawska: Piosenki Legionów Polskich 1989 (SX)
- 2789 Ireneusz Dudek: Nowa płyta 1989 (SX)
- 2797 Young Power: Nam Myo Ho Renge Kyo 1989 (SX)
- 2798 Acid Drinkers: Are You a Rebel? 1990 (SX)
- 2801 Voo Voo: Z środy na czwartek 1990 (SX)
- 2802 różni wykonawcy: Fasola – Przeboje z Telewizyjnego Teatrzyku Piosenek dla dzieci 1989 (SX)
- 2803 różni wykonawcy: Ratuszowa legenda (SX)
- 2804 Marianna Wróblewska: Wieczór samotnych pań 1990 (SX)
- 2805/6 Hanka Ordonówna: Ja śpiewam piosenki... 1989 (SX)
- 2807 Tomasz Szukalski: Borżomski Wąwóz – Body and soul 1989 (SX)
- 2808 Anna German: Powracające słowa vol. 1 1990 (SX)
- 2809 Anna German: Powracające słowa vol. 2 1990 (SX)
- 2810 Sztywny Pal Azji: Szukam nowego siebie 1989 (SX)
- 2811 Alibabki: Wesołych Świąt 1989 (SX)
- 2812 Turbo: Epidemie 1990 (SX)
- 2813 One Million Bulgarians: Blues? 1990 (SX)
- 2817 Janusz Gniatkowski: Z piosenką przez świat 1990 (SX)
- 2818 Korba: Sto papierów 1989 (SX)
- 2820 Ryszard Sygitowicz: Nikt nie woła 1989 (SX)
- 2822 Lech Janerka: Piosenki 1989 (SX)
- 2823 Grzegorz Skawiński: Skawiński 1989 (SX)
- 2824 Mieczysław Wojnicki: Chciałbym wrócić do tych dni (SX)
- 2829 Urszula Dudziak, Walk Away: Magic Lady 1989 (SX)
- 2830 Stevie Wonder: Characters (SX)
- 2833 Michel Urbaniak: Cinemode 1990 (SX)
- 2835 Madonna: Like a Prayer 1989 (SX)
- 2836 Tanita Tikaram: Ancient heart 1989 (SX)
- 2841 Zbigniew Zapasiewicz: Wiersze poetów polskich (SX)
- 2843 Nocna Zmiana Bluesa: Zróbmy to razem 1990 (SX)
- 2851 Obywatel G.C.: Stan strachu 1989 (SX)
- 2865 różni wykonawcy: Mrągowo '89 (SX)
- 2872 Hanna Rek: Mam szczęście do wszystkiego (SX)
- 2873 Anna Jantar: The best of Anna Jantar 2 1990 (SX)
- 2874 Ziyo: Witajcie w teatrze cieni 1990 (SX)
- 2876 Danuta Stankiewicz: Wernisaż 1990 (SX)
- 2882 Wojciech Młynarski: Jeszcze w zielone gramy 1990 (SX)
- 2884 Phil Collins: …But Seriously (SX)
- 2885 Przemysław Gintrowski: Raport z oblężonego miasta 1990 (SX)
- 2886 różni wykonawcy: Fryderyk Chopin International Chopin Piano Competition vol. 1 – Golden twelve (SX)
- 2887 różni wykonawcy: Fryderyk Chopin International Chopin Piano Competition vol. 2 – Golden twelve (SX)
- 2888 różni wykonawcy: Fryderyk Chopin International Chopin Piano Competition vol. 3 – Golden twelve (SX)
- 2889 różni wykonawcy: Fryderyk Chopin International Chopin Piano Competition vol. 4 – Golden twelve (SX)
- 2890 różni wykonawcy: Fryderyk Chopin International Chopin Piano Competition vol. 5 – Golden twelve (SX)
- 2892 Bon Jovi: New Jersey 1990 (SX)
- 2893 Eric Clapton: Journeyman (SX)
- 2894 Cher: Heart of Stone 1990 (SX)
- 2895 King Diamond: Conspiracy 1990 (SX)
- 2896 Slayer: Live Undead 1990 (SX)
- 2899 różni wykonawcy: Fryderyk Chopin – Najlepsze wykonania mazurków (SX)
- 2900 różni wykonawcy: Fryderyk Chopin – Najlepsze wykonania mazurków vol. 2 (SX)
- 2901 różni wykonawcy: Fryderyk Chopin – Najlepsze wykonania mazurków vol. 3 (SX)
- 2902 Madonna: I’m Breathless 1990 (SX)
- 2903 Krzysztof Daukszewicz: Bieda 1990 (SX)
- 2904 Led Zeppelin: Led Zeppelin 1990 (SX)
- 2906 Led Zeppelin: Led Zeppelin IV 1990 (SX)
- 2910 Big Cyc: Z partyjnym pozdrowieniem 1990 (SX)
- 2911 Holloee Poloy: The Big Beat 1990 (SX)
- 2913 Dragon: Fallen Angel 1990 (SX)
- 2914 Non Iron: Candles And Rain 1990 (SX)
- 2915 Moskwa: Życie niezwykłe 1990 (SX)
- 2916 Józef Skrzek: Wracam 1990 (SX)
- 2918 Acid Drinkers: Are You a Rebel? 1991 (SX)
- 2919 Walk Away: Live 1990 (SX)
- 2926 Kombi: 15 lat 1990 (SX)
- 2927 Paul Simon: The Rhytm of the Saints (SX)
- 2928 ZZ Top: Recycler 1990 (SX)
- 2929 różni wykonawcy: Nasenki 1990 (SX)
- 2930 Magda Fronczewska: Wow! 1990 (SX)
- 2931 różni wykonawcy: Stars on Trash 1990 (SX)
- 2932 Sepultura: Beneath the Remains (SX)
- 2936 Cydhie Genoside: Ashes to Ashes – Only Rosie Forever 1990 (SX)
- 2937 Irena Santor: Biegnie czas 1990 (SX)
- 2941 Monika Borys: Ściana i groch 1990 (SX)
- 2942 Bajm: Biała armia 1990 (SX)
- 2951 Collage: Baśnie 1990 (SX)
- 2954 Wolf Spider: Hue of Evil 1991 (SX)
- 2955 Gary Moore: Still Got the Blues 1991 (SX)
- 2956 Paula Abdul: Shut Up and Dance (SX)
- 2965 Ireneusz Dudek: Bands of 80's 1991 (SX)
- 2966/7 The Doors: The Best of The Doors 1991 (SX)
- 2972 Carreras, Domingo, Pavarotti: In concert 1991 (SX)
- 2977 Skaldowie: Greatest Hits Vol. 1 1991 (SX)
- 2976 Genesis: Genesis 1991 (SX)
- 2979 Hammer: Terror 1991 (SX)
- 2988 Janusz Gniatkowski: Tylko serce nie uśnie 1991 (SX)
- 2990 Skaldowie: Greatest Hits Vol. 2 1991 (SX)
- 2995 Ada Rusowicz: Gwiazdy mocnego uderzenia (SX)
- 2996 Krzysztof Klenczon: Muzyka z tamtej strony dnia vol. 1 1991 (SX)
- 2997 Krzysztof Klenczon: Muzyka z tamtej strony dnia vol. 2 1991 (SX)
- 2998 Mike Oldfield: Tubular Bells (SX)
- 2999 Mike Oldfield: Heaven’s Open (SX)

#### płyty o nr 3000 i więcej
- 3000 Roxy Music: Avalon (SX)
- 3001 Pobieda: To jeszcze nie koniec 1991 (SX)
- 3003 różni wykonawcy: Złote lata polskiego beatu 1959-61 (SX)
- 3004 różni wykonawcy: Złote lata polskiego beatu 1962 (SX)
- 3005 różni wykonawcy: Złote lata polskiego beatu 1963 (SX)
- 3006 różni wykonawcy: Złote lata polskiego beatu 1964 (SX)
- 3007 Stan Getz: Stan Getz in Warsaw (SX)
- 3008 Varius Manx: The Beginning (SX)
- 3009 Proletaryat: Proletaryat II 1991 (SX)
- 3010 Big Cyc: Nie wierzcie elektrykom 1991 (SX)
- 3011 Tadeusz Nalepa: Absolutnie 1991 (SX)
- 3013/4 Eleni: 24 Golden Greats 1991 (SX)
- 3021/2 Elton John: The Very Best of Elton John (SX)
- 3025 Simple Minds: Real Life 1991 (SX)
- 3026 Peter Gabriel: Shaking the Tree (SX)
- 3028 Stefan Witas: W kręgu wspomnień 1991 (SX)
- 3029 Stan Borys: The Best of Stan Borys 1991 (SX)
- 3030 Włodzimierz Nahorny: Obejmij mnie (SX)
- 3032 Kaczki z Nowej Paczki: Kto widział Dziubdziuba (SX)
- 3036 Ewa Kuklińska: My Style (SX)
- 3037 Ryszard Karczykowski: Laudate Dominum omnes gentes 1992 (SX)
- 3038 Bułat Okudżawa: Życzenia dla przyjaciół (SX)
- 3039/40 różni wykonawcy: Magic Box, czyli tajemnica Melośmiacza – Musical (SX)
- 3041/2 różni wykonawcy: Zoo-abecadło – Nasz zwierzyniec na wesoło (SX)
- 3044 Zayazd: Wypij do dna! 1991 (SX)
- 3045 różni wykonawcy: Sweet Love Song (SX)
- 3046 Marlena Drozdowska: Dziewczyna glina (SX)
- 3047 różni wykonawcy: Złote lata polskiego beatu 1965 vol. 1 (SX)
- 3048 różni wykonawcy: Złote lata polskiego beatu 1965 vol. 2 (SX)
- 3049 różni wykonawcy: Złote lata polskiego beatu 1966 vol. 1 (SX)
- 3050 różni wykonawcy: Złote lata polskiego beatu 1966 vol. 2 (SX)
- 3051 różni wykonawcy: Złote lata polskiego beatu 1967 vol. 1 (SX)
- 3052 różni wykonawcy: Złote lata polskiego beatu 1967 vol. 2 (SX)
- 3053 różni wykonawcy: Złote lata polskiego beatu 1968 vol. 1 (SX)
- 3054 różni wykonawcy: Złote lata polskiego beatu 1968 vol. 2 (SX)
- 3055 Dire Straits: On Every Street 1991 (SX)
- 3056 Bee Gees: High Civilization(inne języki) (SX)
- 3057 muzyka z filmu Twin Peaks: Sountrack from Twin Peaks. Music composed by Angelo Badalamenti  (SX)
- 3058 Rod Stewart: Vagabond Heart 1991 (SX)
- 3059 różni wykonawcy: Moniuszko – Pieśni (SX)
- 3060 różni wykonawcy: Moniuszko – Pieśni (SX)
- 3061 Tajfuny: Tajfuny – Gwiazdy mocnego uderzenia 1991 (SX)
- 3062 Dire Straits: Making Movies (SX)
- 3065/6 różni wykonawcy: Kolędy w Teatrze Stu (SX)
- 3067 Maryla Rodowicz: Absolutnie nic 1991 (SX)
- 3068 różni wykonawcy: Złote lata polskiego beatu 1969 vol. 1 (SX)
- 3069 różni wykonawcy: Złote lata polskiego beatu 1969 vol. 2 (SX)
- 4001 różni artyści: Krzysztof Penderecki 2006 (SX)
- 4002 różni artyści: Polish Funk – The unique selection of rare grooves from Poland of the 70's 2007 (SX)
- 4003 różni artyści: Polish Funk 2 – The unique selection of rare grooves from Poland of the 60 & 70's 2007 (SX)
- 4004 różni artyści: Polish Funk 3 – The unique selection of rare grooves from Poland of the 70's 2008 (SX)
- 4005 różni artyści: Polish Funk 4 – The unique selection of rare grooves from Poland of the 60 & 70 & 80's 2008 (SX)
- 4006 różni artyści: Why Not Samba – Hot cocktail of tropical grooves from Cold War Poland 2008 (SX)
- 4007 różni artyści: We pay respekt 2009 (SX)
- 4008 Jarosław Śmietana: Autumn suite (SX)
- 4009 różni wykonawcy: Warszawski Rock and Roll lat 60. (SX)
- 4010 różni wykonawcy: Off Season. Jazz & grooves from Poland 1966–89 (SX)
- 4011 różni wykonawcy: Strange Weekend 2013 (SX)

### Płyty winylowe ZL, Z-SX
Z-SX, ZL oznaczenie płyty tłoczonej przez Polskie Nagrania Muza (lub Pronit jako podwykonawcę) na zlecenie (zamówienie) zewnętrzne
- ZL-413 Ptaki Polski
- ZL-447 Głosy zwierząt Seria I – Ptaki
- ZL-451 różni wykonawcy: Płyta jubileuszowa z okazji XX-lecia PP Polskie Nagrania
- ZL-486 Sekrety żywego słowa
- ZL-496 Michał Zabejda-Sumicki: Białoruskie pieśni ludowe
- ZL-500 „Desant” Zespół Estradowy: Piosenki wojskowe: Pierwszy bój; Weterani/Wołanie przez front; Bez piosenki – ani rusz
- ZL-507 „Czarne Berety” Zespół Estradowy POW: Piosenki wojskowe: To już jak baśń; Kapral Felek/Po ten kwiat czerwony; Pamiętasz ziemi krzyk
- ZL-512 Czerwone Gitary: Takie ładne oczy
- ZL-529 różni wykonawcy: W górniczym rytmie (zespoły artystyczne Zw. Zaw. Górników)
- ZL-539 różni wykonawcy: Rytmy metalowców
- ZL-543 różni wykonawcy: W górniczym rytmie 2 (soliści i zespoły artystyczne Zw. Zaw. Górników)
- Z-SXL 0545 Jan Ptaszyn Wróblewski, Ossjan Księga deszczu / Deep Purple (Klub Płytowy PSJ nr 1)
- Z-SXL 0546 The Julian „Cannonball” Adderley Quintet / Laboratorium & Zbigniew Seifert (Klub Płytowy PSJ nr 2) 1972
- Z-SX 0548 Zespół Tańca Ludowego Uniwersytetu Marii Curie-Skłodowskiej w Lublinie (tł. Pronit)
- Z-SXL 0549 The Leszek Żądło Ensemble: Inner Silence (Klub Płytowy PSJ nr 3) 1973
- Z-SXL 0550 Muzyka improwizowana z różnych stron świata (Klub Płytowy PSJ nr 4)
- Z-SXL 0551 Karolak, Urbaniak, Bartkowski: Podróż na Południe (Klub Płytowy PSJ nr 5), 1973
- Z-SXL 0553 Jarczyk, Martin, Muniak, Seifert, Stańko: Koncert podwójny na pięciu solistów i orkiestrę / Czesław Niemen (Klub Płytowy PSJ nr 6)
- Z-SXL 0555 Jarczyk, Martin, Muniak, Seifert, Stańko: Koncert podwójny na pięciu solistów i orkiestrę (str. A z Z-SXL 0553) / Jan Ptaszyn Wróblewski, Ossian Księga deszczu (str. A z Z-SXL 0545)
- Z-SXL 0556 Stars Of Faith: Stars of Faith (Klub Płytowy PSJ nr 7)
- Z-SXL 0558 Krzysztof Komeda: Muzyka Krzysztofa Komedy vol. 1 (dla PSJ)
- Z-SXL 0559 Krzysztof Komeda: Muzyka Krzysztofa Komedy vol. 2 (dla PSJ)
- Z-SX 0560 Krzysztof Komeda: Muzyka Krzysztofa Komedy vol. 3 (dla PSJ)
- Z-SXL 0561 Krzysztof Komeda: Muzyka Krzysztofa Komedy vol. 4 (dla PSJ)
- Z-SXL 0562 Tomasz Stańko, Stu Martin, Janusz Stefański: Fish Face (Klub Płytowy PSJ nr 8) 1973
- Z-SX 0563 Zespół Pieśni i Tańca „Wielkopolska”: Wielkopolska śpiewa
- Z-SXL 0564 różni wykonawcy: Old Jazz Meeting '74 (Klub Płytowy PSJ nr 9) 1974
- ZL 0565 Zespół Pieśni i Tańca Uniwersytetu Jagiellońskiego „Słowianki” (tł. Pronit)
- Z-SXL 0566 Musicae Antiquae Collegium Varsoviense: Musicae Antiquae Collegium Varsoviense (dla potrzeb Orbisu)
- ZL 0580 różni wykonawcy: W górniczym rytmie 3 (dla ZG Zw. Zaw. Górników)
- Z-SX 0581 Trio Mieczysława Kosza: Mieczysław Kosz vol. 1 (Klub Płytowy PSJ nr 10), (tł. Pronit) 1975
- Z-SX 0582 Trio Mieczysław Kosza: Mieczysław Kosz vol. 2 (Klub Płytowy PSJ), (tł. Pronit) 1975
- Z-SX 0599 SPPT „Chałturnik”: SPPT „Chałturnik” (Klub Płytowy PSJ), 1975
- Z-SX 0602 różni wykonawcy: 50 lat Zakładów Tworzyw Sztucznych Pronit-Erg Pionki (tł. Pronit) 1975
- Z-SX 0604 Elvin Jones Quartet: Mr. Thunder (Klub Płytowy PSJ nr 11), 1975
- Z-SX 0605 Sarah Vaughan: Sarah Vaughan (Klub Płytowy PSJ nr 12)
- Z-SX 0606 Adam Makowicz, Tomasz Stańko: Unit (Klub Płytowy PSJ nr 13), 1976
- Z-SX 0614 Michael J. Smith: Geomusic 111-PL (Klub Płytowy PSJ nr 14), 1976
- Z-SX 0615 różni wykonawcy: Laureaci festiwali Złota Tarka '76 i Jazz Nad Odrą '76 (Klub Płytowy PSJ nr 16), 1976
- Z-SX 0616 William „Wild Bill” Davison, Old Timers: Wild Bill Davison with Old Timers, 1976
- Z-SX 0617 Woody Herman Orchestra: 17:30 (Klub Płytowy PSJ), tł. Pronit 1976
- Z-SX 0618 Woody Herman Orchestra: 20:30 (Klub Płytowy PSJ), tł. Pronit 1976
- Z-SX 0619 różni wykonawcy: Dozamet – 30 lat, tł. Pronit
- Z-SX 0623 różni wykonawcy: 50 lat ZTS Pronit-Erg Pionki, tł. Pronit 1977
- Z-SX 0625/6 różni wykonawcy: Album opolski (Klub Płytowy PSJ), tł. Pronit
- Z-SX 0627 Chór i Teatr Wokalny Politechniki Gdańskiej
- Z-SX 0628 Trio Wiaczesława Ganielina; (Klub Płytowy PSJ) na naklejce płyty nazwa wydawcy: Poljazz; 1975
- Z-SX 0629 różni wykonawcy: Nowe twarze – nowe głosy (Klub Płytowy PSJ) 1976
- Z-SX 0630 różni wykonawcy: VIII Kongres Związków Zawodowych
- Z-SX 0631 Stan Kenton Orchestra: Stan(dart) Kenton, Klub Płytowy PSJ, na naklejce płyty nazwa wydawcy: Poljazz
- Z-SX 0632 Muzilanie: Muzilanie śpiewają kolędy po esperancku
- Z-SX 0634 Muddy Waters Blues Band: The Warsaw session vol. 1 (Klub Płytowy PSJ) 1976
- Z-SX 0635 Muddy Waters Blues Band: The Warsaw session vol. 2 (Klub Płytowy PSJ) 1976
- Z-SX 0636 Gil Evans: Syntetic Evans (Klub Płytowy PSJ) 1976
- Z-SX 0637 Thad Jones & Mel Lewis: Jazz w Operze Leśnej (Klub Płytowy PSJ) 1976
- Z-SX 0638 różni wykonawcy: Old Jazz Meeting, Klub Płytowy PSJ, płyta nr 20, 1977
- Z-SX 0639 Krzysztof Sadowski: Swing and Blues, Klub Płytowy PSJ 1977
- Z-SX 0640 Paweł Tabaka Trio, Adam Żółkoś: 1974 Calisia 1976, Klub Płytowy PSJ, płyta nr 18, 1977
- Z-SX 0641 Quilapayun – Chile
- Z-SX 0643 Buddy Rich Killer Force: Killing Me Forcefully, Klub Płytowy PSJ, 1977
- Z-SX 0644 Big Band PWSM w Katowicach: Jazz nad Odrą '76, 1977
- Z-SX 0646 różni wykonawcy: Piosenki Teatru STU
- Z-SX 0647 różni wykonawcy: Międzynarodowa Wiosna Estradowa – Poznań '77
- Z-SX 0648 różni wykonawcy: Jazz nad Odrą '77 – Laureaci, Klub Płytowy PSJ, płyta nr 21, 1977
- Z-SX 0651 Kapela Ludowa Bierawianie: Bery i śpiewki ze Śląska
- Z-SX 0654 różni wykonawcy: Polskie Targi Estradowe Łódź '77
- Z-SX 0710 różni wykonawcy: Międzynarodowa Wiosna Estradowa – Poznań '79
- Z-SX 0711 różni wykonawcy: 60 lat w służbie kultury polskiej
- Z-SX 0713 1979 – międzynarodowy rok dziecka. Oratorium muzyczno-tekstowe Z okazji przybycia Jana Pawła II do Ameryki północnej (zlecenie prywatne: Rogeriusz Wincenty)
- Z-SX 0730 różni wykonawcy: My – wrocławianie. Wybór piosenek o Wrocławiu (na zlec. Ośrodka Kultury i Sztuki we Wrocławiu)
- Z-SX 0731 Wołosatki, Grube Dudy:  Bieszczady jak co roku
- Z-SX 0732 różni wykonawcy: Międzynarodowa Wiosna Estradowa – Poznań ’80
- Z-SX 0734 Zespół Pieśni i Tańca Akademii Górniczo-Hutniczej: Krakus
- Z-SX 0735 różni wykonawcy: W górniczym rytmie 4
- Z-SX 0743 Reprezentacyjny Zespół Pieśni i Tańca Kolejarzy Polskich: Warmia
- Z-SX 0744 Polskie Słowiki: Polskie Słowiki Kurczewskiego
- Z-SX 0747 George Bajeński (duchowny Kościoła Chrystusowego): Modlitwa w kościółku (zlecenie prywatne)
- Z-SX 0748 różni wykonawcy: TOP '83 (płyta dla członków Klubu Płytowego Razem, nie numerowana) 1983
- Z-SX 0750 Wołosatki, Grube Dudy: Bieszczadzki trakt
- Z-SX 0751 Lombard: Wolne od cła; dla Klubu Płytowego Razem RLP 001, 1984
- Z-SX 0752 Maanam: Night Patrol; dla Klubu Płytowego Razem RLP 002, 1983
- Z-SX 0753 Azyl P.: Live; dla Klubu Płytowego Razem RLP 003, 1985
- Z-SX 0754 różni wykonawcy: Top '84; dla Klubu Płytowego Razem RLP 004, 1985
- Z-SX 0757 różni wykonawcy:Tobie Ojczyzno – Poległym w służbie i obronie Polski Ludowej
- Z-SX 0764 Lady Pank: Drop Everything; dla Klubu Płytowego Razem RLP 005, 1985
- Z-SX 0765/70 Danuta Dobrowolska-Marucha: Dyktanda muzyczne (zestaw 6 LP i książki zawierającej zapis nutowy utworów)
- Z-SX 0772 Zespół Muzyczny Patrol: Pożar serca
- Z-SX 0773/4 różni wykonawcy: Music from Poland at Midem '86, 1986
- Z-SX 0775 Maanam: Wet Cat; dla Klubu Płytowego Razem RLP 006, 1985
- Z-SX 0776 Turbo: Smak ciszy; dla Klubu Płytowego Razem RLP 007, 1985
- Z-SX 0777 Killer: Shock Waves; dla Klubu Płytowego Razem RLP 008
- Z-SX 0778 Wildfire: Summer Lightning; dla Klubu Płytowego Razem RLP 009
- Z-SX 0779 Di Rock Cimbalisten: Act Two; dla Klubu Płytowego Razem RLP 010, 1985
- Z-SX 0780 Warlock: Burning the Witches; dla Klubu Płytowego Razem RLP 011, 1986
- Z-SX 0781 Azyl P.: Nalot; dla Klubu Płytowego Razem RLP 012, 1986
- Z-SX 0782 KAT: 666; dla Klubu Płytowego Razem RLP 013, 1986
- Z-SX 0786 Wołosatki: Harcerska Operacja Bieszczady 40
- Z-SX 0788 Apogeum: Apogeum 2; dla Klubu Płytowego Razem RLP 014
- Z-SX 0789 Kult: Posłuchaj to do ciebie; dla Klubu Płytowego Razem RLP 015, 1987
- Z-SX 0790 Sztywny Pal Azji: Europa i Azja; dla Klubu Płytowego Razem RLP 016, 1987
- Z-SX 0791 Sucha Orkiestra: Schi; dla Klubu Płytowego Razem RLP 017, 1987
- Z-SX 0792 Minimal Compact: Raging Souls; dla Klubu Płytowego Razem RLP 018, 1987
- Z-SX 0794 Centralny Zespół Artystyczny Wojska Polskiego, soliści: To śpiewa OHP – 30 lat
- Z-SX 0795 różni wykonawcy: Dla bliskich i dalekich – VII Festiwal Kultury Studentów PRL, 1987
- Z-SX 0796 Varsovia Manta: Varsovia manta, VII Festiwal Kultury Studentów PRL, 1987
- Z-SX 0797 Henryk Gembalski(inne języki), Krzysztof Głuch, Andrzej Rusek, Michał Zduniak: Henryk Gembalski – Die Sichernicht, VII Festiwal Kultury Studentów PRL, 1987
- Z-SX 0798 Bronisław Duży, Aleksander Korecki, Krzysztof Popek: Priest & Big Cork, VII Festiwal Kultury Studentów PRL, 1987
- Z-SX 0799 Andrzej Rokicki: Sygnały pocztowe
- Z-SX 0802 Dezerter: Dezerter; dla Klubu Płytowego Razem RLP 020, 1988
- Z-SX 0803 T.Love: Miejscowi – live; dla Klubu Płytowego Razem RLP 022, 1988
- Z-SX 0804 Charon: Charon; dla Klubu Płytowego Razem RLP 023, 1988
- Z-SX 0805 Wilczy Pająk: Wilczy Pająk; dla Klubu Płytowego Razem RLP 021, 1989
- Z-SX 0806 różni wykonawcy: Spotkania zamkowe – Śpiewajmy poezję
- Z-SX 0810 Orkiestra Symfoniczna Państwowej Filharmonii we Wrocławiu dyr. Marek Pijanowski: L. van Beethoven – III Symfonia Es-dur op. 54 „Eroica”
- Z-SX 0812 Wołosatki: Bis, 1989
- Z-SX 0816 Irina Pieskowa: Poezja śpiewana – Osip Mandelsztam, 1989
- Z-SX 0827 Raz, Dwa, Trzy: Jestem Polakiem, 1991

## EP – minialbumy winylowe („czwórki”) N, NP, ZL
- N 0001 Kamil Hala(inne języki): Moonlight in Vermount; Jubileum / Night and Day; Oh! Pane Ellington
- N 0002 Kamil Hala(inne języki): Płaczące dziecko; Czerwcowa noc / Jump for Joy; Hot Toddy
- N 0003 René Glaneau: Ou es-tu mon amour; Car je t’aime / Sous les ponts de Paris; C’est magnifique
- N 0005 Zespół Jazzowy Jana Walaska: Riff In Si-Bemo ; l; Non E Difficile / Riff In B; Avivato Boogie
- N 0006 Edward Kluczka, Lidia Czarska (śpiew), Orkiestra Taneczna Waldemara Kazaneckiego: Głos mej gitary; Nocne mandoliny / Bella, bella donna; Kasztany
- N 0007 Zespół Gitarzystów Jana Ławrusiewicza, Nina Pilichowska (śpiew): Srebrny księżyc – slowfox (Wł.Hann); Amapola – rumba (Lacalle, Toto Wacho) / A my się całujemy (M.Sart, sł. J.Odrowąż); Mój Janek (muz. i sł. Nina.Pilichowska)
- N 0008 Państwowa Orkiestra Jazzowa „Błękitny Jazz” dyr. Ryszard Damrosz: Haarlem-Notturno Jan Walasek-sax tenor/Rapsodia na trąbkę Józef Grabarski-solo trąbka
- N 0009 Janusz Gniatkowski / a1 Piosenka kubańska. a2 Indonezja. / b1 Barbara Barska – Jeśli nie wiesz. b2 Zofia Grabińska – Gdy miałam latek.
- N 0011 a1 Jan Sibelius – valse triste op. 44 dyr. Witold Rowicki / b1 Piotr Czajkowski – walc kwiatów dyr. Witold Rowicki.
- N 0012 Jadwiga Prolińska / a1 Jest taki jeden kraj. a2 Zagubiona piosenk. / b1 Ballada o kolczykach. b2 Rwie mi się serduszko./Orkiestra Taneczna Polskiego Radia
- N 0014 Maria Koterbska / a1 Zagraj na banjo. a2 Bo to jest miłość. a3 On gra na skrzydle. / b1 Wstydź się wstydź. b2 Moje małe miasteczko.
- N 0015 Janusz Gniatkowski i Jan Danek: Bella bella donna; Vaya con dios / Zofia Grabińska: Tup tup; Dla mnie biuro ma swój urok
- N 0018 Carmen Moreno / a1 I CAN′T GIVE YOU. a2 I′LL NEVER SEE AGAIN. / b1 PARA VIGO ME VOI. b2 TREPA NO COOUEIRO.
- N 0021 Janusz Gniatkowski: (a) Błękitny kwiat/ Zimowa piosenka (b) Jan Danek: Fiakier/ Samotność
- N 0022 Janusz Gniatkowski, Jan Danek, Zespół Jazzowy Jerzego Hermana: Arrivederci Roma; I wreszcie stało się / Nicolo, Nicolo, Nicolino; Zakochani
- N 0024 Janusz Gniatkowski śpiew, Zespół Jazzowy Jerzego Hermana. a1) Na Pamiątkę. a2) Przez Łzy Nie Widać Słońca. / Zespół Jazzowy Górkiewicza i Skowrońskiego. b1) Amulet. b2) Derby.
- N 0025 Marta Mirska / Leonard Jakubowski / Nina Pilchowska: Kiedy gwiazdy; Mój nieśmiały chłopiec / Proszę o jeszcze; Zielony wóz
- N 0027 Janusz Gniatkowski / Wiesława Frejmanówna: Paryż śni, Wrocławskie gwiazdy, Uliczka w Sewilli, Rumba ho
- N 0028 Chór Czejanda, Zespół Instrumentalny Jerzego Abratowskiego a1) Istambuł. a2) Kołysanka Murzyńska. / Zespół Instrumentalny Dyr. Stefan Rachoń b1) Szejk i Zulejka. b2) Niebieski Walc.
- N 0033 Zespół dixielandowy Zygmunta Wicharego, Elisabeth Charles - śpiew: Piano-blues, Sam's Song, Blues in B, Seventeen.
- N 0037 Natasza Zylska (1-4), Janusz Gniatkowski (1), Jan Danek (2): Kobieta i mężczyzna; To tylko tu / Czekolada; Jo i wiatr
- N 0038 Elisabeth Charles: Georgia, Słoneczny dzień/Sekcja rytmiczna A. Guzińskiego: Tenderly, The Man I Love
- N 0041 Jan Danek / Polscy pianiści jazzowi: Kuglarze, Słoneczniki, Odpoczynek w lesie
- N 0043 Erich Sendel(inne języki) (Organy Hammonda): Wiązanka tang / Wieczorna serenada
- N 0045 Hot Club Melomani: Wabash Blues, Somebody Stole my Girl, Atlanta Blues, Cansas City.
- N 0047 Polska Kapela Ludowa Feliksa Dzierżanowskiego: Gęś się w rowie pasie; Zosia figlarka / Po fajrancie; Rżnij Walenty
- N 0053 Orkiestra Polskiego Radia: (a) Jalousie – tango, Gdy miłość kończy się – walc; (b) Szkice kubańskie
- N 0061 Zbigniew Rawicz – śpiew, Zespół Instrumentalny Wiesława Machana: (a) Santa Lucia, Capri; (b) Błękitne bolero, Śpij kochanie
- N 0063 Janusz Gniatkowski: Appassionata; Samba / Lidia Czarska: Tak czy nie; Wiosną kwitną tu kasztany
- N 0067 Regina Bielska: Do widzenia; Zaczarowany most / Romantyczna podróż; Wszystko na opak
- N 0071 Janusz Gniatkowski / Regina Bielska: Gelsomina; W kalendarzu jest taki dzień / Nie wiem co to znaczy; Czarownica
- N 0074 Marta Mirska / a1 Miłość Ci wszystko wybaczy. a2 Ten ostatni raz. / Edward Kluczka b1 Stara baśń. b2 Księżycowa piosenka.
- N 0077 Janusz Gniatkowski a1 We mgle porannej a2 Tylko serce nie uśnie b1 Serenada dzwonów b2 LA-LE-LU
- N 0080 Jerzy Połomski: (a) Piosenka dla nieznajomej/ Diabelski młyn (b) Pewnego dnia/ Modern boogie
- N 0082 Bruce Turner Quintet: Shine, Memphis Blues/ I’ve found a new baby, Jumping with symphony sid
- N 0083 Chór Czejanda / T. Skrzypczak/ S. Dobrewa/ J. Gniatkowski: O mein papa, Siedem czerwonych róż, Czekolada, Archipelag
- N 0088 Sława Przybylska śpiew. Poznańska 15-tka Radiowa. a1)Gorąca Nocą. a2) Archipelag Gwiazd. / b1) La Gitana. b2) Marsz z Filmu: MOST NA RZECE KWAI.
- N 0091 Maria Koterbska: Serduszko pika w rytmie cha-cha; Cowboy Jackie / Klip klip, klap klap; Zakochałam się w zielonych oczach
- N 0095 Jerzy Połomski „Piosenka stara jak świat nr 2”: Szkoda twoich łez, dziewczyno; Już nie zapomnisz mnie / Pamiętam twoje oczy; Młodym być i więcej nic
- N 0100 Chór Czejanda: Serce w plecaku; Czerwone maki na Monte Cassino, Rozszumiały się wierzby płaczące, Oka
- N 0115 National Philharmonic Choir and Symphony Orchestra: (a) Polski Hymn Narodowy na orkiestrę (1 zwr.)/ Polski Hymn Narodowy na orkiestrę (całość)/ Polski Hymn Narodowy na chór (b) F.Chopin -Polonez A-dur
- N 0125 Jerzy Michotek – śpiew, Zespół Taneczny K. Turewicza; (a)Piosenka kowbojska, Pianola; (b) Woziwoda, O 4-tej rano ;pod moim oknem
- N 0126 Mieczysław Wojnicki: Kaczuszka i mak; Monika / Danse avec moi; Tak, tak
- N 0128 Halina Kowalewska i Maciej Koleśnik – śpiew, Zespół Instrumentalny K. Turewicza: (a)Warszawa da sie lubić, W niedziele nad Wisłą; (b) Na katarynce, Głęboka studzienka
- N 0129 Hanna Rek /Mieczysław Wojnicki /sława Przybylska: Romeo, Serenada, Jeszcze dziś, Piosenka dla kogo innego
- N 0131 Hanna Rek: Złoty pierścionek; Oczy / Tipitipitipso; W twoje ręce
- N 0140 Bogusław Wyrobek: Diana; Jailhouse Rock / Love Me; Two Hound Dogs
- N 0145 Mieczysław Fogg, zespół Bogusława Klimczuka: W małym kinie; Zgubiłem dzień / Pamiętam dni; Magiczny moment
- N 0147 Jerzy Połomski, Zbigniew Rawicz, Mieczysław Fogg, zespoły instr.: Melodie Tadeusza Kwiecińskiego – Aleje młodości i jaśminy; Błękitne bolero / Posłuchaj kochana; Bujaj się, Fela
- N 0151 K. Turewicz – sax alt, Zespół Instrumentalny K. Turewicza: (a)Bambus, Ulica Różana; (b) Ametysy, Złoty motylek
- N 0153 Jazz Jamboree 1960 Nr 2, Swingtet Jerzego Matuszkiewicza: W barze, Inkluz, C Jam Blues, I Surrender Dear.
- N 0158 Ludwik Sempoliński, Mira Zimińska, Tadeusz Olsza, Alina Janowska: Aktorzy śpiewają piosenki – Tomasz, skąd ty to masz; Taka mała / To się zwykle tak zaczyna; Ja się boję sama spać
- N 0163 Regina Bielska: Casanova; Samotny dom / Judasz; Czarodziejska samba
- N 0169 Czerwono-Czarni: Elevator Rock; When the Saints go Rock’n’roll / Sweet Little Sixteen; Apron Strings
- N 0173 Duet Egzotyczny: (a) Dom włóczęgów/ Noc, gitara i ty (b) Ananasy/ Noc w Andaluzji
- N 0178 Jadwiga Prolińska: (a) Mexicana, Znali, kochali ją; (b) Każda miłość jest pierwsza; Powróżyć, karty stawiać
- N 0183 Jan Brzechwa: Czerwony Kapturek (bajka muzyczna)
- N 0198 Czerwono-Czarni (1. Michaj Burano, 2. Janusz Godlewski, 3. Toni Keczer) – „Twist”: Let’s Twist Again (1,2,3); Twist Ponny Time Twist (2) / Lucille (1); Sorrento (1)
- N 0206 Bogusław Wyrobek: Twist Around the Clock; Smoke gets in Yours Eyes / Let’s Twist Again; Crazy Love
- N 0231 Big-beat Sextet: Tańczymy Madisona: (a) The man of mystery, Lullaby of the leaves; (b) Molly O., Głos tajemnicy
- N 0234 Irena Santor – Wiązanka piosenek Zygmunta Wiehlera: Ada, to nie wypada; Biały boston / Nie kochać w taką noc, to grzech; Nikt mnie nie rozumie jak ty
- N 0239 Toni Keczer: Rio Bravo: (a) My rifle, my pony and me, Colt; (b) Rudy Frank, Bleu moon of Kentucky
- N 0240 Janusz Godlewski (śpiew), zespół Luxemburg-Combo: Twenty O’Clock Rock; Such a Night / Forty Days; Good Luck Charm
- N 0241 (a) Józef Ledecki: Zielone pola, Secret love; (b) Janusz Godlewski: Kiss me quick, Szedł Atanazy do Anny
- N 0244 Marino Marini ed il Sou Quartetto: Petronio cha cha; Moliendo Cafe / Bella bella bambina; Vestita di rosso
- N 0248 Hungarian Club Quartet: Ciao, ciao amore; Canzone Leggiera / Bambina, bambina; Cuando calienta el sol
- N 0252 Tadeusz Woźniakowski: Carolina dai; Selene / Olla la mandolina; Liliowy parasol
- N 0256 Helena Majdaniec – śpiew, Zespół ″Czerwono Czarni”: (a) Jutro będzie dobry dzień, Długi Bill; (b) Wesoły twist, Czarny Ali Baba
- N 0259 Rena Rolska – śpiew, Orkiestra R. Damrosza: (a) Jak symfonia, Skrzypce; (b) Jak to dziewczyna, Jeśli tak
- N 0269 Anna Kamieńska: Wiersze wybrane – Współczesna poezja polska
- N 0278 Sława Przybylska: Jeśli chcesz proszę wstąp; Więdną Tsu-Tsu-Dżi / Białe noce; Chica – Helka
- N 0291 Jerzy Połomski: Płynie rzeka; Fale Amuru / Czemu dziś; A śnieg pada
- N 0294 Doris Day in Hollywood: Tea For Two; Makin’ Whoopee / Lullaby of Broadway; Be My Little Baby Bumble Bee
- N 0295 Niebiesko-Czarni: Gdy odlatują bociany; Pejzaż z wiatrakami / Poganiacze bydła; Dominika
- N 0298 Filipinki: Wala – twist; Mr. Wonderful / Batumi; Praczki z Portugalii
- N 0299 Filipinki: Filipinki – to my; Do widzenia profesorze / Bal arlekina; Spacer po porcie
- N 0300 artyści scen warszawskich, Zespół Instrumentalny Mieczysława Janicza: Janina Gillowa – Śpiąca królewna. Bajka muzyczna
- N 0309 Bogdan Czyżewski, Danuta Rinn: Zginęła mi dziewczyna; Kto tam strzela / Michał; Ernestynka i ja
- N 0317 Fryderyka Elkana: Koci twist; Ja nie lubię charlestona / F. Elkana i Urszula Dudziak: Bei mir bist du schon; Too Close for Comfort
- N 0331 Zofia Raciborska: Wanda Chotomska – Jacuś i Agatka – Dobranoc: Kura / Kluczyk
- N 0332 Tadeusz Woźniakowski: Ballada bieszczadzka; Dlaczego Karolina / Z gitarą przez ramię; Imieniny
- N 0333 Jan Brzechwa: Kot w butach (bajka muzyczna)
- N 0334 Bernard Ładysz: Dla mojej matki – Serce matki; Do Ciebie mamo / Pieśń o matce; Łzy mojej matki
- N 0338 Helena Majdaniec: Nie otworzę drzwi nikomu; Ho, ho, ho Honoratko / Piosenka o autostopie; On za mną lata
- N 0343 Mieczysław Wojnicki: (a) Zakochani są wśród nas / Tadeuszek (b) Najlepsza piosenka/ Miły brzdąc
- N 0347 Iga Cembrzyńska, Bohdan Łazuka: W siną dal; Krystyna Sienkiewicz, Mieczysław Czechowicz: Koteczki, pieseczki / Barbara Rylska, Andrzej Żarnecki: Zabawa w „Sielance”; Zaczęło się od kilku słów
- N 0350 artyści scen warszawskich, zespół Instrumentalny pod kier. Stefana Kisielewskiego: Jan Brzechwa – Jaś i Małgosia. Bajka muzyczna
- N 0356 różni wykonawcy: Opole 65
- N 0362 Danuta Rinn, Bohdan Czyżewski: Żeby choć raz; Maj maturalny / Całujmy się; Koliberek
- N 0364 Elżbieta Ziółkowska: (a) Trzeba się śmiać/ Operacja „U” (b) Łucja Prus: Musisz mnie znaleźć/ Frant
- N 0365 J. Wojtan, B. Czyżewski, Krystyna Konarska, Tadeusz Woźniakowski: Piosenki wojskowe – Bałtyku mój; Strażnicy morza / Mój kompan wiatr; Admirale
- N 0375 Irena Santor: Mój największy błąd; Pomóż mi / Laj, laj, laj; My, znaczyło kiedyś ja i ty
- N 0383 Katarzyna Sobczyk: To nie grzech; Ja mam taniec, śpiew i ciebie / Nie wiem czy to warto; Krótki list
- N 0398 Czerwone Gitary: Dziewczyna z moich snów; Jesienny dzień /Mówisz, że kochasz mnie jak nikt; Hosa-dyna
- N 0399 Czerwone Gitary: Lubisz gdy się gniewam; Dlaczego nie kochasz mnie tak jak dawniej / Historia jednej znajomości; Kto lepszy
- N 0403 Krystyna Konarska: Czy ktoś ci powiedział; Doliny w kwiatach / Już późno; Minęło wczoraj
- N 0416 Czesław Niemen: Hej dziewczyno, hej; Sen o Warszawie / Czy wiesz; Być może i ty
- N 0428 Joanna Rawik: Nie z każdej mąki będzie chleb; Za mało mamy siebie dla siebie / Nie chodź tą ulicą; Lilie
- N 0429 Pesymiści: Nocny spacer; Mówiłem jej, że ją kocham / Nie powiem ci już nic; Plotki
- N 0436 Siostry Panas: Zły chłopak; Jak ty mnie, tak ja tobie / Z głową w niebie; Dziwny malarz
- N 0438 Krzysztof Cwynar: Zawstydzona; Pożegnania na peronach / Cyganka; Powiedz ile trzeba próśb
- N 0442 Irena Santor: (a) Walc o walcu/ Nina i Wowa (b W. Michałowski/ T. Woźniakowski: Maszeńka- Daszeńka/ Bezimienne wzgórze
- N 0473 Sheila: Le cinema; Je t’aime / Prends la vie comme elle vient; On est heureux
- N 0474 Sheila: Tous les deux; Il faut se / Le folklore Americain; Toujours des beaux jours
- N 0475 Maria Dąbrowska: (a) Pierwszy raz/ Liczę dni (b) Popołudnie z młodością/ Czy będzie nad ranem niebo
- N 0479 Teresa Tutinas: Od dziś nie będzie jutra; Nie zawiodło mnie przeczucie / Nikt nie pomoże; Porównanie
- N 0490 Czerwone Gitary: Czerwone Gitary śpiewają kolędy – Dzień jeden w roku; Mości gospodarzu / Mizerna cicha; Dzisiaj w Betlejem
- N 0502 Irena Santor: Na Krzywym Kole; Kochany, u mnie nic nowego / Znali się; Mieszkamy na Hożej
- N 0506 Anna German: A jeżeli mnie pokochasz; Skąd przyjdzie noc / Nasza ścieżka; Nikt mi ciebie nie odbierze
- N 0520 No To Co i Piotr Janczerski: Zabawa w naszym mieście; Księżycowa rzeka / Gdy chciałem być żołnierzem; Ballada bez tytułu
- N 0521 No To Co: Żegnaj Tom; Alleluja / Gwiazdka z nieba; Będzie padał deszcz
- N 0528 Sława Przybylska: Słowo daję, że nie; Słońce zgaśnie / W dziką jabłoń cię zaklęłam; Niby miłość
- N 0545 Jan Pietrzak: Za trzydzieści parę lat; Liście z topól opadają / Spokojnie chłopie; Pamiętajcie o ogrodach
- N 0551 Trubadurzy: Nie przynoś mi kwiatów dziewczyno; Tajemnica pamiętnika / Kasia; Zdradziło cię jedno spojrzenie
- N 0553 Jerzy Połomski: La, la, la; Drogo, drogo prowadź mnie / Jeżeli jesteś, to już bądź; To było piękne
- N 0560 Romuald i Roman: Pytanie czy hasło / Człowiek
- N 0563 No To Co, Breakout / Czerwone Gitary, Skaldowie: Opole ’69 – Defilady; Poszłabym za tobą / Powiedz stary, gdzieś ty był; Prześliczna wiolonczelistka
- N 0579 Maciej Kossowski: Z Cyganami w świat; Oczy ci zasłonię / Domowe strachy; Nie mów żegnaj
- N 0582 Urszula Sipińska: Dłonie bliskie, dłonie dalekie; Kwiat / Poziomki; Trzymając się za ręce
- N 0594 Andrzej Dąbrowski – Zielono mi: Zielono mi; Już przyszedł dzień / Powrót; Ol’ Man River
- N 0596 Partita: Przychodzisz nocą bez gwiazd; Jeszcze dziś przyjedź do mnie / Kochajcie starszych panów; Po co martwić się na zapas
- N 0604 Opole 70: (a) Trubadurzy: Cóż wiemy o miłości, Ach, Franka, Franka; (b) Halina Kunicka, Dana Lerska: Orkiestry dęte, Szli na zachód osadnicy
- N 0615 Tadeusz Woźniak: Ile zapragną; Wierzę w człowieka / Widziałem; Swoją drogą
- N 0619 Love Affair: Build on Love; Once Upon a Season / Tale of Two Bitters; Rainbow Valley
- N 0620 Trubadurzy: Nie ocieraj łez; Brzydal / Wiera, Wiera, czarne oczy miałaś; Gdzie jest ten dzień
- N 0634 Waganci: Co ja w tobie widziałem; Dziś w twoich oczach / Co mogę jeszcze mieć; Razem z tobą
- N 0649 Zdzisława Sośnicka: Dom, który mam; Dobra miłość / Cygańska letnia noc; Nie było wtedy róż
- N 0657 Anna German: Jasny horyzont; Nasza miłość / Posłuchaj; Wołam cię
- N 0678 Anna Jantar: Na skrzydłach dni; Kiedy dziś patrzę na topole / Ileś wart ja nie wiem; Zobaczyliśmy się nagle
- N 0683 Jolanta Kubicka: Oczy na skrzydłach; Było tego tyle / Światło w lesie; Nie umiemy
- N 0691 Zbigniew Wodecki: Tak to Ty; Nasze „Love Story” / Znajdziesz mnie znowu; Zanim nas w ramiona weźmie jesień
- N 0693 Urszula Sipińska: To był świat w zupełnie starym stylu; Jaka jesteś Mario / Koniec lata; Najlepiej wiosną
- N 0700 Irena Santor: Jedź na urlop sam; Kowalem swego szczęścia każdy bywa sam / Luli laj; To jedno co zostaje nam
- N 0710 Jolanta Kubicka: Śpiewajmy; Pod dębami / Moje pytanie; Zaczęło się od ciebie
- N 0717 Hanka Ordonówna: Czy tak, czy nie; Sonny Boy / Trudno; Związane mam ręce
- N 0721 Jolanta Kubicka: Noc bez pożegnań; Został nam lipiec / Kabała; Czemu mówią źle
- N 0748 Roman Gerczak: Zabrałaś mi lato; Chrząszcz / Urodziny dziadka; Polski koala
- N 0750 Andrzej Rosiewicz i Asocjacja Hagaw: Samba wanna blues; My tańczymy jak brat z siostrą / Ach tato, mój tato; Ballada masochisty
- NP 09 Folc music from Poland: (a) Szabasówka / Zaszumiały drzewa (b) Pożegnanie ojczyzny / Biały mazur

## Maxisingle winylowe
- SM-002 Chorus & Disco Company: Discoland; Pomarańczowy gaj / Alfred wśród ptaków; Monsun
- SM-003 Stewart Allan: Can’t You See; Can’t You See (instr.) / New Fantasy; New Fantasy (instr.)

## Single winylowe

### Single winylowe SP
- SP 1 Bogusław Wyrobek: It’s Now or Never / Oh, Mambo
- SP 2 Irena Santor: Gdy przyjdzie czas / Niezapomniany walc
- SP 6 Sława Przybylska: Kuglarze / Stary cylinder
- SP 8 Ludmiła Jakubczak: Szeptem / Do widzenia Teddy
- SP 10 Hanna Rek: Nie chcę kochać / Kolorowe fotografie
- SP 13 Ryszard Damrosz: Crescendo / Argentyńska serenada
- SP 14 Tadeusz Wesołowski: Biały mazur / Na krakowskim rynku
- SP 15 Stanisław Łódzki: Fale Dunaju / Wiedeńska krew Op.354
- SP 17 Jan Ławrusiewicz Guitar Ensemble: Cubanacan / La Paloma
- SP 18 Duet Egzotyczny: Ananasy / Que se va
- SP 22 Olgierd Buczek: Oczy czarne / Jerzy Połomski: Szkoda twoich łez dziewczyno
- SP 23 Rena Rolska: Zawsze będzie czegoś ci brak / Zbigniew Kurtycz: Już taki jestem zimny drań
- SP 24 Zbigniew Kurtycz: Umówiłem się z nią na dziewiątą / Rena Rolska: Nasza jest noc
- SP 25 Jerzy Michotek: Żabka i miś / Violetta Villas: Dla ciebie miły
- SP 26 Hanna Rek: Złoty pierścionek / Romeo
- SP 27 Irena Santor, Violetta Villas: Czarny szal / Marianna ruda
- SP 29 Ludmiła Jakubczak: Tylko raz / Gdy mi ciebie zabraknie 1961
- SP 35 Jerzy Połomski: Aleje, młodość i jaśminy / Pięć minut
- SP 66 Mieczysław Fogg, zesp. instr. pod dyr. Jerzego Haralda: Siwy włos / Kochana
- SP 72 Orkiestra Taneczna Polskiego Radia pod dyr. Edwarda Czernego: Mambo na polskie tematy ludowe / Swing na polskie tematy ludowe
- SP 73 René Glaneau, Orkiestra R. Damrosza Petit Gonzales/Non, Je Ne Regrette Rien 1963
- SP 76 Marino Marini ed il suo quartetto: Irena / Un tango cha cha cha
- SP 87 Wiktor Kolankowski: El carrerito / Carioca
- SP 100 Bohdan Łazuka: Dzisiaj, jutro, zawsze / Ali bej
- SP 117 Frank Sinatra: Come Back to Sorrento / Luna Rossa
- SP 131 Teresa Tutinas, Łucja Prus: Opole 66 – Na całych jeziorach – ty / Dookoła noc się stała
- SP 136 Lev Levterov: Les deux guitares / Tu si’na cosa grande
- SP 140 Czerwone Gitary: Przed pierwszym balem/Cztery pory roku
- SP 144 Czerwone Gitary: To właśnie my/Nie mów nic
- SP 164 Czerwone Gitary: Anna Maria/Wróćmy na jeziora
- SP 165 Czerwone Gitary: Biały krzyż/Deszcz jesienny
- SP 168 Czerwone Gitary: Nie zadzieraj nosa/Randka z deszczem
- SP 183 Czerwone Gitary: My z XX wieku/Jedno jest życie
- SP 184 Czerwone Gitary: Takie ładne oczy/Dozwolone do lat 18-tu
- SP 192 No To Co: Quand je voulais etre soldat (Gdy chciałem być żołnierzem) /Lads From Country (Z tamtej strony lądu)
- SP 204 Czerwone Gitary: Dziewczyna z moich snów
- SP 222 Czerwone Gitary: Czy słyszysz co mówię/Randka z deszczem
- SP 223 Czerwone Gitary: Śledztwo zakochanego/Matura
- SP 267 Czerwone Gitary: Wędrowne gitary/Gdy ktoś kogoś pokocha
- SP 268 Czerwone Gitary: Stracić kogoś/Szukam tamtej wiosny
- SP 270 Halina Kunicka: Piosenki z bardzo dobrych domów / Niech-no tylko zakwitną jabłonie
- SP 278 Ali-Babki: Kwiat jednej nocy / Maryla Rodowicz: Mówiły mu
- SP 280 Skaldowie: Wieczór na dworcu w Kansas City / Z kopyta kulig rwie
- SP 285 Czerwone Gitary: Moda i miłość/Kwiaty we włosach
- SP 286 Czerwone Gitary: Niebieskooka/Tak bardzo się starałem
- SP 287 Czerwone Gitary: Powiedz stary gdziś ty był/Co z nas wyrośnie
- SP 288 Trubadurzy: Kasia / Zdradziło cię jedno spojrzenie
- SP 297 Quorum: Ach, co to był za ślub / Ł. Prus, J. Zieliński: W żółtych płomieniach liści
- SP 308 Breakout: Przestroga / Dziwny weekend
- SP 348 Maryla Rodowicz: Za duże buty / Mały
- SP 356 Krzysztof Klenczon Trzy Korony: Port/Czyjaś dziewczyna (Nagrania radiowe)
- SP 363 Waganci: Wszystkie koty w nocy czarne / Marzenia o marzeniach
- SP 373 Irena Santor: Piosenka mariensztacka / Jak młode Stare Miasto
- SP 376 Breakout: Do kogo idziesz / W co mam wierzyć
- SP 377 Breakout: Kwiaty nam powiędły / Luiza
- SP 378 Krzysztof Klenczon Trzy Korony: Nie przejdziemy do historii/Wiosena miłość
- SP 379 Krzysztof Klenczon Trzy Korony: Spotkanie z diabłem/Świecą gwiazdy, świecą
- SP 390 Irena Santor: Zakochani czekają na maj / Nocami i dniami
- SP 392 Breakout: Takie moje miasto jest / Powiedzmy to
- SP 393 Breakout: Śliska dzisiaj droga / Zaprowadzić ciebie muszę tam
- SP 408 Krzysztof Klenczon Trzy Korony: Port/Stary walc przypomni ci
- SP 409 Breakout: Tysiąc razy kocham / Zapytam ptaków
- SP 410 Breakout: A miałeś przyjść / Miałam cały świat
- SP 426 Zdzisława Sośnicka: Światowy Festiwal Piosenki Tokio 72 – Nie ma drogi dalekiej / Taki dzień się zdarza raz
- SP 427 Urszula Sipińska: Bright days will come / The memory
- SP 441 Frida Boccara: Un jour un enfant / Brandy
- SP 444 Krzysztof Klenczon Trzy Korony: 10 w skali Beauforta/Bierz życie, jakie jest
- SP 445 James Royal: Call My Name / Take Me Like I Am
- SP 456 Czerwone Gitary: Co za dziewczyna
- SP 472 Frida Boccara: L’enfant aux cymbales / Johnny-Jambe-de-bois
- SP 475 Krzysztof Klenczon Trzy Korony: Już nie czas/Wiosenna miłość
- SP 486 Krzysztof Klenczon Trzy Korony: Stary walc przypomni ci/Świecą gwiazdy, świecą
- SP 494 Locomotiv G.T.: Ringasd el Magad / The world watchmaker
- SP 497 Dwa plus Jeden: Na luzie / Lato na urodziny
- SP 627 Mieczysław Fogg: Mały biały domek / Mała kobietka
- SP 643 Breakout: Taki wiatr / Na naszej drodze
- SP 662 Maryla Rodowicz: Sing sing / Moja mama jest przy forsie

### Single winylowe SS
- SS 673 Anna Jantar: Będzie dość / Za każdy uśmiech
- SS 674 Irena Jarocka: By coś zostało z tych dni / To co zdarza się raz
- SS 681 Zdzisława Sośnicka: Moja muzyka, to ja / Nie wiedziałam nic o sobie
- SS 682 Zdzisława Sośnicka: Na nas czas / Żyj sobie sam
- SS 684 Kazimierz Turewicz: Cheek to cheek – Hello Dolly / The girl from Ipanema
- SS 685 Kazimierz Turewicz: Speak softly love – Love story / Ulica Różana
- SS 686 Krzysztof Krawczyk: Oczy Marii / Pogubiłem drogi
- SS 687 Czerwone Gitary: Jej uśmiech / Port piratów
- SS 688 Czerwone Gitary: Niebo z moich stron / Staromodne samochody
- SS 689 Daniel: Bezpańska miłość / Wielki wspaniały świat
- SS 690 Daniel: Zakochani tego świata / Zapomniany ląd
- SS 691 Urszula Sipińska: Moja mama grała mi / Zabaw się w mój świat
- SS 692 Edward Hulewicz: Nie sądź mnie / Różowe miasto
- SS 700 Jan Lewandowski: The Hardest Step Is Always First / Nobody Knows Why You Chase That Dream
- SS 705 SPPT Chałturnik(inne języki): La balanga / Melody of Love
- SS 712 Zdzisława Sośnicka: Sopot 1977 – Jeden świat / Kochać znaczy żyć
- SS 719 Dwa Plus Jeden: Ding-dong / Windą do nieba
- SS-724 Grażyna Łobaszewska i Ergo Band: Dzień jak blues / Nocny spacer
- SS 728 Jacek Lech i orkiestra pod dyr. Ryszarda Poznakowskiego: Pierwszy wiersz / Po drugiej stronie mego snu
- SS 731 Jerzy Połomski: Zapomnisz kiedyś, że to ja / Nieudane dni
- SS 734 Irena Santor: Wszystkie słowa miłości / To nie było przewidziane
- SS 736 Maryla Rodowicz, Marek Grechuta, ork. pod dyr. J.Mikuły: Gaj / Mały barek w Santa Cruz
- SS 738 Andrzej Rosiewicz, Ewa Olszewska, Asocjacja Hagaw: That’s My Weakness Now / Lover
- SS 740 Maryla Rodowicz: Remedium / Królewicze
- SS 741 Grażyna Łobaszewska i Piotr Schultz: Może za jakiś czas / Grażyna Łobaszewska i Ergo Band: Za górą gór
- SS 743 Zbigniew Wodecki, Lidia Stanisławska: Zacznij od Bacha / Gwiazda nad tobą
- SS 744 Andrzej i Eliza: Idzie na deszcz / Bajm: Piechotą do Lata
- SS 748 Lili Iwanowa/Emił Dimitrow: Ekspress tango / Paryska historia (Klaudia)
- SS 773 Breakout: Pożegnalny blues / Ona odeszła stąd
- SS 774 Breakout: Gdy masz przyjść / Oślepił mnie deszcz
- SS 790 Perfect: Bażancie życie / Niewiele Ci mogę dać
- SS 800 Bank: Rozbij bank / Wielki wóz
- SS 806 RSC: Kradniesz mi moją duszę / Aneks do snu
- SS 808 Oddział Zamknięty: Andzia i ja / Jestem zły
- SS 809 Budka Suflera: Sen o dolinie / Jest taki samotny dom
- SS 810 Andrzej Zaucha i Grupa Doctora Q: Spocznij Kapturku – zaraz cię zjem, czyli marzenia głodnego wilka / Wszystkie stworzenia duże i małe
- SS 811 Lombard: Szklana pogoda / Kto mi zapłaci za łzy
- SS 813 Kombi: Słodkiego miłego życia / Nie ma zysku
- SS 814 Wanda i Banda: Nie będę Julią / Chcę zapomnieć
- SS 815 Natalia Kukulska: Co powie tata / Dzieci Wirgiliusza
- SS 816 Natalia Kukulska: Puszek-Okruszek / Bal moich lalek
- SS 817 Krater, Jolanta Arnal: Bez pilnych dat / Czas goi rany
- SS 819 Edyta Geppert: Jaka róża, taki cierń / Och życie, kocham cię nad życie
- SS 820 Maria Jeżowska: Sorry, czyli wspomnienie z Sopotu / Mały Piccolo
- SS 822 Bolter: Daj mi tę noc / Żegnaj, baj, baj

## Pocztówki dźwiękowe
- KP 33 Mazowsze „Kukułeczka”
- KP 34 Mazowsze „Pod borem”
- KP 36 Śląsk „Karolinka”
- KP 37 Czerwono-Czarni „Mary Lou”
- KP 41 Czerwono-Czarni „Cowboy Story”
- KP 48 Niebiesko-Czarni, Bernard Dornowski „The Peppermint Twist”
- KP 49 Czerwono-Czarni „Malowana piosenka”
- KP 53 Niebiesko-Czarni, Bernard Dornowski „The Twist”
- KP 58 Czerwono-Czarni „La chanson d’Orphee”
- KP 61 Big Beat Sextet „Twist-a-long”
- KP 62 Czerwono-Czarni „Sailor”
- KP 63 II Czerwono-Czarni „Był taki ktoś”
- KP 64 I Czerwono-Czarni „Sorrento”
- KP 71 Czerwono-Czarni „Katarzyna”
- KP 80 Mazowsze „Nie zginaj kaliny”
- KP 81 Tajfuny „Zachodni wiatr”
- KP 83 Violetta Villas „Do ciebie mamo”
- KP 89 Czesław Niemen „Czy wiesz”
- KP 90 Krystyna Konarska „Czy ktoś ci powiedział”
- KP 91 Blackout „Anna”
- KP 92 Pesymiści „Mówiłem jej, że ją kocham”
- KP 94 Iga Cembrzyńska „Peruwianka”
- KP 95 Krystyna Konarska „Twoje imię”
- KP 96 Katarzyna Sobczyk „Mały książę”
- KP 97 Irena Santor „Jesienne róże”
- KP 98 Czerwono-Czarni „Ten pierwszy dzień”
- KP 99 Czerwono-Czarni „Bądź dziewczyną moich marzeń”
- KP 100 Czerwono-Czarni „Trzynastego”
- KP 101 Sheila „La cinema”
- KP 102 Czerwone Gitary „Stracić kogoś”
- KP 103 Anna German „Cyganeria”
- KP 104 Blackout „Studnia bez wody”
- KP 105 Edmund Fetting „Ballada o pancernych”
- KP 106 Halina Kunicka „Marionetka”
- KP 109 Czerwone Gitary „Moda i miłość”
- KP 110 Skaldowie „Wszystko mi mówi, że mnie ktoś pokochał”
- KP 112 Czerwono-Czarni „Siedemnaście milionów”
- KP 113 Trubadurzy „Krajobrazy”
- KP 114 Czerwono-Czarni „Opowiedz mi swoją historię”
- KP 115 No To Co „Gwiazdka z nieba”
- KP 116 Skaldowie „Wspólny jest nasz świat”
- KP 117 Skaldowie „Nie całuj mnie pierwsza”
- KP 118 Skaldowie „Sen dla mojej dziewczyny”
- KP 120 Czerwone Gitary „Takie ładne oczy”
- KP 121 Stan Borys „To ziemia”
- KP 123 Jarema Stępowski „Gdzie ta harmoszka”
- KP 124 Jarema Stępowski „Małe piwko”
- KP 125 Trubadurzy „Kasia”
- KP 126 Skaldowie „Medytacje wiejskiego listonosza”
- KP 127 Czerwone Gitary „Kwiaty we włosach”
- KP 128 Irena Santor „Tych lat nie odda nikt”
- KP 129 Stanisław Mikulski „Był taki czas”
- KP 133 Ali-Babki „Nie pojadę z tobą na wieś”
- KP 134 Ali-Babki „Kwiat jednej nocy”
- KP 136 Halina Kunicka, Skaldowie „Wiatr kołysze gałązkami”
- KP 137 Filipinki „Wiosna majem wróci”
- KP 142 Ignacy Jan Paderewski „Mazurek D-dur Op. 33 nr 3”
- KP 146 Trubadurzy „Tęsknota zakrywa pół słońca na niebie”
- KP 148 Trubadurzy „Jeszcze wczoraj byłaś przy mnie”
- KP 149 Trubadurzy „Wszystko na sprzedaż”
- KP 150 No To Co „Imieniny u sąsiadki”
- KP 151 No To Co „Stary mleczarz”
- KP 152 No To Co „Jare żytko”
- KP 153 Irena Santor „Gdy nadejdzie taki czas”
- KP 154 Irena Santor „Kamienne schodki”
- KP 155 Irena Santor „Jaka szkoda, że nie wcześniej”
- KP 156 Czerwone Gitary „Czy ona o tym wie?”
- KP 157 Czerwone Gitary „Dwie na jednego”
- KP 158 Czerwone Gitary „Najpiękniejsze są polskie dziewczyny”
- KP 159 Trubadurzy „Żółte kalendarze”
- KP 160 Anna German „Cztery karty”
- KP 161 Zdzisława Sośnicka „Cygańska letnia noc”
- KP 162 Anna German „Trzeba się nam pospieszyć”
- KP 163 Maryla Rodowicz „Z tobą w górach”
- KP 164 Irena Santor „Jasnoniebieska, jasnobłękitna”
- KP 165 Pakt „Żołnierz wraca pod dach”
- KP 190 Czesław Niemen „Pod Papugami”

## Płyty kompaktowe

### płyty kompaktowe ACD
- ACD 587 różni wykonawcy Złote przeboje socjalizmu cz. 1 2001
- ACD 651 Sława Przybylska Sława Przybylska śpiewa 2001 (wznowienie XL 0207)
- ACD 652 Sława Przybylska Ballady i piosenki cz. 2 2001 (wznowienie XL 0273)
- ACD 653 Sława Przybylska Ballady i piosenki cz. 3 2001 (wznowienie XL 0344)
- ACD 654 Sława Przybylska Nie zakocham się 2001 (wznowienie XL 0487)
- ACD 655 Jarema Stępowski Szemrane tango 2001 (wznowienie XL 0341)
- ACD 656 Jarema Stępowski Księżyc frajer... 2001 (wznowienie XL 0446)
- ACD 657 Jarema Stępowski Na Wisłostradzie kwitnie bez 2001 (wznowienie SXL 1165)
- ACD 658 Anna German Recital piosenek 2001 (wznowienie XL 0424)
- ACD 659 Anna German Człowieczy los 2001 (wznowienie XL 0593)
- ACD 660 Anna German Wiatr mieszka w dzikich topolach 2001 (wznowienie XL 0741)
- ACD 661 Mieczysław Fogg Mieczysław Fogg śpiewa piosenki swojej młodości 2001 (wznowienie XL 0187)
- ACD 662 Mieczysław Fogg Wspomnienia dawnych dni 2001 (wznowienie XL 0272)
- ACD 663 Mieczysław Fogg Oczarowanie 2001 (wznowienie SX 0432)
- ACD 665 Bohdan Łazuka Bohdan, trzymaj się! 2001 (wznowienie XL 0247)
- ACD 666 Bohdan Łazuka Życzenia dla pań 2001 (wznowienie XL 0407)
- ACD 667 Irena Jarocka W cieniu dobrego drzewa 2001 (wznowienie XL 1090)
- ACD 668 Irena Jarocka Gondolierzy znad Wisły 2001 (wznowienie SX 1349)
- ACD 669 Różni wykonawcy Czterej pancerni i pies 2001 (wznowienie XL 0965)
- ACD 670 Violetta Villas Violetta Villas 2001 (wznowienie XL 0328)
- ACD 671 Zdzisława Sośnicka Zdzisława Sośnicka 2001 (wznowienie XL 0802)
- ACD 672 Jerzy Połomski Jerzy Połomski śpiewa 2001 (wznowienie XL 0367)
- ACD 673 Irena Jarocka Wigilijne życzenia 2001 (wznowienie SX 1526)
- ACD 674 Prometheus Po słonecznej stronie życia 2001 (wznowienie SX 1497)
- ACD 675 Urszula Sipińska Urszula Sipińska 2001 (wznowienie XL 0669)
- ACD 676 Zbigniew Wodecki Zbigniew Wodecki 2001 (wznowienie SX 1396)
- ACD 677 Jerzy Połomski Daj! 2001 (wznowienie XL 0466)
- ACD 678 Mieczysław Fogg Zapomniana piosenka 2001 (wznowienie SX 0525)
- ACD 679 Sława Przybylska U brzegów Candle Rock 2001 (wznowienie XL 0640)
- ACD 680 Jerzy Połomski Jerzy Połomski 2001 (wznowienie XL 0652)
- ACD 681 Anna German Arie z opery Tetide in Sciro 2001 (wznowienie XL 0743)
- ACD 682 Andrzej i Eliza Drzewo rodzinne 2001 (wznowienie XL 0836)
- ACD 683 Sława Przybylska Sława Przybylska 2001 (wznowienie XL 0897)
- ACD 684 Jerzy Połomski Nie zapomnisz nigdy 2001 (wznowienie XL 0906)
- ACD 685 Jerzy Połomski Kiedy znów zakwitną białe bzy 2001 (wznowienie XL 0907)
- ACD 686 Anna German To chyba maj 2001 (wznowienie SXL 0924)
- ACD 687 Sława Przybylska Jak za dawnych lat. Przeboje filmowe 2001 (wznowienie SX 0999)
- ACD 688 Andrzej i Eliza Czas relaksu 2001 (wznowienie SXL 1014)
- ACD 689 Zdzisława Sośnicka Zdzisława Sośnicka 2001 (wznowienie SXL 1073)
- ACD 690 Jerzy Połomski Bo z dziewczynami 2001 (wznowienie SXL 1048)
- ACD 691 Anna Jantar Za każdy uśmiech 2001 (wznowienie SX 1360)
- ACD 692 Jerzy Połomski Z tobą świat nie ma wad 2001 (wznowienie SX 1439)
- ACD 693 Jerzy Połomski Tempus fugit 2001 (wznowienie SX 1555)
- ACD 694 Bohdan Łazuka Nie ma wyjścia panowie 2001 (wznowienie SX 1582)
- ACD 695 Anna German Anna German 2001 (wznowienie SX 1612)
- ACD 696 Irena Jarocka Być narzeczoną twą 2001 (wznowienie SX 1680)
- ACD 697 Prometheus S’agapo moja miłość 2001 (wznowienie SX 1753)
- ACD 698 Jerzy Połomski Szeptem malowane... 2001 (wznowienie SX 2000)
- ACD 699 Mieczysław Fogg Ukochana ja wrócę 2001 (wznowienie SX 2344)
- ACD 700 Violetta Villas Nie ma miłości bez zazdrości 2001 (wznowienie SX 1544)
- ACD 701 Violetta Villas Dla ciebie miły 2001 (wznowienie XL 0381)

### płyty kompaktowe ECD
- ECD 013 Tadeusz Nalepa + Dżem Numero Uno 1992 (wznowienie SX 2598; CK 701)
- ECD 014 Anna Chodakowska Msza Wędrującego według Edwarda Stachury 1992 (wznowienie SX 2196; CK 486)
- ECD 016 Moskwa Życie niezwykłe 1994 (wznowienie SX 2915; CK 1062)
- ECD 017 T.Love Wychowanie 1992 (wznowienie SX 2674; CK 786)
- ECD 018 Filipinki Największe przeboje 1993
- ECD 020 Marek i Wacek Play favourite melodies 1992 (wznowienie XL 0464)
- ECD 021 różni wykonawcy Kabaret Starszych Panów – „Piosenka jest dobra na wszystko” 1990
- ECD 023 Super Duo Głuche krokodyle 1992 (wznowienie SX 2323; CK 552)
- ECD 024 Ewa Kuklińska To ja... 1993
- ECD 026 Piotr Paleczny, Orkiestra Symfoniczna Filharmonii Narodowej w Warszawie, Witold Rowicki Modest Musorgski: Pictures at an Exhibition 1993 (wznowienie XL 0392, SXL 0942)
- ECD 029 Grzegorz Olkiewicz, Orkiestra Kameralna PRiTV w Poznaniu, Agnieszka Duczmal Concertos For Flute And Orchestra (C.Ph.E. Bach, S. Mercadante, J.S. Bach, C. Debussy) 1993 (wznowienie SX 2575)
- ECD 034 Mazowsze Boże coś Polskę 1994
- ECD 035 Kwartety smyczkowe. Karol Szymanowski, Witold Lutosławski, Krzysztof Penderecki, Krzysztof Meyer 1994
- ECD 036 Veni Sancte Spiritus: Henryk Mikołaj Górecki, Tadeusz Paciorkiewicz, Juliusz Łuciuk, Marian Sawa, Romuald Twardowski, Paweł Łukaszewski 1993
- ECD 037 Wały Jagiellońskie Etykieta zastępcza 1993 (wznowienie SX 2379)
- ECD 039 Leland Chen, Polska Orkiestra Kameralna, Yehudi Menuhin Yehudi Menuhin at the National Philharmonic in Warsaw (J.S. Bach, W.A. Mozart, E. Elgar, B. Bartók) 1993 (wznowienie SX 2151, SX 2152)
- ECD 042 różni wykonawcy Janusz Kondratowicz: Twoje przeboje 1993
- ECD 043 różni wykonawcy Andrzej Kuryło: Twoje przeboje 1995
- ECD 044 Władysław Komendarek Poławiacze sumień 1993
- ECD 045 Bohdan Łazuka My Life 1995
- ECD 049 Wiesław Ochman Ave Maria 1993
- ECD 050 różni wykonawcy Piotr Figiel: Twoje przeboje 1994
- ECD 053 różni wykonawcy Jarosław Kukulski: Twoje przeboje 1994
- ECD 056 Lora Szafran, Bernard Maseli Tylko Chopin
- ECD 058 Ordonka Miłość ci wszystko wybaczy 1995
- ECD 059 różni wykonawcy Andrzej Korzyński: Twoje przeboje 1995
- ECD 060 Anna Maria Stańczyk 24 Classic Hits 1995
- ECD 064 różni wykonawcy Marsz, marsz Polonia 1996
- ECD 067 Grzegorz Olkiewicz, Krzysztof Pełech Astor Piazzola – Histoire du tango 1996
- ECD 069 różni wykonawcy Dance Music 2 1996
- ECD 070 Frédérick Vaysse-Knitter Chopin – Liszt
- ECD 077 Aneta Łastik Ballady Bułata Okudżawy 1997 (wznowienie SX 1553)
- ECD 078 Zdzisława Sośnicka The best of 1997
- ECD 079 Alina Maria Mleczko Wiatr od morza
- ECD 080 Jerzy Mamcarz ...jeszcze tańczą ogrody 1997
- ECD 087 różni wykonawcy Polish Baroque Music – Jesu, spes mea 1999
- ECD 093 różni wykonawcy Każdemu wolno kochać i inne piosenki z polskich filmów 2001

### płyty kompaktowe PNCD

#### płyty o nr od 1 do 299
- PNCD 001 Lew Oborin, Alexandre Uninsky, Jakow Zak, Bella Dawidowicz International Chopin Piano Competitions. The Golden Twelve vol. 1 1990
- PNCD 002 Halina Czerny-Stefańska, Adam Harasiewicz International Chopin Piano Competitions. The Golden Twelve vol. 2 1990
- PNCD 003 Maurizio Pollini, Martha Argerich International Chopin Piano Competitions. The Golden Twelve vol. 3 1990
- PNCD 004 Krystian Zimerman, Garrick Ohlsson International Chopin Piano Competitions. The Golden Twelve vol. 4 1990
- PNCD 005 Đặng Thái Sơn, Stanisław Bunin International Chopin Piano Competitions. The Golden Twelve vol. 5 1990
- PNCD 006 Henryk Sztompka, Alexandre Uninsky, Jakow Zak, Halina Czerny-Stefańska, Fou Ts’ong International Chopin Piano Competitions. Best Mazurka Performances 1927-1955 1990
- PNCD 007 Irina Zarickaja, Martha Argerich, Garrick Ohlsson, Krystian Zimerman, Đặng Thái Sơn, Ewa Pobłocka, Marc Laforêt International Chopin Piano Competitions. Best Mazurka Performances 1960-1985 1990
- PNCD 008 Marta Sosińska, Piotr Paleczny, Krystian Zimerman, Tatiana Szebanowa, Đặng Thái Sơn, Stanisław Bunin International Chopin Piano Competitions. Best Polonaise Performances 1990
- PNCD 009 Ludmiła Jakubczak Tylko raz 1992
- PNCD 010 Mazowsze, Śląsk Kolędy. Christmas Carols 1990
- PNCD 011 Irena Santor, Adam Zwierz, Jerzy Połomski, Anna German Najpiękniejsze kolędy 1991
- PNCD 012 Regina Smendzianka Fryderyk Chopin Complete Works New Edition vol. 1 1989
- PNCD 013 Witold Małcużyński Fryderyk Chopin Complete Works New Edition vol. 2 1989
- PNCD 014 Jerzy Godziszewski Fryderyk Chopin Complete Works New Edition vol. 3 1989
- PNCD 015 Lidia Grychtołówna Fryderyk Chopin Complete Works New Edition vol. 4 1989
- PNCD 016 Marta Sosińska Fryderyk Chopin Complete Works New Edition vol. 5 1989
- PNCD 017 A/B różni wykonawcy Krzysztof Penderecki vol. 1 – St. Luke’s Passion / Threnody to the Victims of Hiroshima / Polymorphy / String Quartet No. 1 / Psalms of David / Dimensions of Time and Silence 1989
- PNCD 018 różni wykonawcy Krzysztof Penderecki vol. 2 – Utrenya 1989
- PNCD 019 różni wykonawcy Krzysztof Penderecki vol. 3 –  1989
- PNCD 020 różni wykonawcy Krzysztof Penderecki vol. 4 – Cello Concerto No. 2 / The Awakening of Jacob for orchestra / Adagietto from „Paradise Lost” / Concerto for viola and orchestra 1989
- PNCD 021 A/B różni wykonawcy Krzysztof Penderecki vol. 5 – Polish Requiem / Dies Irae 1989
- PNCD 022 Witold Małcużyński Plays Chopin 1989
- PNCD 023 różni wykonawcy Polkas from Poland 1989
- PNCD 024 Jan Ptaszyn Wróblewski Polish Jazz vol. 1 1989
- PNCD 025 Andrzej Trzaskowski Polish Jazz vol. 2 1989
- PNCD 026 Krzysztof Komeda Polish Jazz vol. 3 1989
- PNCD 027 Zbigniew Namysłowski Polish Jazz vol. 4 1989
- PNCD 028 Jazz Band Ball Orchestra Polish Jazz vol. 5 1989
- PNCD 029 Novi Singers Polish Jazz vol. 6 1989
- PNCD 030 Old Timers Polish Jazz vol. 7 1989
- PNCD 031 Tomasz Stańko Polish Jazz vol. 8 1989
- PNCD 032 Michał Urbaniak Polish Jazz vol. 9 1989
- PNCD 033 Adam Makowicz Polish Jazz vol. 10 1989
- PNCD 034 Krzysztof Zgraja Polish Jazz vol. 11 1989
- PNCD 035 Laboratorium Polish Jazz vol. 12 1989
- PNCD 036 Vistula River Brass Band Polish Jazz vol. 13 1989
- PNCD 037 Ewa Bem, Stanisław Sojka Polish Jazz vol. 14 1989
- PNCD 038 Jarosław Śmietana Polish Jazz vol. 15 1989
- PNCD 039 A/B Roman Maciejewski Requiem. Missa pro defunctis 1989
- PNCD 040 różni wykonawcy Witold Lutosławski vol. 1 – Lacrimosa / Symphony No. 1 / Concerto for Orchestra / Funeral Music for String Orchestra 1989
- PNCD 041 różni wykonawcy Witold Lutosławski vol. 2 – Venetian Games / Trois poèmes d’Henri Michaux / Symphony No. 2 1989
- PNCD 042 różni wykonawcy Witold Lutosławski vol. 3 – Postlude I / Paroles tissèes / Livre pour orchestre / Cello Concerto 1989
- PNCD 043 różni wykonawcy Witold Lutosławski vol. 4 – Preludes and Fugue / Mi-parti / Novelette 1989
- PNCD 044 różni wykonawcy Witold Lutosławski vol. 5 –  1989
- PNCD 045 różni wykonawcy Witold Lutosławski vol. 6 – Two Studies / Variations on a Theme of Paganini / Five Songs / String Quartet / Epitaph / Grave / Partita 1989
- PNCD 046 Michael Urbaniak Cinemode 1990
- PNCD 047 różni wykonawcy Mrągowo '89
- PNCD 048 różni wykonawcy Songs and Music From Various Regions (Polish Folk Music) 1990
- PNCD 049 The Sowa Family Band Songs and Music From Rzeszów Region (Polish Folk Music) 1990
- PNCD 050 Polish Radio National Symphony Orchestra, Antoni Wit Richard Strauss: Don Juan / Tod und Verklärung / Till Eulenspiegels lustige Streiche 1989
- PNCD 051 Concert Orchestra of Polish Army, Kazimierz Hilla, Edward Miller Polish Fantasy
- PNCD 052 Jerzy Erdman Feliks Nowowiejski: Organ Works 1990
- PNCD 053 Mazowsze Ukochany kraj. The Polish Song and Dance Ensemble (Polish Folk Music) 1990
- PNCD 054 Śląsk The State Folk Song and Dance Company (Polish Folk Music) 1990
- PNCD 055 Bronisława Kawalla Plays Bach 1990
- PNCD 056 A/B Jan Ekier Fryderyk Chopin: Mazurkas 1990
- PNCD 057 Janusz Laskowski ...Zanim rzucisz we mnie kamieniem... 1991
- PNCD 058 Orkiestra Symfoniczna Filharmonii Śląskiej, Karol Stryja Joseph Haydn: Symphonies 1990
- PNCD 059 Ko Iwasaki(inne języki), Polish National Radio Symphony Orchestra, Antoni Wit Dvorak: Cello Concerto Op. 104 / Tchaikovsky: Variations on a Roccoco Theme Op. 33 1990
- PNCD 061 Magda Fronczewska Wow! 1991
- PNCD 062 różni wykonawcy Karol Szymanowski vol. 1 –  1990
- PNCD 063 różni wykonawcy Karol Szymanowski vol. 2 – Stabat Mater / Symphony No. 3 „Song of the Night” / Demeter / Litany to the Virgin Mary 1990
- PNCD 064 różni wykonawcy Karol Szymanowski vol. 3 –  1990
- PNCD 065 różni wykonawcy Karol Szymanowski vol. 4 –  1990
- PNCD 066 różni wykonawcy Karol Szymanowski vol. 5 – Piano Works 1990
- PNCD 067 różni wykonawcy Karol Szymanowski vol. 6 – Songs for Voice and Piano 1990
- PNCD 070 The Wilanów String Quartet Ludwig van Beethoven: The Late String Quartets vol. 1 1990
- PNCD 071 The Wilanów String Quartet Ludwig van Beethoven: The Late String Quartets vol. 2 1990
- PNCD 072 The Wilanów String Quartet Ludwig van Beethoven: The Late String Quartets vol. 3 1990
- PNCD 073 Waldemar Malicki, Rinko Kobayashi Romantic Polish Piano Music (Ignacy Jan Paderewski, Aleksander Tansman) 1990
- PNCD 074 Emil Młynarski „II Koncert skrzypcowy D-dur op.16”, „Symfonia F-dur op. 14 Polonia” 1990
- PNCD 075 różni wykonawcy Marta Ptaszyńska: Concerto for Marimba and Orchestra / Songs of Despair and Loneliness / La Novella d’Inverno (Winter’s Tale) 1991
- PNCD 076 różni wykonawcy Marek Stachowski: Sapphic Odes / Divertimento / String Quartet No. 2 / Madrigali dell’estate 1991
- PNCD 078 różni wykonawcy Józef Elsner: Passio Domini nostri Jesu Christi in D minor Op. 65 1991
- PNCD 079 Michaj Burano Największe przeboje 1992 (wznowienie SX 2798; CK 1002)
- PNCD 080 różni wykonawcy Słynne arie operowe 1993
- PNCD 081 Ada Rusowicz Największe przeboje 1992 (wznowienie SX 2995; CK 1177)
- PNCD 082 Budka Suflera Ona przyszła prosto z chmur 1991 (wznowienie SX 1892; CK 1303)
- PNCD 083 Bemibek / Bemibem Bemowe frazy 1992 (wznowienie N 0671, SX 1013)
- PNCD 084 Breakout Karate 1991 (wznowienie SXL 0858)
- PNCD 085 Polanie Polanie 1991 (wznowienie XL 0438, SX 2249; CK 1309)
- PNCD 086 Cantores Minores Wratislavienses, Edmund Kajdasz Giovanni Pierluigi da Palestrina: Missa Papae Marcelli / Missa Tu es Petrus / Motet Tu es Petrus 1991
- PNCD 087 Ryszard Karczykowski Twoim jest serce me. Słynne arie operetkowe 1991
- PNCD 088 różni wykonawcy Echa Ojczyzny 1991
- PNCD 089 Syndia Syndia 1992 (wznowienie SX 2961)
- PNCD 090 Kombi 15 lat 1990 (wznowienie SX 2926; CK 1099)
- PNCD 091 Irek Dudek Bands of 80's 1991 (wznowienie SX 2965; CK 1146)
- PNCD 092 różni wykonawcy Stanisław Moniuszko: Halka (montaż muzyczny) 1992
- PNCD 093 różni wykonawcy Stanisław Moniuszko: Straszny dwór (montaż muzyczny) 1992
- PNCD 094 Tadeusz Nalepa Bluesbreakout 1971–1972 1991
- PNCD 095 Tadeusz Nalepa To mój blues vol. 1
- PNCD 096 Tadeusz Nalepa To mój blues vol. 2
- PNCD 097 Marek Grechuta Krajobraz pełen nadziei 1992 (wznowienie SX 2729)
- PNCD 098 Chór i Orkiestra Polskiego Radia Płonie ognisko. Piosenki harcerskie 1992 (wznowienie SXL 0321)
- PNCD 099 Wojciech Młynarski Młynarski w Ateneum. Recital '86 1991 (wznowienie SX 2500; CK 590)
- PNCD 100 Michał Urbaniak Songs for Poland 1991 (wznowienie SX 2960; CK 1134)
- PNCD 101 Skaldowie Greatest Hits of Skaldowie vol. 1 1991 (wznowienie SX 2977; 3-cassette box CK 1171-3)
- PNCD 102 Skaldowie Greatest Hits of Skaldowie vol. 2 1991 (wznowienie SX 2990; 3-cassette box CK 1171-3)
- PNCD 103 Zdzisława Sośnicka Musicale (polska wersja językowa) 1990 (wznowienie SX 2877)
- PNCD 104 Zdzisława Sośnicka Musicals (angielska wersja językowa) 1990 (wznowienie SX 2878)
- PNCD 105 Ignacy Jan Paderewski „Koncert fortepianowy a-moll op.17”, „Fantazja polska” na fortepian i orkiestrę op.19 1991
- PNCD 106 Ryszard Rynkowski Szczęśliwej drogi już czas 1991 (wznowienie SX 2980; CK 1162)
- PNCD 107 Mietek Szcześniak Niby nowy 1991 (wznowienie SX 2992; CK 1174)
- PNCD 108 Lora Szafran W Górę głowa 1991 (wznowienie SX 2993; CK 1175)
- PNCD 109 Krzysztof Klenczon Muzyka z tamtej strony dnia 1991 (wznowienie SX 2996, SX 2997)
- PNCD 110 Artur Stefanowicz, Sinfonia Varsovia, Karol Teutsch Wolfgang Amadeus Mozart: Rare Opera Arias 1991
- PNCD 111 Sława Przybylska Ballady i piosenki 1992
- PNCD 112 Michał Bajor Live 1993 (wznowienie SX 2515)
- PNCD 113 Zygmunt Krauze „Aus Aller Welt Stammende” i inne utwory 1992
- PNCD 116 Irena Santor Miło wspomnieć 1993
- PNCD 117 Kwartet Jorgi Kwartet Jorgi vol. 1 i 2 1992
- PNCD 118 Anna German Zakwitnę różą. Recital piosenek 1991
- PNCD 119 Big Cyc Nie wierzcie elektrykom 1991 (wznowienie SX 3010; CK 1192)
- PNCD 121 Stanisław Syrewicz, Michał Lorenc Ferdydurke 1991 (wznowienie SX 3027; CK 1208)
- PNCD 122 Halina Kunicka Przeboje dni i nocy 1992
- PNCD 123 Nahorny i Jego Orkiestra Obejmij mnie 1991 (wznowienie SX 3030; CK 1212)
- PNCD 124 różni wykonawcy Najpiękniejsze arie operetkowe 1993
- PNCD 125 Marek Grechuta & Anawa Ocalić od zapomnienia 1991 (wznowienie SX 2869; CK 1095)
- PNCD 126 Fabio Bidini(inne języki) Plays Chopin 1991
- PNCD 127 A/B Chopin Trio Mozart: Complete Works For Piano Trio 1991
- PNCD 128 Maria Koterbska Viva Maria
- PNCD 129 Miłosz Magin „Stabat Mater” i inne utwory 1992
- PNCD 130 Czerwone Gitary The Best of Czerwone Gitary 1991
- PNCD 131 Ewa Kuklińska My Style 1991 (wznowienie SX 3036; CK 1218)
- PNCD 132 Chór Archikatedry Warszawskiej Gaude Mater Polonia 1991
- PNCD 133 Bułat Okudżawa Życzenia dla przyjaciół 1991 (wznowienie SX 3038; CK 1219)
- PNCD 134 Ryszard Karczykowski, Poznańskie Słowiki, Orkiestra Filharmonii Poznańskiej, Stefan Stuligrosz, Andrzej Tatarski Laudate Dominum Omnes Gentes 1992 (wznowienie SX 3037)
- PNCD 135 różni wykonawcy Requiem d-moll Kv 626
- PNCD 136 Konstanty Andrzej Kulka, Orkiestra Kameralna Filharmonii Narodowej, Karol Teutsch Antonio Vivaldi: Cztery Pory Roku 1991
- PNCD 137 Orkiestra Symfoniczna Filharmonii Narodowej, Wielka Orkiestra Symfoniczna PRiTV, Jerzy Katlewicz, Stanisław Wisłocki, Jerzy Semkow Słynne uwertury (Mozart, Beethoven, Rossini) 1991
- PNCD 138 Eleni Golden Greats 1991
- PNCD 139 Anna Jantar Nic nie może wiecznie trwać 1991
- PNCD 140 Violetta Villas Dla Ciebie miły 1992
- PNCD 141 Orkiestra Symfoniczna Filharmonii Narodowej, Witold Rowicki Maurice Ravel: Bolero / Felix Mendelssohn-Bartholdy: Sen Nocy Letniej 1991
- PNCD 142 Wanda Wiłkomirska, Warsaw National Philharmonic Symphony Orchestra, Witold Rowicki Violin Concertos (Karłowicz, Szymanowski) 1991 (wznowienie XL 0113, XL 0179)
- PNCD 144 różni wykonawcy Sweet Love Song For You 1991 (wznowienie SX 3045; CK 1233)
- PNCD 145 Proletaryat Proletaryat II 1991
- PNCD 146 Mazowsze, Śląsk Najpiękniejsza jest nasza ojczyzna
- PNCD 148 Stan Getz In Warsaw 1991 (wznowienie SX 3007)
- PNCD 149 Tadeusz Nalepa Absolutnie 1991 (wznowienie SX 3011; CK 1193)
- PNCD 151 Różni wykonawcy The Best Of Bach 1991
- PNCD 152 Orkiestra Symfoniczna Filharmonii Łódzkiej, Henryk Czyż Edward Grieg: Peer Gynt 1991
- PNCD 154 Budka Suflera Cień wielkiej góry 1991 (wznowienie SX 1264)
- PNCD 155 Wojciech Młynarski Wojciech Młynarski śpiewa swoje piosenki 1991 (wznowienie SXL 0369)
- PNCD 156 Janusz Laskowski Kolorowe jarmarki 1991 (wznowienie SX 1977)
- PNCD 158 Bolter The Best... 1991
- PNCD 159 Johann Strauss – Nad pięknym modrym Dunajem
- PNCD 160 różni wykonawcy Mój pierwszy bal. Piosenki Agnieszki Osieckiej 1991
- PNCD 161 Natalia The Best of 1991
- PNCD 162 Budka Suflera Przechodniem byłem między wami 1991 (wznowienie SX 1398)
- PNCD 163 Marlena Drozdowska Dziewczyna glina 1991 (wznowienie SX 3046; CK 1235)
- PNCD 164 Dire Straits On Every Street 1991 (wznowienie SX 3055; CK 1246)
- PNCD 165 Mieczysław Wojnicki Mieczysław Wojnicki 1991
- PNCD 167 Jacek Kaczmarski Krzyk 1991 (wznowienie SX 2345; CK 895)
- PNCD 168 Zayazd Wypij do dna 1991
- PNCD 169 Stasiek Wielanek & Kapela Warszawska Tylko o Lwowie 1995
- PNCD 171 Tadeusz Nalepa Sen szaleńca 1987 (wznowienie SX 2437)
- PNCD 172 Różni wykonawcy Przeboje muzyki klasycznej w wykonaniach orkiestrowych 1992
- PNCD 173 Young Power Young Power 1991 (wznowienie SX 2525, SX 2797; CK 654, CK 876)
- PNCD 174 Duet Stela (Stasiek Wielanek & Ela Szaniewska) Disko dla 40-latków
- PNCD 175 Ziyo Witajcie w teatrze cieni 1991 (wznowienie SX 2874; CK 992)
- PNCD 176 Janusz Gniatkowski Z piosenką przez świat 1991 (wznowienie SX 2817)
- PNCD 177 Dire Straits Making Movies 1991 (wznowienie SX 3062; CK 1250)
- PNCD 178 Wojciech Gąssowski Gdzie się podziały tamte prywatki 1991 (wznowienie SX 2821; CK 941)
- PNCD 179 Zayazd Kolędy 1991
- PNCD 180 Jan Kiepura Arie operowe / Pieśni i piosenki filmowe 1995
- PNCD 181 Breakout Kamienie 1991 (wznowienie SXL 1140)
- PNCD 182 Stan Borys The Best of Stan Borys 1991
- PNCD 183 Dżem Cegła 1991 (wznowienie SX 2236)
- PNCD 184 Test (Wojciech Gąssowski) Test 1992 (wznowienie SX 1982)
- PNCD 185 Cygański Zespół Pieśni i Tańca „Roma” Gypsy Music 1991
- PNCD 186 Maryla Rodowicz Absolutnie nic 1992 (wznowienie SX 3067; CK 1270)
- PNCD 188 Acid Drinkers Are You a Rebel? 1991 (wznowienie SX 2918; CK 1065)
- PNCD 190 Duke Ellington & Count Basie First Time! The Count Meets The Duke 1992 (wznowienie SX 0403)
- PNCD 191 Budka Suflera 1974–1984 1992 (wznowienie SX 2180)
- PNCD 192 Piersi Piersi 1992 (wznowienie CK 1304)
- PNCD 193 Różni wykonawcy Piosenki dla mojej matki 1992
- PNCD 194 Kalina Jędrusik Kalinowe serce 1992
- PNCD 195 Recydywa Równowaga strachu 1992 (wznowienie SX 2651; CK 762)
- PNCD 196 Talking Pictures Talking Pictures 1992 (wznowienie SX 3080; CK 1308)
- PNCD 197 Pabieda To jeszcze nie koniec! 1992 (wznowienie SX 3001)
- PNCD 198 Mieczysław Fogg Starszy pan 1992
- PNCD 199 Kama-X Na drzewie 1992 (wznowienie CK 1315)
- PNCD 200 różni wykonawcy Listy śpiewające i nie tylko... Piosenki Adama Sławińskiego 1994
- PNCD 201 Irena Santor Gdy się Chrystus rodzi. Irena Santor śpiewa kolędy i pastorałki 1992 (wznowienie SX 0510, SX 0900)
- PNCD 203 Halina Frąckowiak, Alicja Majewska, Andrzej Zaucha, Włodzimierz Korcz Kolędy w Teatrze STU – Live 1992 (wznowienie SX 3065/6; 3-cassette box CK 1275/7)
- PNCD 205 Henri Seroka Music From Jacek Bromski Films 1993
- PNCD 206 Henri Seroka My Best Songs 1993
- PNCD 207 Henri Seroka 4 Nature 1993
- PNCD 208 Jarema Stępowski Taksówkarz warszawski 1993
- PNCD 209 Marta Mirska  Pierwszy siwy włos
- PNCD 210 Czerwone Gitary To właśnie my 1993 (wznowienie SX 2231)
- PNCD 211 Drupi Drupi 1993 (wznowienie SX 1870)
- PNCD 212 Czerwone Gitary Port piratów 1993 (wznowienie SX 1382)
- PNCD 213 Krystyna Szczepańska, Bogdan Paprocki, Andrzej Hiolski, Alina Bolechowska, Chór i Orkiestra Filharmonii Narodowej, Jerzy Semkow Georges Bizet: Carmen (montaż muzyczny) 1993
- PNCD 214 Nasza Basia Kochana Nasza Basia Kochana 1993 (wznowienie SX 1926; CK 390)
- PNCD 215 Stefania Woytowicz, Wielka Orkiestra Symfoniczna PRiTV w Katowicach, Jerzy Katlewicz Henryk Mikołaj Górecki: III Symfonia 1993 (wznowienie SX 1648)
- PNCD 216 Irena Santor Warszawa ja i ty 1993
- PNCD 217 Yoshimi Tsubaki, Wielka Orkiestra Symfoniczna PRiTV w Katowicach, Wojciech Czepiel Fryderyk Chopin: Piano Concerto No. 1 / Nocturne Op. 9 No. 3 / Nocturne Op. 32 No. 1 1993
- PNCD 218 Stanisław Sojka Radioaktywny 1993 (wznowienie SX 2661; CK 771)
- PNCD 219 Stenia Kozłowska Do szczęścia blisko 1993
- PNCD 220 Ewa Bandrowska-Turska, Nelly Bogacka, Maria Kunińska-Opacka, Jerzy Lefeld, Andrzej Hiolski, Sergiusz Nadgryzowski Stanisław Moniuszko: Pieśni 1993
- PNCD 221 Jerzy Połomski Moja młodość 1993
- PNCD 222 Wiesław Ochman, Barbara Nieman, Włodzimierz Denysenko, Zdzisław Klimek, Anna Malewicz, Chór i Orkiestra Teatru Wielkiego w Warszawie, Zdzisław Górzyński Charles Gounod: Faust (montaż muzyczny) 1993
- PNCD 224 różni wykonawcy Gitarmania 1994
- PNCD 225 Orkiestra Taneczna Polskiego Radia, Edward Czerny Zatańczmy jeszcze raz 1993
- PNCD 226 A/B Giuseppe Verdi Requiem
- PNCD 227 różni wykonawcy Góralska muzyka / Highlanders Music (Polish Folk Music) 1993
- PNCD 228 Bogdan Paprocki, Andrzej Hiolski, Krystyna Jamroz, Krystyna Szostek-Radkowa, Jan Góralski, Chór i Orkiestra Teatru Wielkiego w Warszawie, Zdzisław Górzyński Giuseppe Verdi: Trubadur (montaż muzyczny) 1993
- PNCD 229 Irena Santor Piosenki stare jak świat 1993
- PNCD 231 Marek Grechuta Jeszcze pożyjemy 1993
- PNCD 233 Henryk Mikołaj Górecki „Beatus Vir”, „Ad Matrem”, „Trzy utwory w dawnym stylu na orkiestrę smyczkową” 1993
- PNCD 234 różni wykonawcy Przeboje muzyki klasycznej II 1995
- PNCD 235 różni wykonawcy Stefan Rachoń przypomina 1993
- PNCD 237 Dżamble i Andrzej Zaucha Dżamble i Andrzej Zaucha
- PNCD 238 Trzy Korony Krzysztof Klenczon i Trzy Korony 1993
- PNCD 240 Ryszard Karczykowski The Best Of 1993
- PNCD 241 Locomotiv GT In Warsaw 1993
- PNCD 242 Karol Szymanowski Harnasie 1993
- PNCD 243 Tercet Egzotyczny Zostaniemy na tej ziemi... 1993
- PNCD 244 Dwa + Jeden Wyspa dzieci 1993 (wznowienie SX 1212)
- PNCD 245 Paulos Raptis Pieśni neapolitańskie 1993
- PNCD 246 Ludwik Sempoliński Kropelka wspomnień 1993
- PNCD 247 różni wykonawcy Stanisław Moniuszko: Verbum Nobile 1993
- PNCD 248 różni wykonawcy Nie zadzieraj nosa... Przeboje Marka Gaszyńskiego 1993
- PNCD 249 różni wykonawcy Przeboje polskiego beatu. Szalone lata 60 vol. 1 1993
- PNCD 250 różni wykonawcy Przeboje polskiego beatu. Szalone lata 60 vol. 2 1993
- PNCD 251 różni wykonawcy Przeboje polskiego beatu. Szalone lata 60 vol. 3 1993
- PNCD 252 różni wykonawcy Oberki (Polish Folk Music) 1993
- PNCD 254 Orkiestra Uliczna z Chmielnej Chryzantemy złociste 1995
- PNCD 255 Stasiek Wielanek & Kapela Warszawska The Old Hits – Znakiem tego... 1993
- PNCD 256 Krystyna Szostek-Radkowa Recital operowy 1994
- PNCD 257 Alicja Majewska Jeszcze się tam żagiel bieli. The best of 1994
- PNCD 258 różni wykonawcy Kujawiaki (Polish Folk Music) 1994
- PNCD 259 Wiesław Ochman The Best Of 1995
- PNCD 261 Leonard Mróz Opera recital 1994
- PNCD 262 Super Duo 3 1994 (wznowienie CK 1355)
- PNCD 263 Krystyna Prońko Supersession II Live (1997)
- PNCD 264 Paweł Sławomir Szymański Niecierpliwość 1996
- PNCD 265 Ali-Babki Remanent
- PNCD 266 Wojciech Gąssowski Party 1994 (wznowienie SX 2623)
- PNCD 268 Poznańskie Słowiki Hej kolęda, kolęda... The Poznań Nightingales Sing Christmas Carols 1994
- PNCD 269 Jerzy Połomski Przedwojenne przeboje 1994
- PNCD 270 Maria Koterbska Jubileusz 1994
- PNCD 271 różni wykonawcy Słynne arie operowe 2
- PNCD 272 Krzysztof Jakowicz Polskie miniatury skrzypcowe (wznowienie SXL 0909)
- PNCD 273 Elżbieta Wojnowska Songi Brechta 1994
- PNCD 274 różni wykonawcy Mazury (Polish Folk Music) 1994
- PNCD 275 Maria Fołtyn Arie operowe
- PNCD 276 różni wykonawcy Nazywano nas dziećmi Belzebuba 1994
- PNCD 277 różni wykonawcy Orkiestra Taneczna Polskiego Radia dyryguje Jan Cajmer 1997
- PNCD 279 różni wykonawcy Krakowiaki (Polish Folk Music) 1994
- PNCD 280 Anna German Nasza ścieżka 1994
- PNCD 281 różni wykonawcy Warszawo, piękna Warszawo... 1994
- PNCD 282 Rena Rolska Wszystko co mam 1994
- PNCD 283 Marek & Wacek Play Favourite Melodies 1994 (wznowienie XL/SXL 0464)
- PNCD 284 różni wykonawcy Polonezy (Polish Folk Music) 1994
- PNCD 286 Niebiesko-Czarni Naga 1995 (wznowienie SXL 0881, SXL 0882)
- PNCD 287 Tercet Egzotyczny Pamelo żegnaj 1994
- PNCD 288 różni wykonawcy Ryszard Sielicki. Na Francuskiej i inne piosenki 1997
- PNCD 289 Stanisław Grzesiuk Szemrane piosenki 1995
- PNCD 290 Czesław Niemen Sen o Warszawie 1995
- PNCD 291 Dwa Plus Jeden Nowy wspaniały świat 1995 (wznowienie SXL 0866)
- PNCD 292 Czerwono-Czarni Katarzyna Gärtner – Pan przyjacielem moim – msza beatowa (wznowienie XL 0475)
- PNCD 293 różni wykonawcy Słynne tanga
- PNCD 294 różni wykonawcy Słynne walce 1995
- PNCD 295 różni wykonawcy Jerzy Petersburski: Tango milonga / Zygmunt Wiehler: Maleńki znak 1995
- PNCD 296 Jerzy Michotek Lwowiak z gitarą 1995
- PNCD 297 Joanna Rawik Recital 1995
- PNCD 298 różni wykonawcy Piosenki Wojciecha Piętowskiego
- PNCD 299 różni wykonawcy Jeszcze wczoraj 1995

#### płyty o nr od 300 do 600
- PNCD 300 różni wykonawcy Fryderyk Chopin: Dzieła wszystkie – Z wielkich tradycji pianistyki polskiej 1995
- PNCD 301 A/B Maria Wiłkomirska, Kazimierz Wiłkomirski, Jan Ekier Fryderyk Chopin: Dzieła wszystkie – Sonaty 1995
- PNCD 302 Regina Smendzianka Fryderyk Chopin: Dzieła wszystkie – Walce 1995
- PNCD 303 Halina Czerny-Stefańska, Bolesław Woytowicz, Barbara Hesse-Bukowska Fryderyk Chopin: Dzieła wszystkie – Preludia 1995
- PNCD 304 Bolesław Woytowicz Fryderyk Chopin: Dzieła wszystkie – Etiudy 1995
- PNCD 305 Halina Czerny-Stefańska, Regina Smendzianka, Orkiestra Filharmonii Narodowej, Witold Rowicki Fryderyk Chopin: Dzieła wszystkie – Koncerty 1995
- PNCD 308 różni wykonawcy Fryderyk Chopin: Dzieła wszystkie – Utwoty z orkiestrą 1995
- PNCD 309 Władysław Szpilman, Tadeusz Wroński, Aleksander Ciechański, Halina Kowalska Fryderyk Chopin: Dzieła wszystkie – Utwory kameralne 1995
- PNCD 311 Lidia Grychtołówna, Regina Smendzianka, Barbara Hesse-Bukowska, Halina Czerny-Stefańska Fryderyk Chopin: Dzieła wszystkie – Drobne utwory 1995
- PNCD 314 Jan Ekier, Jerzy Żurawlew Fryderyk Chopin: Dzieła wszystkie – Ballady 1995
- PNCD 315 Stefania Woytowicz, Andrzej Bachleda, Wanda Klimowicz Fryderyk Chopin: Dzieła wszystkie – Pieśni 1995
- PNCD 316 Ewa Osińska, Polish Chamber Orchestra, Jerzy Maksymiuk Wolfgang Amadeus Mozart: Koncerty Fortepianowe / Piano Concertos 1995
- PNCD 317 różni wykonawcy Wojenko, wojenko 1995
- PNCD 318 różni wykonawcy Piosenki Bogdana Loebla
- PNCD 319 Wiesław Ochman Pieśni kompozytorów polskich
- PNCD 320 Duet Stela (Stasiek Wielanek & Ela Szaniewska) Melodie miłości
- PNCD 321 Stasiek Wielanek & Kapela Warszawska Chodź na piwko
- PNCD 322 Hanna Rumowska-Machnikowska Stanisław Moniuszko. Pieśni i arie 1995
- PNCD 323 Chór Archikatedry Warszawskiej Bóg się rodzi 1995
- PNCD 324 Mazowsze W Olszynie / In The Alder Grove (Polish Folk Music) 1995
- PNCD 326 różni wykonawcy Cicha noc
- PNCD 327 Krystyna Szostek-Radkowa, Kazimierz Pustelak W dzień Bożego Narodzenia – Kolędy
- PNCD 328 Arturo Benedetti Michelangeli, Orkiestra Symfoniczna Filharmonii Narodowej, Witold Rowicki Live 1955, Warsaw 1996
- PNCD 329 różni wykonawcy Przeboje Świata
- PNCD 330 Teresa Tutinas Jak cię miły zatrzymać
- PNCD 331 różni wykonawcy Bogusław Klimczuk. Czarny Alibaba i inne piosenki 1996
- PNCD 333 Marek Kudlicki plays organ works on B-A-C-H
- PNCD 335 Tadeusz Chyła, Silna Grupa pod Wezwaniem Ballady
- PNCD 336 Kazimierz Grześkowiak, Silna Grupa pod Wezwaniem Chłop żywemu nie przepuści 1996
- PNCD 337 Piotr Szczepanik Wspomnienia
- PNCD 338 Stanisław Moniuszko Arie 1996
- PNCD 339 Natasza Zylska Bajo-bongo 1996
- PNCD 340 Bogusław Wyrobek Legenda 2000
- PNCD 342 SBB SBB 1 (SBB) 1997 (wznowienie SXL 1142; CK 1432)
- PNCD 343 Maciej Kossowski Nie mówię żegnaj
- PNCD 347 różni wykonawcy Marek Sart. Komu piosenkę... 1997
- PNCD 348 Stanisław Moniuszko Śpiewnik domowy 2 1996
- PNCD 349 Stanisław Moniuszko Śpiewnik domowy 1996
- PNCD 350 Wojciech Młynarski Recital '71
- PNCD 351 Arturo Benedetti Michelangeli Live 1955, Warsaw (Vol. 2)
- PNCD 352 Czesław Niemen Sen o Warszawie (Niemen od początku I) 1995
- PNCD 353 Czesław Niemen Dziwny jest ten świat (Niemen od początku II) 1996 (wznowienie X 0411)
- PNCD 354 Czesław Niemen Sukces (Niemen od początku III) 1996
- PNCD 355 Czesław Niemen Czy mnie jeszcze pamiętasz? (Niemen od początku IV) 1996 (wznowienie XL 0516)
- PNCD 356 Czesław Niemen Enigmatic (Niemen od początku V) 1996 (wznowienie SXL 0576)
- PNCD 364 Różni wykonawcy Przystanek Woodstock ’96. Dzień pierwszy – 12 lipca 1996 1997
- PNCD 365 Różni wykonawcy Przystanek Woodstock ’96. Dzień drugi – 13 lipca 1996 1997
- PNCD 366 Różni wykonawcy Przystanek Woodstock ’96. Dzień trzeci – 14 lipca 1996 1997
- PNCD 367 Różni wykonawcy, Orkiestra Taneczna PR pod Dyr. Kazimierza Turewicza Kazimierz Turewicz
- PNCD 368 Trubadurzy Trubadurzy śpiewają piosenki Sławomira Kowalewskiego 1997
- PNCD 369 Stefania Woytowicz Pieśni i arie
- PNCD 370 Felicjan Andrzejczak Świat miłować 1997
- PNCD 371 SBB SBB 2 (Nowy horyzont) & SBB 3 (Pamięć) 1997 (wznowienie SX 1206, SX 1345; CK 1444)
- PNCD 372 Violetta Villas Jestem taka, a nie inna 1997
- PNCD 373 różni wykonawcy Wspomnij mnie
- PNCD 374 Jerzy Połomski Warszawa moja miłość 1997
- PNCD 375 Adam Zwierz Recital
- PNCD 376 Andrzej Dąbrowski Zielono mi
- PNCD 377 Paru Trójwymiar 1997
- PNCD 378 różni wykonawcy 70. w skali Beauforta vol. 1 – 10. w skali Beauforta 1997
- PNCD 379 różni wykonawcy 70. w skali Beauforta vol. 2 – Jadą wozy kolorowe 1997
- PNCD 380 różni wykonawcy 70. w skali Beauforta vol. 3 – Nie przejdziemy do historii 1997
- PNCD 381 Kazimierz Pustelak Recital. Arie operowe i operetkowe. Pieśni popularne i patriotyczne
- PNCD 383 Alicja Majewska Świat w kolorze nadziei 1997
- PNCD 384 różni wykonawcy Witold Rudziński: Odprawa posłów greckich / Wariacje i fuga na perkusję solo 1998
- PNCD 385 Andrzej Hiolski Pieśni (Fryderyk Chopin / Mieczysław Karłowicz) (Perły i perełki Polskich Nagrań) 1997
- PNCD 386 Katarzyna Bovery Daj mi zachować wspomnienia 1997
- PNCD 387 Duet Stela (Stasiek Wielanek & Ela Szaniewska) Tanga
- PNCD 390 Czerwone Gitary Największe przeboje Czerwonych Gitar vol. 1 (seria z dinozaurem vol. 2) 1997
- PNCD 391 Jerzy Erdman Tabulatura Gdańska 1591 / The Gdańsk Tabulature 1591 1997
- PNCD 392 Kazimierz Kowalski Na scenie życia
- PNCD 393 Niebiesko-Czarni Mamy dla was kwiaty
- PNCD 394 Halina Frąckowiak Geira / Ogród Luizy 1998
- PNCD 395 SBB SBB 4 (Ze słowem biegnę do ciebie) 1997 (wznowienie SX 1434; CK 1465)
- PNCD 396 Antoni Majak Arie i pieśni (Perły i perełki Polskich Nagrań) 1997
- PNCD 397 A/B Bogdan Paprocki Arie operowe
- PNCD 398 Zdzisława Donat Arie
- PNCD 399 Duet Stela (Stasiek Wielanek & Ela Szaniewska) Złote Przeboje / Golden Hits 1998
- PNCD 400 Jan Ptaszyn Wróblewski Polish Jazz Quartet 1996
- PNCD 401 Wojciech Młynarski Dziewczyny bądźcie dla nas dobre na wiosnę / Obiad rodzinny (wznowienie XL 0480 / SXL 0602)
- PNCD 403 Bogdan Paprocki Pieśni i arie
- PNCD 405 Irena Santor Przeboje Moniuszki (Perły i perełki Polskich Nagrań) 1998
- PNCD 406 Grająca Tabakierka Z balowego karnetu 1998 (wznowienie SX 1211, SX 1756)
- PNCD 407 SBB SBB 5 (Memento z banalnym tryptykiem) 1998 (wznowienie SX 1966; CK 1477)
- PNCD 410 Trubadurzy Będziesz Ty, 1998 (wznowienie SX 0992)
- PNCD 412 Trubadurzy Kochana 1998
- PNCD 413 Stasiek Wielanek Klezmer – Instrumental Collection
- PNCD 414 A/B Barbara Dunin, Zbigniew Kurtycz Cicha woda
- PNCD 415 Wanda Polańska Arie i pieśni operetkowe i musicalowe (Perły i perełki Polskich Nagrań)
- PNCD 416 Stasiek Wielanek & Kapela Warszawska Piosenki Legionów Polskich
- PNCD 417 Bernard Ładysz Arie i pieśni (Perły i perełki Polskich Nagrań)
- PNCD 418 Lucyna Arska Na cygańską nutę (wznowienie SX 1661)
- PNCD 419 Anna Maria Stańczyk Plays Liszt
- PNCD 420 Czerwone Gitary Największe przeboje Czerwonych Gitar vol. 2 (seria z dinozaurem vol. 4) 1998
- PNCD 421 Ryszard Tarasiewicz Ty jedna zostań ze mną
- PNCD 422 Eleni Ty – jak niebo, ja – jak obłok (wznowienie SX 1986)
- PNCD 423 Andrzej Rutkowski Piosenki Andrzeja Rutkowskiego
- PNCD 426 Ewa Osińska Portret
- PNCD 427 Jerzy Połomski Kolędy i pastorałki
- PNCD 432 A/B Kazimierz Wiłkomirski Bach – Suity
- PNCD 433 A/B Alibabki ...Bez nas ani rusz... 1998
- PNCD 434 Mieczysław Wojnicki Jak w serenadzie
- PNCD 436 Krystyna Jamroz Arie operowe (Perły i perełki Polskich Nagrań)
- PNCD 437 Jolanta Kubicka Światło w lesie (wznowienie SXL 0797)
- PNCD 438 różni wykonawcy Najpiękniejsze ballady lat 60. (seria z dinozaurem vol. 6) 2000
- PNCD 439 Renata Kretówna Zbuntowana... 1999
- PNCD 440 różni wykonawcy Miłość i serenady 2000
- PNCD 443 Marek „Zefir” Wójcicki Solo 1999
- PNCD 445 A/B Ewa Demarczyk Ewa Demarczyk śpiewa piosenki Zygmunta Koniecznego (wznowienie SX, SXL 0318)
- PNCD 446 Waldemar Kocoń Przeobrażenia 2000
- PNCD 448 Trubadurzy Moje rodzinne małe miasteczko – Trubadurzy śpiewają piosenki Mariana Lichtmana
- PNCD 449 Paulos Raptis Opera Arias 1999
- PNCD 450 Irena Santor Moje piosenki vol. 1 1999
- PNCD 451 Irena Santor Moje piosenki vol. 2 1999
- PNCD 452 Irena Santor Moje piosenki vol. 3 1999
- PNCD 453 Irena Santor Moje piosenki vol. 4 1999
- PNCD 454 Irena Santor Moje piosenki vol. 5 1999
- PNCD 455 A/B Irena Santor Moje piosenki vol. 6 1999
- PNCD 456 A/B Irena Santor Moje piosenki vol. 7 1999
- PNCD 457 A/B Irena Santor Moje piosenki vol. 8 1999
- PNCD 458 Irena Santor Moje piosenki vol. 9 1999
- PNCD 459 Irena Santor Moje piosenki vol. 10 1999
- PNCD 460 Irena Santor Moje piosenki vol. 11 1999
- PNCD 461 Irena Santor Moje piosenki vol. 12 1999
- PNCD 462 Irena Santor Moje piosenki vol. 13 1999
- PNCD 471 A/B Witold Rowicki Rowicki: Koncerty fortepianowe (seria ...dyryguje Witold Rowicki; Wielcy romantycy)
- PNCD 472 A/B Witold Rowicki Rowicki: Koncerty fortepianowe 2 (seria ...dyryguje Witold Rowicki; Symfonie klasyczne)
- PNCD 473 A/B Witold Rowicki Rowicki: Koncerty fortepianowe 3 (seria ...dyryguje Witold Rowicki; Dzieła kompozytorów polskich I)
- PNCD 474 A/B Witold Rowicki Szymanowski, Bacewicz, Baird, Kilar, Lutosławski, Penderecki, Serocki (seria ...dyryguje Witold Rowicki; Dzieła kompozytorów polskich II) 1999
- PNCD 475 A/B Witold Rowicki Rowicki: Koncerty fortepianowe 5 (seria ...dyryguje Witold Rowicki; Kompozytorzy rosyjscy)
- PNCD 476 Danuta Stankiewicz Biała gwiazdka
- PNCD 477 Teresa Kubiak Recital operowy
- PNCD 478 Ewa Śnieżanka Kochaj mnie tak, jak ja Ciebie...
- PNCD 479 Jolanta Kubicka Tango
- PNCD 480 różni wykonawcy Joseph Haydn: Msza d-moll „Nelsońska” / Te Deum 1999
- PNCD 481 różni wykonawcy Ludwig van Beethoven: V Symfonia c-moll op. 67 / Msza C-dur op. 86 1999
- PNCD 483 Męski Zespół Muzyki Cerkiewnej Pod Dyr. Ks. Jerzego Szurbaka Wielki Post – Pascha
- PNCD 484 Zdzisław Soszka Recital 2000
- PNCD 485 Wiesław Ochman Piękny jest ten świat
- PNCD 486 A/B Barbara Abramowicz, Wiktor Łyjak Felix Mendelssohn-Bartholdy: Organ & Vocal Works 2000
- PNCD 487 Artur Rubinstein Plays Chopin
- PNCD 488 Adam Zwierz Kolędy
- PNCD 489 Renata Kretówna Czas uderza 2000
- PNCD 490 Barbara Rybałtowska Fantazyja
- PNCD 491 Przemysław Gintrowski Raport z oblężonego miasta 1999 (wznowienie SX 2885)
- PNCD 494 A/D Jerzy Semkow Conducts Mozart Symfonies
- PNCD 496 Paulos Raptis Piosenki greckie / Greek Songs 2000
- PNCD 497 Novi Singers Bossa Nova / Torpedo 2000 (wznowienie XL 0415, XL/SXL 0657)
- PNCD 498 Bogumił Kłodkowski, Kapela Czerniakowska O rany! Jeziorany
- PNCD 499 Dziewulscy Sen portiera
- PNCD 500 Kabaret Starszych Panów Piosenka jest dobra na wszystko
- PNCD 501 różni wykonawcy Sonaty fortepianowe
- PNCD 503 Władysław Kędra, Orkiestra Symfoniczna Filharmonii Narodowej w Warszawie, dyr. Jan Krenz George Gershwin – Koncert Fortepianowy F-dur Błękitna Rapsodia
- PNCD 511 Roma Owsińska Opera Arias
- PNCD 512 Krzesimir Dębski, Chór Cantate Deo, Orkiestra Sinfonia Amabile Polskie lata sześćdziesiąte
- PNCD 514 Janusz Sent Omen 2000
- PNCD 516 Jagoda Wiktorska Cygańskie niebo
- PNCD 519 Maria Fołtyn Miłosne pieśni romantyczne
- PNCD 520 Alicja Majewska Kolędy według Korcza
- PNCD 521 Adam Zwierz Arie i pieśni
- PNCD 523 Wojciech Młynarski Jeszcze w zielone gramy (wznowienie SX 2882)
- PNCD 525 A/B Tadeusz Baird Dzieła
- PNCD 526 Monika Rosca Piano recital
- PNCD 527 A Bajka Przygody Koziołka Matołka. Część I i II
- PNCD 527 B Bajka Przygody Koziołka Matołka. Część III i IV
- PNCD 533 Irena Jezierska Arie, czardasze, pieśni, piosenki
- PNCD 535 Anna German Tańczące Eurydyki (wznowienie XL 0284)
- PNCD 536 Krzysztof Komeda Quintet Astigmatic (Polish Jazz vol. 5; Polskie Nagrania Remasters) 2001 (wznowienie XL 0298)
- PNCD 537 Barbara Nieman Pieśni i arie operetkowe
- PNCD 538 Novi Singers & Alexander Mazur Novi Sing Bacharach
- PNCD 539 Leszek Długosz Leszek Długosz (Polskie Nagrania Remasters) 2003 (wznowienie SX 1765)
- PNCD 544 Ryszard Wojtkowski Arie operetkowe i piosenki
- PNCD 545 różni wykonawcy Nie bój się nocy. Piosenki Stefana Mrowińskiego 2001
- PNCD 547 różni wykonawcy Koncert tenorów polskich
- PNCD 549 Wojciech Młynarski Jesteśmy na wczasach
- PNCD 551 Tercet Egzotyczny Tercet Egzotyczny 1 (1 / Piosenki Południowej Ameryki) 2001 (wznowienie XL 0327, L 0311)
- PNCD 552 Tercet Egzotyczny Tercet Egzotyczny 2 (Gorące Rytmy / Tropikalne Rytmy) 2001 (wznowienie XL 0436, L 0407)
- PNCD 554 Tercet Egzotyczny Tercet Egzotyczny 4 (La Cumparsita) 2001 (wznowienie XL/SXL 0647, N 0346, N 0569, N 0633)
- PNCD 557 Dwa Plus Jeden Nowy wspaniały świat 2001 (wznowienie XL/SXL 0866)
- PNCD 559 Dwa Plus Jeden Aktor 2001 (wznowienie SX 1449)
- PNCD 560 Dwa Plus Jeden Teatr na drodze (wznowienie SX 1574)
- PNCD 561 Krzysztof Krawczyk Byłaś mi nadzieją 2001 (wznowienie SX 1092)
- PNCD 562 Cygański Zespół Pieśni i Tańca „Roma” Roma 2001 (wznowienie XL/SXL 0788)
- PNCD 563 Anna Jantar Tyle słońca w całym mieście (wznowienie SXL 1089)
- PNCD 564 Kisielewski-Tomaszewski Play Favourite Melodies 2001 (wznowienie SXL 0464, N 0531)
- PNCD 565 Cygański Zespół Pieśni i Tańca „Roma” Roma 2 2001 (wznowienie SX 1375)
- PNCD 566 Kabaret Starszych Panów Piosenki wybrane 2001 (wznowienie L 0393, L 0448)
- PNCD 567 Asocjacja Hagaw Asocjacja Hagaw i Andrzej Rosiewicz 2001 (wznowienie SXL 0699)
- PNCD 568 Orkiestra Reprezentacyjna Wojska Polskiego, Arnold Rezler Polskie marsze wojskowe 2001 (wznowienie XL 0293)
- PNCD 569 różni wykonawcy Podhale śpiewa. Tunes of Tatra Highlands 2001 (wznowienie SX 0337)
- PNCD 570 Piotr Szczepanik Piotr Szczepanik śpiewa (wznowienie XL 0322)
- PNCD 571 różni wykonawcy Przeboje Festiwalu Operowo-Operetkowego w Ciechocinku 2001
- PNCD 572 Młodzieżowa Orkiestra Dęta ZHP-OSP w Uniejowie Puzon Express. Wybrane utwory na orkiestrę dętą 2001
- PNCD 574 różni wykonawcy Boże Narodzenie w Polsce
- PNCD 575 Antoni Majak Pieśni. Stary Kapral  2002
- PNCD 576 Danuta Stankiewicz Danuta Stankiewicz Wernisaż
- PNCD 577 różni wykonawcy Goniąc kormorany. Przeboje Andrzeja Tylczyńskiego 2001
- PNCD 578 Halina Kunicka Upływa szybko życie
- PNCD 581 Halina Słonicka Królewska kolekcja
- PNCD 582 Orkiestra Polskiego Radia – Dyryguje Stefan Rachoń Niezapomniane przeboje
- PNCD 587 różni wykonawcy Złote przeboje socjalizmu cz. 1 2001
- PNCD 588 Orkiestra Polskiego Radia, Stefan Rachoń Franz von Suppé: Uwertury (Polskie Nagrania Remasters) 2002 (wznowienie SX 0397)
- PNCD 591 Aleksander Tansman III Festiwal Indywidualności Łódź 2000
- PNCD 592 A/B Uczymy się polskiego
- PNCD 593 Asocjacja Hagaw Please
- PNCD 598 Ewa Piasecka Arcydzieła klawesynowe

#### płyty o nr od 601 do 900
- PNCD 605 Witold Małcużyński Bach Busoni Brahms Franck
- PNCD 606 różni wykonawcy Wielka kolekcja 80-lecia Polskiego Radia – Teatr Polskiego Radia – Sofokles „Król Edyp”
- PNCD 607 różni wykonawcy Wielka kolekcja 80-lecia Polskiego Radia – Teatr Polskiego Radia – Stefan Żeromski „Uciekła mi przepióreczka”
- PNCD 608 Teresa May-Czyżewska & Paulos Raptis Duety miłosne
- PNCD 609 Halina Kunicka Halina Kunicka
- PNCD 611 Krzysztof Jerzy Krawczyk Ciągle pędzimy...
- PNCD 613 Bogna Sokorska Słowik Warszawy
- PNCD 615 Miłosz Magin Koncert Fortepianowy Nr 1 e-moll
- PNCD 616 Maria Olkisz Carmen
- PNCD 618 różni wykonawcy Rzeka wspomnień. Piosenki Anny Wareckiej 2002
- PNCD 619 Marek Kudlicki, Polish Radio Symphony Orchestra Alexandre Guilmant, Joseph Rheinberger
- PNCD 620 Jazz Band Ball Orchestra 40 Years – Blue Lou
- PNCD 622 Natalia Kukulska Bajki Natalki – „Żabbing” i „Pan koń”
- PNCD 626 Marek Kudlicki Brahms Complete Organ Works 2004
- PNCD 628 Roman Gerczak Zabrałaś mi lato 2002
- PNCD 629 różni wykonawcy Piosenki moich przyjaciół
- PNCD 630 Lidia Kozubek Neoromantic Polish Piano Music
- PNCD 631 Lidia Kozubek Early Polish Piano Music
- PNCD 632 Lidia Kozubek Stanisław Moniuszko
- PNCD 633 Agnieszka Kossakowska Operetkowe szlagiery
- PNCD 634 Bajki-Grajki nr 1 – „Czerwony Kapturek”
- PNCD 635 Bajki-Grajki nr 2 – „Alicja w Krainie Czarów”
- PNCD 636 Bajki-Grajki nr 3 – „Kot w butach”
- PNCD 637 Kto To Zostań 2002
- PNCD 638 różni wykonawcy Piosenki Anny German
- PNCD 639 różni wykonawcy Czy nas jeszcze pamiętasz? 2002
- PNCD 641A różni wykonawcy Polska wigilia 2002
- PNCD 642 Barbara Modzelewska & Mikołaj Hertel Echa 2002
- PNCD 643 Chór i Orkiestra Teatru Wielkiego w Warszawie, Agnieszka Kossakowska, Edmund Kossowski, Kazimierz Pustelak, Halina Słonicka, Bogna Sokorska Hrabina
- PNCD 644 różni wykonawcy A jednak po nas coś zostanie 2002
- PNCD 646 Hanna Rek Szczęście
- PNCD 648 Tadeusz Woźniakowski Największe przeboje
- PNCD 649 Lipińska & Sawa Kolędy
- PNCD 650 Czerwone Gitary Dzień jeden w roku (wznowienie SXL 1364)
- PNCD 651 Sława Przybylska Sława Przybylska śpiewa 2001 (wznowienie XL 0207)
- PNCD 652 Sława Przybylska Ballady i piosenki cz. 2 2001 (wznowienie XL 0273)
- PNCD 653 Sława Przybylska Ballady i piosenki cz. 3 2001 (wznowienie XL 0344)
- PNCD 654 Sława Przybylska Nie zakocham się 2001 (wznowienie XL 0487)
- PNCD 655 Jarema Stępowski Szemrane tango 2001 (wznowienie XL 0341)
- PNCD 656 Jarema Stępowski Księżyc frajer... 2001 (wznowienie XL 0446)
- PNCD 657 Jarema Stępowski Na Wisłostradzie kwitnie bez 2001 (wznowienie SXL 1165)
- PNCD 658 Anna German Recital piosenek 2001 (wznowienie XL 0424)
- PNCD 659 Anna German Człowieczy los 2001 (wznowienie XL 0593)
- PNCD 660 Anna German Wiatr mieszka w dzikich topolach 2001 (wznowienie XL 0741)
- PNCD 661 Mieczysław Fogg Mieczysław Fogg śpiewa piosenki swojej młodości 2001 (wznowienie XL 0187)
- PNCD 662 Mieczysław Fogg Wspomnienia dawnych dni 2001 (wznowienie XL 0272)
- PNCD 663 Mieczysław Fogg Oczarowanie 2001 (wznowienie SX 0432)
- PNCD 665 Bohdan Łazuka Bohdan, trzymaj się! 2001 (wznowienie XL 0247)
- PNCD 666 Bohdan Łazuka Życzenia dla pań 2001 (wznowienie XL 0407)
- PNCD 667 Irena Jarocka W cieniu dobrego drzewa 2001 (wznowienie XL 1090)
- PNCD 668 Irena Jarocka Gondolierzy znad Wisły 2001 (wznowienie SX 1349)
- PNCD 669 różni wykonawcy Czterej pancerni i pies 2001 (wznowienie XL 0965)
- PNCD 670 Violetta Villas Violetta Villas 2001 (wznowienie XL 0328)
- PNCD 671 Zdzisława Sośnicka Zdzisława Sośnicka 2001 (wznowienie XL 0802)
- PNCD 672 Jerzy Połomski Jerzy Połomski śpiewa 2001 (wznowienie XL 0367)
- PNCD 673 Irena Jarocka Wigilijne życzenia 2001 (wznowienie SX 1526)
- PNCD 674 Prometheus Po słonecznej stronie życia 2001 (wznowienie SX 1497)
- PNCD 675 Urszula Sipińska Urszula Sipińska 2001 (wznowienie XL 0669)
- PNCD 676 Zbigniew Wodecki Zbigniew Wodecki 2001 (wznowienie SX 1396)
- PNCD 677 Jerzy Połomski Daj! 2001 (wznowienie XL 0466)
- PNCD 678 Mieczysław Fogg Zapomniana piosenka 2001 (wznowienie SX 0525)
- PNCD 679 Sława Przybylska U brzegów Candle Rock 2001 (wznowienie XL 0640)
- PNCD 680 Jerzy Połomski Jerzy Połomski 2001 (wznowienie XL 0652)
- PNCD 681 Anna German Arie z opery Tetide in Sciro 2001 (wznowienie XL 0743)
- PNCD 682 Andrzej i Eliza Drzewo rodzinne 2001 (wznowienie XL 0836)
- PNCD 683 Sława Przybylska Sława Przybylska 2001 (wznowienie XL 0897)
- PNCD 684 Jerzy Połomski Nie zapomnisz nigdy 2001 (wznowienie XL 0906)
- PNCD 685 Jerzy Połomski Kiedy znów zakwitną białe bzy 2001 (wznowienie XL 0907)
- PNCD 686 Anna German To chyba maj 2001 (wznowienie SXL 0924)
- PNCD 687 Sława Przybylska Jak za dawnych lat. Przeboje filmowe 2001 (wznowienie SX 0999)
- PNCD 688 Andrzej i Eliza Czas relaksu 2001 (wznowienie SXL 1014)
- PNCD 689 Zdzisława Sośnicka Zdzisława Sośnicka 2001 (wznowienie SXL 1073)
- PNCD 690 Jerzy Połomski Bo z dziewczynami 2001 (wznowienie SXL 1048)
- PNCD 691 Anna Jantar Za każdy uśmiech 2001 (wznowienie SX 1360)
- PNCD 692 Jerzy Połomski Z tobą świat nie ma wad 2001 (wznowienie SX 1439)
- PNCD 693 Jerzy Połomski Tempus fugit 2001 (wznowienie SX 1555)
- PNCD 694 Bohdan Łazuka Nie ma wyjścia panowie 2001 (wznowienie SX 1582)
- PNCD 695 Anna German Anna German 2001 (wznowienie SX 1612)
- PNCD 696 Irena Jarocka Być narzeczoną twą 2001 (wznowienie SX 1680)
- PNCD 697 Prometheus S’agapo moja miłość 2001 (wznowienie SX 1753)
- PNCD 698 Jerzy Połomski Szeptem malowane... 2001 (wznowienie SX 2000)
- PNCD 699 Mieczysław Fogg Ukochana ja wrócę 2001 (wznowienie SX 2344)
- PNCD 700 Violetta Villas Nie ma miłości bez zazdrości 2001 (wznowienie SX 1544)
- PNCD 701 Violetta Villas Dla ciebie miły 2001 (wznowienie XL 0381)
- PNCD 708 Bajki-Grajki nr 4 – „Kopciuszek”
- PNCD 709 Bajki-Grajki nr 5 – „Stoliczku, nakryj się!”
- PNCD 710 Bajki-Grajki nr 6 – „Pinokio”
- PNCD 714 Eliza Wasiak Klavier
- PNCD 715 Alina Bolechowska Miłość to niebo na ziemi. Najpiękniejsze arie i duety operetkowe 2003
- PNCD 716 Mira Zimińska-Sygietyńska Nikt tylko ty
- PNCD 717 Bajki-Grajki nr 7 – „Śpiąca Królewna”
- PNCD 719 Bajki-Grajki nr 9 – „Księżniczka na ziarnku grochu”
- PNCD 723 Stan Borys Jaskółka uwięziona 2003
- PNCD 724 2 Plus 1 Windą do nieba
- PNCD 728 Jerzy Połomski Bo z dziewczynami – Perły
- PNCD 731 Krzysztof Klenczon Wróćmy na jeziora 2004
- PNCD 732 Andrzej i Eliza Ballada o butach
- PNCD 733 Karin Stanek Jimmy Joe – Perły
- PNCD 738 Czerwone Gitary Wędrowne gitary 2003
- PNCD 740 Piotr Szczepanik Kochać – Perły 2004
- PNCD 741 różni wykonawcy Przeboje wczesnego PRL-u 2003
- PNCD 743 Skaldowie Malowany dym 2004
- PNCD 747 Małgorzata Masalska Taka miłość
- PNCD 748A/B Ada Sari Królewska Kolekcja
- PNCD 749 Partita Pytasz mnie co ci dam 2003
- PNCD 750 Ludmiła Warzecha Śpiewam i już
- PNCD 751 Czerwone Gitary Spokój serca 2003 (wznowienie SXL 0734)
- PNCD 752 Czerwone Gitary Rytm Ziemi 2003 (wznowienie SXL 1166)
- PNCD 753 Czerwone Gitary Port piratów 2003 (wznowienie SXL 1383)
- PNCD 754 Czerwone Gitary 45 RPM: Kolekcja singli i czwórek 1 2003
- PNCD 755 Czerwone Gitary 45 RPM: Kolekcja singli i czwórek 2 2003
- PNCD 758 Nurt Nurt 2003 (wznowienie SXL 0944)
- PNCD 759 Ossian Księga chmur 2003
- PNCD 760 No To Co So What (wznowienie SXL 0667)
- PNCD 761 RSC RSC tzw. „Fly rock” 2004 (wznowienie SX 2160)
- PNCD 762 Exodus Supernova 2004 (wznowienie SX 2108)
- PNCD 764 różni wykonawcy Hity satelity. 10 lat TV Polonia 2003
- PNCD 765A/B Magda Fronczewska, Piotr Fronczewski, Barbara Winiarska, Maria Winiarska Nasz zwierzyniec na wesoło – ZOO abecadło
- PNCD 768 różni wykonawcy Tańczące Eurydyki – Pomyśl o mnie – ogólnopolski konkurs Zielona Góra 2002
- PNCD 769 Marian Woźniczko Arie i pieśni
- PNCD 770 różni wykonawcy Album Wspomnień Artura Żalskiego 2003
- PNCD 771A/B Różni wykonawcy Eros i Psyche – op. 40. Opera w 5 obrazach
- PNCD 772 Bajki-Grajki nr 10 – „Ali Baba i czterdziestu rozbójników”
- PNCD 778 Bajki-Grajki nr 11 – „O Tadku-Niejadku, babci i dziadku”
- PNCD 779 Bajki-Grajki nr 12 – „Opowieść o praprasłoniu”
- PNCD 780 Bajki-Grajki nr 13 – „Kubuś Puchatek”
- PNCD 781 Bajki-Grajki nr 14 – „Brzydkie kaczątko”
- PNCD 782 Bajki-Grajki nr 16 – „Jaś i Małgosia”
- PNCD 783 Bajki-Grajki nr 17 – „Król Bul”
- PNCD 786 Halina Kunicka Dwanaście godzin z życia kobiety
- PNCD 787 Aleksander Tansman IV Festiwal Indywidualności Łódź 2002 2003
- PNCD 788A/B różni wykonawcy I Festiwal Wokalny w Nałęczowie Belcanto. Koncert Galowy
- PNCD 790 Paulos Raptis Od arii do piosenek
- PNCD 791 Paulos Raptis Podzielmy się opłatkiem
- PNCD 793 Hanna Rejmer Recital wokalny
- PNCD 794 Wanda Bargiełowska-Bargeyllo Arie i pieśni / Arias and Songs 2005
- PNCD 795 Bogdan Loebl Blues 2003
- PNCD 798 różni wykonawcy 4x5 – Polskie perły 2003
- PNCD 800 różni wykonawcy Pieśni żydowskie 2003
- PNCD 801 różni wykonawcy Augustowskie noce 2003
- PNCD 806 Ewa Skrzypek Kobiecy świat
- PNCD 810 Valdo Linoskoczek 2003
- PNCD 811 Bajki-Grajki nr 15 – „Tymoteusz Rymcimci”
- PNCD 812 Bajki-Grajki nr 20 – „Noc u Wedla”
- PNCD 813 Bajki-Grajki nr 19 – „Tomcio Paluch”
- PNCD 816 Babsztyl W siną dal 2004
- PNCD 818 I Festiwal Wokalny w Nałęczowie Belcanto 2003 The Best Of
- PNCD 819 różni wykonawcy Od przygody do przygody
- PNCD 820 Janusz Gniatkowski Melodie miłości
- PNCD 821 Bajki-Grajki nr 18 – „Lata ptaszek”
- PNCD 822 Bajki-Grajki nr 21 – „Przygody Robinsona Cruzoe”
- PNCD 823 Bajki-Grajki nr 22 – „Muchy Króla Apsika”
- PNCD 824 Bajki-Grajki nr 23 – „O Królu Bocianie”
- PNCD 825 Bajki-Grajki nr 26 – „O krasnoludkach i o sierotce Marysi”
- PNCD 826 Bajki-Grajki nr 25 – „Chatka Puchatka”
- PNCD 827 Bajki-Grajki nr 27 – „Calineczka”
- PNCD 828A Bajki-Grajki nr 29 – „Przygody Koziołka Matołka cz. I i II”
- PNCD 828B Bajki-Grajki nr 30 – „Przygody Koziołka Matołka cz. III i IV”
- PNCD 830 Waldemar Kocoń Wyznania najcichsze 2004
- PNCD 831 różni wykonawcy Powstanie Warszawskie w pieśni i w piosence
- PNCD 832 Lidia Kozubek Utwory na fortepian z orkiestrą 2004
- PNCD 834 The Calog Dirty World 2004
- PNCD 836A/B różni wykonawcy Pieśń ojczysta. Polskie pieśni patriotyczne
- PNCD 838 Zdzisław Soszka Najpiękniejsze arie i pieśni
- PNCD 839 Jerzy Grunwald En Face 2004 (wznowienie SXL 0957)
- PNCD 840 Stan Borys & Bizony To ziemia (Edycja Limitowana, Klub Płytowy 3) 2004 (wznowienie XL 0529)
- PNCD 841 Wiatraki Wiatraki (Edycja Limitowana, Klub Płytowy 4) 2004 (wznowienie XL/SXL 0623)
- PNCD 842 różni wykonawcy Muzyka teatralna i telewizyjna
- PNCD 843 SBB SBB (Edycja Limitowana, Klub Płytowy 5) 2004 (wznowienie SXL 1142)
- PNCD 849 różni wykonawcy Tańczące Eurydyki – Festiwal im. Anny German – Zielona Góra 2003
- PNCD 850 Monika Olkisz-Chabros Operatic Arias (Perły i perełki Polskich Nagrań) 2004 (wznowienie SX 2867)
- PNCD 852 Mariusz Klimek, Piotr Kusiewicz Ponad czasem
- PNCD 853 Wiesław Bednarek Najpiękniejsze arie, pieśni i piosenki
- PNCD 854 Bajki-Grajki nr 28 – „O dwóch takich, co ukradli Księżyc”
- PNCD 855 Bajki-Grajki nr 24 – „Zabawa w podróż”
- PNCD 858 Bajki-Grajki nr 31 – „Tańczące krasnoludki”
- PNCD 859 różni wykonawcy Laureaci I Ogólnopolskiego Konkursu Wykonawstwa Muzyki Operetkowej i Musicalowej im. Iwony Borowickiej
- PNCD 860A/B różni wykonawcy 45 RPM: kolekcja singli i czwórek (1)
- PNCD 861A/B różni wykonawcy 45 RPM: kolekcja singli i czwórek (2)
- PNCD 862A/B Ludomir Różycki Pan Twardowski 2006
- PNCD 863 różni wykonawcy Jaskółka uwięziona. Kamienne schodki. Ze starej płyty i inne
- PNCD 864 Lidia Kozubek Klasycznie i romantycznie
- PNCD 865 Witold Lutosławski Piosenki dla dzieci
- PNCD 867 Sławomir Tomasik & Izabela Muzyka skrzypcowa przez wieki
- PNCD 868 Krzysztof Penderecki Krzysztof Penderecki 2006
- PNCD 871 Sława Przybylska Modlitwy poetów
- PNCD 872 Oskar Jezior Ludwig van Beethoven: Piano Sonatas Op. 106 „Hammerklavier” & Op. 110 2006
- PNCD 874 Józef Wojtan W lubianym repertuarze
- PNCD 876 Język hiszpański dla początkujących
- PNCD 877A/B Mówimy po francusku. Kurs dla początkujących
- PNCD 878 Soul Service DJ team Polish Funk 1. The unique selection of rare grooves from Poland of the 70's 2007 (wznowienie SX 4002)
- PNCD 879 Soul Service DJ team Polish Funk 2
- PNCD 880 Mówimy po niderlandzku. Kurs dla początkujących
- PNCD 894 Teresa Żylis-Gara Arie operowe
- PNCD 898A/C Soul Service DJ team Polish Funk Collector’s Special 3CD Box
- PNCD 899 Kulpowicz & Niemen Samarpan
- PNCD 900 Andrzej Kurylewicz Quintet Go Right 2004 (wznowienie XL 0186)

#### płyty o nr od 901 do 1200
- PNCD 901 A/C Wiesław Ochman Słynne arie i pieśni
- PNCD 902 A/B Andrzej Ratusiński Ludwig van Beethoven: 4 Sonatas 2006
- PNCD 904 Bajki-Grajki nr 46 – „Przygody gąski Balbinki”
- PNCD 905 Krzysztof Komeda Quintet Astigmatic (Polish Jazz vol. 5) 2004 (wznowienie XL/SXL 0298)
- PNCD 906 Zbigniew Namysłowski Quartet Zbigniew Namysłowski Quartet (Polish Jazz vol. 6) 2004 (wznowienie XL/SXL 0305)
- PNCD 908 Framerowie Pozdrowienia z różnych stron (Edycja Limitowana, Klub Płytowy 21) 2005 (wznowienie SXL 0837)
- PNCD 909 Ptaki Dziewczyny kochajcie nas / Wśród ptaków (Edycja Limitowana, Klub Płytowy 22) 2005 (wznowienie N-0655, SX 1427)
- PNCD 910 Kombi Kombi 2005
- PNCD 911 The Andrzej Trzaskowski Sextet Seant (Polish Jazz vol. 11) 2004 (wznowienie XL 0378)
- PNCD 912 Krystyna Giżowska Przeżyłam z tobą tyle lat (wznowienie SX 2532)
- PNCD 913 NOVI (New Original Vocal Instruments) Bossa Nova (Polish Jazz vol. 13) 2004 (wznowienie XL 0415)
- PNCD 914 Bajki-Grajki nr 42 – „Wyprawa na szklaną górę”
- PNCD 915 Bajki-Grajki nr 43 – „Miki Mol i zaczarowany kuferek czasu”
- PNCD 917 Bajki-Grajki nr 45 – „Guliwer w krainie Liliputów”
- PNCD 918 Orkiestra Symfoniczna Filharmonii Narodowej, Witold Rowicki Johannes Brahms: Symfonia Nr 1 c-moll op. 68 (Kanon Muzyki Klasycznej) 2006 (wznowienie XL 0108)
- PNCD 919 Orkiestra Symfoniczna Filharmonii Narodowej, Witold Rowicki Johannes Brahms: Symfonia Nr 2 D-dur op. 73 (Kanon Muzyki Klasycznej) 2006 (wznowienie XL 0118)
- PNCD 920 różni wykonawcy I Koncert fortepianowy d-moll Op 15
- PNCD 922 Tomasz Stańko Quintet Music For K (Polish Jazz vol. 22) 2004 (wznowienie XL/SXL 0607)
- PNCD 924 Michał Urbaniak’s Group Live Recording. Suite – Jazz Jamboree ’70 (Polish Jazz vol. 24) 2004 (wznowienie SX 0733)
- PNCD 925 Mieczysław Kosz Trio Reminiscence (Polish Jazz vol. 25) 2004 (wznowienie XL/SXL 0744)
- PNCD 926 Paradox Drifting Feather (Polish Jazz vol. 26) 2004 (wznowienie XL/SXL 0745)
- PNCD 927 różni Wykonawcy Peer Gynt Suita Nr 1-2
- PNCD 928 różni wykonawcy Suity z baletów
- PNCD 930 A/C różni wykonawcy I Ogólnopolski Festiwal Muzyki Jazzowej JAZZ 56. Sopot, 6–12 sierpnia 1956 2006
- PNCD 931 Wanda Wiłkomirska Dzieciom
- PNCD 933 Zbigniew Namysłowski Quintet Winobranie (Polish Jazz vol. 33) 2004 (wznowienie SX 0952)
- PNCD 935 Adam Makowicz Unit (Polish Jazz vol. 35) 2004 (wznowienie SX 0963)
- PNCD 936 Homo Homini Homo Homini 1 / Homo Homini 2 (Edycja Limitowana, Klub Płytowy 19) 2005 (wznowienie SXL 1003, SX 1207)
- PNCD 937 Homo Homini Homo Homini 3 / Homo Homini 4 (Edycja Limitowana, Klub Płytowy 20) 2005 (wznowienie SX 1343, SX 1789)
- PNCD 938 Trubadurzy 45 RPM: Kolekcja singli i czwórek 2005
- PNCD 939 Tomasz Stańko Twet (Polish Jazz vol. 39) 2004 (wznowienie SXL 1138)
- PNCD 940 Breakout Blues 2005 (wznowienie SXL 0721)
- PNCD 941 Breakout Mira 2005 (wznowienie SXL 0778)
- PNCD 942 Breakout Karate 2005 (wznowienie SXL 0858, PNCD 084)
- PNCD 943 Mira Kubasińska & Breakout Ogień (wznowienie SXL 1004)
- PNCD 944 Breakout Kamienie 2005 (wznowienie SXL 1140)
- PNCD 946 różni wykonawcy Kolędy Prawosławne
- PNCD 949 Laboratorium Modern Pentathlon (Polish Jazz vol. 49) 2004 (wznowienie SX 1418)
- PNCD 951 Vistula River Brass Band Entertainer (Polish Jazz vol. 51) 2004 (wznowienie SX 1479)
- PNCD 957 A/C Różni wykonawcy II Festiwal Muzyki Jazzowej JAZZ 57. Sopot, Gdańsk 14-21 Lipca 1957 2007
- PNCD 963 Aneta Łastik & Andrzej Jagodziński Pieśni rosyjskie
- PNCD 964 Paulos Raptis Arie i pieśni włoskie / Italian Arias and Songs 2006
- PNCD 966 Roman Jabłoński Brahms Lutoslawski
- PNCD 967 Marek Kudlicki Polish Romantic Organ Music
- PNCD 968A/B Mira Kubasińska Powiedzieliśmy już wszystko 2005
- PNCD 969 Tomasz Stańko Music '81 (Polish Jazz vol. 69) 2004 (wznowienie SX 2405)
- PNCD 970 Wiktor Łyjak W hołdzie Twemu sercu
- PNCD 971 Bajki-Grajki nr 38 – „Doktor Nieboli”
- PNCD 972 Bajki-Grajki nr 39 – „Dziadek do orzechów”
- PNCD 974A Bajki-Grajki nr 35 – „Wars i Sawa. Smok ze smoczej jamy”
- PNCD 975 Bajki-Grajki nr 36 – „Pan Twardowski na kogucie”
- PNCD 976 No To Co Zielona łączka
- PNCD 977 Happy End Jak się masz kochanie
- PNCD 978 Bajki-Grajki nr 40 – „Plastusiowy pamiętnik”
- PNCD 979 Ewa Bem with Swing Session Be a Man (Polish Jazz vol. 65) 2005 (wznowienie SX 2365)
- PNCD 980 Jerzy Rybiński Dopóki serce drży 2006
- PNCD 981 Klan Mrowisko 2005 (wznowienie SXL 0756)
- PNCD 982 No To Co Nikifor
- PNCD 983 Krzysztof Cugowski Wokół cisza trwa 2005
- PNCD 985 Kombi Nowy rozdział 2005 (wznowienie SX 2164)
- PNCD 986 Mariusz Klimek Wierzę tylko w nas 2005
- PNCD 987 Bajki-Grajki nr 32 – „Poszukiwacze złota”
- PNCD 988 Breakout Na drugim brzegu tęczy 2005
- PNCD 989 Breakout 70a 2005 (wznowienie SXL 0603)
- PNCD 990 Breakout NOL 2005 (wznowienie SX 1300)
- PNCD 991 Breakout ZOL (Zidentyfikowany Obiekt Latający) 2005 (wznowienie SX 1766)
- PNCD 992 Breakout Żagiel Ziemi 2005
- PNCD 994 Bajki-Grajki nr 33 – „Legendy: O złotej kaczce. O czarodziejskim młynku”
- PNCD 995 Bajki-Grajki nr 34 – „Legendy: O Bazyliszku. O sielawowym królu”
- PNCD 996 Bajki-Grajki nr 37 – „Przygoda Pimpusia Sadełko”
- PNCD 997 Józef Skrzek Ojciec Chrzestny Dominika (wznowienie SX 1967)
- PNCD 998 Józef Skrzek Wojna światów. Następne stulecie / The War of the Worlds. Next Century (Edycja Limitowana, Klub Płytowy 23) 2005 (wznowienie SX 2342)
- PNCD 999 Kombi Kombi 4 2005 (wznowienie SX 2263)
- PNCD 1001 Warsaw Stompers New Orleans Stompers (Polish Jazz vol. 1; Polish Jazz Deluxe) 2008 (wznowienie XL 0236)
- PNCD 1005 Krzysztof Komeda Quintet Astigmatic (Polish Jazz vol. 5; Polish Jazz Deluxe) 2007 (wznowienie XL/SXL 0298)
- PNCD 1007 Ragtime Jazz Band(inne języki) Ragtime Jazz Band (Polish Jazz vol. 7; Polish Jazz Deluxe) 2006 (wznowienie XL 0309)
- PNCD 1014 Andrzej Kurylewicz Quintet 10+8 (Ten+Eight) (Polish Jazz vol. 14; Polish Jazz Deluxe) 2006 (wznowienie XL 0439)
- PNCD 1015 Włodzimierz Nahorny Trio Heart (Polish Jazz vol. 15; Polish Jazz Deluxe) 2005 (wznowienie XL 0452)
- PNCD 1017 Jerzy Milian Trio Baazaar (Polish Jazz vol. 17; Polish Jazz Deluxe) 2005 (wznowienie XL/SXL 0555)
- PNCD 1021 Krzysztof Sadowski Krzysztof Sadowski And His Hammond Organ (Polish Jazz vol. 21; Polish Jazz Deluxe) 2006 (wznowienie XL/SXL 0606)
- PNCD 1025 Mieczysław Kosz Reminiscence (Polish Jazz vol. 25; Polish Jazz Deluxe) 2005 (wznowienie XL/SXL 0744)
- PNCD 1028 Stodoła Big-Band Let’s Swing Again (Polish Jazz vol. 28; Polish Jazz Deluxe) 2006 (wznowienie XL/SXL 0826)
- PNCD 1036 Michał Urbaniak Constellation In Concert (Polish Jazz vol. 36; Polish Jazz Deluxe) 2005 (wznowienie SXL 1010)
- PNCD 1040 Jan Ptaszyn Wróblewski, Wojciech Karolak Mainstream (Polish Jazz vol. 40; Polish Jazz Deluxe) 2007 (wznowienie SX 1139)
- PNCD 1043 Adam Makowicz Piano Live Embers (Polish Jazz vol. 43; Polish Jazz Deluxe) 2005 (wznowienie SX 1218)
- PNCD 1050 Czesław Bartkowski Drums Dream (Polish Jazz vol. 50; Polish Jazz Deluxe) 2006 (wznowienie SX 1419)
- PNCD 1052 Big Band Katowice Music For My Friends (Polish Jazz vol. 52; Polish Jazz Deluxe) 2007 (wznowienie SX 1560)
- PNCD 1054 Janusz Muniak Quintet Question Mark (Polish Jazz vol. 54; Polish Jazz Deluxe) 2007 (wznowienie SX 1616)
- PNCD 1061 Sun Ship Follow Us (Polish Jazz vol. 61; Polish Jazz Deluxe) 2006 (wznowienie SX 1941)
- PNCD 1062 Kazimierz Jonkisz Quintet Tiritaka (Polish Jazz vol. 62; Polish Jazz Deluxe) 2007 (wznowienie SX 2301)
- PNCD 1063 Stanisław Sojka Blublula (Polish Jazz vol. 63; Polish Jazz Deluxe) 2005 (wznowienie SX 2302)
- PNCD 1065 Ewa Bem with Swing Session Be a Man (Polish Jazz vol. 65; Polish Jazz Deluxe) 2006 (wznowienie SX 2365)
- PNCD 1066 Wojciech Kamiński Open Piano (Polish Jazz vol. 66; Polish Jazz Deluxe) 2006 (wznowienie SX 2402)
- PNCD 1076 Lora Szafran Lonesome Dancer (Polish Jazz vol. 76; Polish Jazz Deluxe) 2006 (wznowienie SX 2840)
- PNCD 1081 Wojciech Karolak Easy! (Polish Jazz Deluxe) 2005 (wznowienie SX 1069)
- PNCD 1082 Novi Singers Rien Ne Va Plus (Polish Jazz Deluxe) 2005 (wznowienie SXL 1009)
- PNCD 1083 Tomasz Szukalski Tina Kamila (Polish Jazz Deluxe) 2005 (wznowienie SX 2250)
- PNCD 1084 Ewa Bem Loves The Beatles (Polish Jazz Deluxe) 2005 (wznowienie SX 2193)
- PNCD 1085 Henryk Alber & Janusz Strobel Henryk Alber & Janusz Strobel (Polish Jazz Deluxe) 2006 (wznowienie XL/SXL 0891)
- PNCD 1086 Alber-Strobel Duet gitar klasyczych (Polish Jazz Deluxe) 2008 (wznowienie SX 2110)
- PNCD 1087 Novi Singers Torpedo (Polish Jazz Deluxe) 2006 (wznowienie XL/SXL 0657)
- PNCD 1088 Jerzy Milian Milianalia (Polish Jazz Deluxe) 2006
- PNCD 1089 Karolak, Szukalski, Bartkowski Time Killers (Polish Jazz Deluxe) 2006
- PNCD 1090 Jan Ptaszyn Wróblewski Sprzedawcy glonów (Polish Jazz Deluxe) 2006 (wznowienie SXL 1141)
- PNCD 1091 Jazz Chorał and Tomasz Szukalski Quartet Borżomski wąwóz / Body And Soul (Polish Jazz Deluxe) 2006 (wznowienie SX 2807)
- PNCD 1092 Jerzy Milian Orkiestra Rozrywkowa PRiTV w Katowicach (Polish Jazz Deluxe) 2007 (wznowienie SX 1278)
- PNCD 1093 Jarosław Śmietana Talking Guitar (Polish Jazz Deluxe) 2007 (wznowienie SX 2197)
- PNCD 1095 S.P.P.T. Chałturnik(inne języki) Chałturnik (Polish Jazz Deluxe) 2007 (wznowienie SXL 1079)
- PNCD 1096 Bemibem Bemowe frazy (Polish Jazz Deluxe) 2007 (wznowienie SX 1013)

#### płyty o nr od 1201 do 1500
- PNCD 1201 Jacek Kortus Chopin – List
- PNCD 1202 Joanna Marcinkowska Czajkowski – Pletniew (Dziadek do orzechów, Śpiąca królewna)
- PNCD 1212 Mówimy po hiszpańsku. Kurs dla początkujących
- PNCD 1215 Wiera Gran Legendarna Wiera Gran
- PNCD 1216 różni wykonawcy Piosenki ze starego kina
- PNCD 1217 Soul Service DJ team Polish Funk 3
- PNCD 1218 różni wykonawcy Piosenki dla dzieci i o dzieciach
- PNCD 1219 różni wykonawcy Kołysanki
- PNCD 1220 Czesław Niemen Spiżowy krzyk 2008
- PNCD 1221 różni wykonawcy Kolorowe lato
- PNCD 1222 Soul Service DJ team Polish Funk 4
- PNCD 1223 Soul Service DJ team Why Not Samba – Hot cocktail of tropical grooves from Cold War Poland 2008
- PNCD 1224 różni wykonawcy Miłość ze szkolnej ławki
- PNCD 1225 Motema Africa 11 bardzo fajnych i wesołych utworów! (Kolekcja Krab) 2008
- PNCD 1226 A/B różni wykonawcy 40 Piosenek Kabaretu Starszych Panów
- PNCD 1227 Halina Czerny-Stefańska Chopin
- PNCD 1228 Kasia Sobczyk Kasia to właśnie ja
- PNCD 1229 Piotr Szczepanik Śpiewa
- PNCD 1230 Mazowsze, Śląsk, Poznańskie Słowiki... Najpiękniejsze kolędy
- PNCD 1241 A/C różni wykonawcy Polish Jazz 1946–1956 2008
- PNCD 1242 Chór i Orkiestra Filharmonii Narodowej pod dyrekcją Kazimierza Korda Mazurek Dąbrowskiego. Hymn polski i pieśni patriotyczne
- PNCD 1244 Ewa Paprotna Jak być aniołem
- PNCD 1245 różni wykonawcy We pay respekt. Evergreens from grey reality Poland compiled by Cpt. Sparky
- PNCD 1246 A/B Sława Przybylska 40 piosenek Sławy Przybylskiej 2009
- PNCD 1247 różni wykonawcy Tak, jak tańczą gwiazdy
- PNCD 1249 różni wykonawcy Wiosna i miłość. Pory roku w piosence
- PNCD 1250 Tango – La Cumparsita Tylko tango – La Cumparsita
- PNCD 1251 różni wykonawcy Lata 20, lata 30. Ada, to nie wypada
- PNCD 1253 A/B Tercet Egzotyczny 40 przebojów
- PNCD 1254 różni wykonawcy Zwierzakom to dobrze. Koteczki, pieseczki
- PNCD 1255 różni wykonawcy Kolędy w Teatrze STU (wznowienie SX 3065/6)
- PNCD 1256A/B Halina Kunicka 40 piosenek – Świat nie jest taki zły
- PNCD 1257 Andrzej Hiolski Arie operowe, pieśni, kantaty
- PNCD 1258A/B różni wykonawcy 40 Tylko polskich piosenek. Lata 50. 60. 70. 80.
- PNCD 1259A/B Irena Santor 40 piosenek Ireny Santor
- PNCD 1260 Moliki książkowe Molikowe piosenki, Molikowe gadu gadu
- PNCD 1262 różni wykonawcy Warszawski Rock and Roll lat 60.
- PNCD 1263A/B Skaldowie 40 piosenek zespołu Skaldowie
- PNCD 1264 różni wykonawcy Lato, Ty i ja
- PNCD 1265 Orkiestra Reprezentacyjna Wojska Polskiego pod. Dyr. Arnolda Rezlera Polskie marsze wojskowe (wznowienie XL 0293)
- PNCD 1266A/B Jarema Stępowski 40 piosenek
- PNCD 1267 Zbigniew Zapasiewicz Wiersze poetów polskich (wznowienie SX 2841)
- PNCD 1268 Polanie Polanie
- PNCD 1269 ABC Grupa ABC Andrzeja Nebeskiego
- PNCD 1270 różni wykonawcy Zakazane piosenki
- PNCD 1271 Elżbieta Chojnacka W hołdzie Wandzie Landowskiej
- PNCD 1272 różni wykonawcy Jesień. Dziewczyna z chryzantemami
- PNCD 1273A/B różni wykonawcy Lata 70. 40 przebojów
- PNCD 1274 Anna Chodakowska Msza Wędrującego według Edwarda Stachury (wznowienie SX 2196)
- PNCD 1275 Karin Stanek Dziewczyna z gitarą
- PNCD 1276 Helena Majdaniec Królowa Twista
- PNCD 1277 Mieczysław Karłowicz, Wojciech Kilar Koncert skrzypcowy
- PNCD 1281 Wojtek Korda Pod naszym niebem
- PNCD 1282 różni wykonawcy Zima. Czy pamiętasz tę noc w Zakopanem?
- PNCD 1283 Ewa Paprotna Czas Bożego Narodzenia
- PNCD 1284 Miklosz Deki Czureja Król czardasza
- PNCD 1286 Krystyna Wodnicka według Kornela Makuszyńskiego O dwóch takich, co ukradli Księżyc 2010
- PNCD 1287 różni wykonawcy Był Rock and Roll
- PNCD 1288 Tadeusz Woźniak Tadeusz Woźniak (wznowienie SXL 0839)
- PNCD 1289 Tadeusz Woźniak Tadeusz Woźniak (wznowienie SXL 1160)
- PNCD 1290 Pinokio. Bajka muzyczna
- PNCD 1291A/B Jerzy Połomski 40 piosenek Jerzego Połomskiego
- PNCD 1292A/B Maria Koterbska 40 piosenek Marii Koterbskiej
- PNCD 1293A/B różni wykonawcy 40 Najpiękniejszych Kolęd Polskich
- PNCD 1294 różni wykonawcy Best from Poland – Chopin
- PNCD 1295 Novi Singers Chopin
- PNCD 1296 Jadwiga Romańska Recital Opera
- PNCD 1297A/B Czerwono-Czarni 40 przebojów
- PNCD 1298 Roman Lasocki skrzypce / violin
- PNCD 1299A/B Zygmunt Wichary Zygmunt Wichary i jego soliści
- PNCD 1300 Rinko Kobayashi Paderewski – Utwory fortepianowe
- PNCD 1321 Marek Drewnowski, The Chopin Soloist Fryderyk Chopin – Dzieła wszystkie: Koncerty
- PNCD 1322 Marek Drewnowski Fryderyk Chopin – Dzieła wszystkie: Walce
- PNCD 1323 Chopin Drewnowski Préludes
- PNCD 1331 różni wykonawcy Alicja w Krainie Czarów
- PNCD 1333 Partita Pytasz mnie co ci dam
- PNCD 1334 Joanna Rawik Recital Joanny Rawik
- PNCD 1336 Siostry Panas Wakacyjne piosenki
- PNCD 1337 różni wykonawcy Off Season. Jazz & grooves from Poland 1966~89
- PNCD 1338 Elżbieta Wojnowska Songi Brechta (wznowienie SX 2604/5)
- PNCD 1339 Filipinki Filipinki 2010
- PNCD 1340 Bajki Brzechwy Czerwony Kapturek. Jaś i Małgosia
- PNCD 1341 Bajki Brzechwy Kot w butach. Lata ptaszek
- PNCD 1342 Bajki Brzechwy Kopciuszek. Księżniczka na ziarnku grochu
- PNCD 1343 różni wykonawcy W Bajkowicach. 40 Piosenek z bajek
- PNCD 1344 Bajka muzyczna Przygody Piotrusia Pana
- PNCD 1345 Zespół „Gawęda” Kolorowe piosenki
- PNCD 1349A/B Różni wykonawcy Penderecki. Passio et mors Domini nostri Iesu Christi secundum Lucam
- PNCD 1350A/B Violetta Villas 40 piosenek Violetty Villas
- PNCD 1351A/B Marek Grechuta 40 piosenek
- PNCD 1352 Stefania Woytowicz Henryk Mikołaj Górecki. III Symfonia „Symfonia pieśni żałosnych”
- PNCD 1353 różni wykonawcy Nie masz cwaniaka nad Warszawiaka
- PNCD 1354 Krzysztof Penderecki Jutrznia / Utrenja
- PNCD 1355A/B Mieczysław Fogg 40 piosenek
- PNCD 1356 Anna Jantar Tylko polskie piosenki. Żeby szczęśliwym być
- PNCD 1357 Breakout Tylko polskie piosenki. Poszłabym za tobą
- PNCD 1358 Czerwone Gitary Tylko polskie piosenki. To właśnie my
- PNCD 1359 Trubadurzy Tylko polskie piosenki. Uśmiechajcie się dziewczęta
- PNCD 1360 Dwa plus Jeden Tylko polskie piosenki. Windą do nieba
- PNCD 1361 Kombi Tylko polskie piosenki. Nasze rendez-vous
- PNCD 1362 Sława Przybylska Tylko polskie piosenki. Słodkie fiołki
- PNCD 1363 Tercet Egzotyczny Tylko polskie piosenki. Pamelo, żegnaj
- PNCD 1365 różni wykonawcy Tylko polskie piosenki. Ze starego kina. Ordonka, Mankiewiczówna, Bodo, Dymsza
- PNCD 1366 różni wykonawcy Tylko polskie piosenki. Starsi Panowie. Piosenka jest dobra na wszystko
- PNCD 1367 różni wykonawcy Tylko polskie piosenki. Piosenki o miłości. Kiedy kwitną czereśnie
- PNCD 1368 różni wykonawcy Tylko polskie piosenki. Nostalgia. Całkiem spokojnie wypiję trzecią kawę
- PNCD 1369 różni wykonawcy Tylko polskie piosenki. Lata 60. Największe przeboje. Malowana lala
- PNCD 1370 różni wykonawcy Tylko polskie piosenki. Lata 70. Największe przeboje. Nowy wspaniały świat
- PNCD 1371 Krzysztof Komeda Astigmatic (wznowienie XL, SXL 0298)
- PNCD 1372 Krzysztof Klenczon Klenczon. 40 przebojów
- PNCD 1373 Krzysztof Penderecki, Andrzej Markowski Awangarda
- PNCD 1374A/B Irena Jarocka 40 Piosenek Ireny Jarockiej
- PNCD 1375 Paulos Raptis Mam jedną miłość / Echo mia agapi
- PNCD 1376 Piotr Szczepanik Tylko polskie piosenki. Kochać, jak to łatwo powiedzieć
- PNCD 1377 Happy End Tylko polskie piosenki. Jak się masz kochanie
- PNCD 1378 Skaldowie Tylko polskie piosenki. Szanujmy wspomnienia
- PNCD 1379 Seweryn Krajewski, Czerwone Gitary Tylko polskie piosenki. Uciekaj moje serce
- PNCD 1381 Andrzej Dąbrowski Tylko polskie piosenki. Do zakochania jeden krok
- PNCD 1382 Wojciech Młynarski Tylko polskie piosenki. Jesteśmy na wczasach
- PNCD 1383 Danuta Rinn Tylko polskie piosenki. Gdzie ci mężczyźni?
- PNCD 1384 Różni wykonawcy Tylko polskie piosenki. Wojsko śpiewa. Serce w plecaku
- PNCD 1385 Irena Kwiatkowska Tylko polskie piosenki. Zosia i ułani
- PNCD 1388A/B Giovanna d’Arco. Giuseppe Verdi
- PNCD 1389A/B Janusz Gniatkowski 40 Piosenek Janusza Gniatkowskiego
- PNCD 1390A/B Wet Fingers Clubbing, Dancing & Romancing. Wet Fingers & Friends
- PNCD 1391A/C Czesław Bartkowski, Jerzy Milian, Krzysztof Komeda, Michał Urbaniak Krzysztof Komeda live at the Jazz Jamboree Festival 1961-1967
- PNCD 1392 Lech Janerka Piosenki (wznowienie SX 2822)
- PNCD 1393A/C Różni wykonawcy Dancing w Ciechocinku. Jesteśmy na wczasach, W rytmie walca i tanga, Przebój za przebojem
- PNCD 1394A/C różni wykonawcy Biesiada. Pod cygańskim niebem, Na Czerniakowie i na Gnojnej, U cioci na imieninach
- PNCD 1395A/C różni wykonawcy Dla Dzieci. Wesołe wierszyki, Bajki muzyczne, Ładne piosenki
- PNCD 1396A/C różni wykonawcy Retro. Stare, przedwojenne tanga. Ordonka i Bodo, Sex appeal
- PNCD 1397A/C różni wykonawcy Gwiazdy scen i estrad. Opera, Operetka, Musical i pieśni
- PNCD 1398A/C różni wykonawcy Festiwale, festiwale. Opole, Kołobrzeg, Sopot
- PNCD 1399A/B Tadeusz Baird Tadeusz Baird Selected Works
- PNCD 1400 Maria Olkisz Carmen. Opera recital
- PNCD 1402 Andrzej Hiolski, Ewa Podleś, Jerzy Marchwiński Karłowicz Hiolski Songs
- PNCD 1403 Polish Violin Sonatas. Żeleński Noskowski
- PNCD 1404 Bronisław Gimpel Bronisław Gimpel Plays Wieniawski
- PNCD 1405 Francesco Meli(inne języki), Orkiestra Filharmonii Poznańskiej pod dyr. Łukasza Borowicza Gwiazdy Światowych Scen Operowych. Francesco Meli
- PNCD 1406 Krzysztof Cwynar Wędrowiec
- PNCD 1407 Music and Politics. Composer – President: Ivo Josipović
- PNCD 1408A/B Natasza Zylska 40 piosenek Nataszy Zylskiej
- PNCD 1409 Magda Zawadzka, Tadeusz Bartosik Bajka muzyczna. Calineczka
- PNCD 1410 Bogusław Wyrobek Legenda rock and rolla
- PNCD 1411 Hanka Ordonówna Plejada Gwiazd polskiej piosenki. Miłość ci wszystko wybaczy
- PNCD 1412 Kalina Jędrusik Plejada Gwiazd polskiej piosenki. Nie pożałuje pan
- PNCD 1413 Ludmiła Jakubczak Plejada Gwiazd polskiej piosenki. Szeptem do mnie mów
- PNCD 1414A/B Katarzyna Bovery 40 piosenek Katarzyny Bovery
- PNCD 1417 Eugeniusz Bodo Plejada Gwiazd polskiej piosenki. Umówiłem się z nią na 9-tą
- PNCD 1418 Barbara Rylska Ta mała jest wstawiona
- PNCD 1419 Adam Aston Każdemu wolno kochać
- PNCD 1420 Zbigniew Kurtycz Cicha woda
- PNCD 1426 Irena Jarocka Piosenki Francuskie
- PNCD 1427 Magdalena Blum, Magdalena Kulig, Stanisław Firlej Elegie
- PNCD 1428 Marino Marini Marino Marini ze swoim kwartetem
- PNCD 1429 Bułat Okudżawa Życzenia dla przyjaciół
- PNCD 1430 różni wykonawcy Emil Młynarski
- PNCD 1431 różni wykonawcy Bajka Muzyczna. Kubuś Puchatek
- PNCD 1432 różni wykonawcy Bajka muzyczna. Chatka Puchatka
- PNCD 1433 Wiesław Ochman Ochman. Najsłynniejsze arie i pieśni
- PNCD 1434 różni wykonawcy Piosenki dla mojej mamy
- PNCD 1435 różni wykonawcy Polska gola! Złote lata polskiej piłki w piosence
- PNCD 1437 Jan Danek Plejada Gwiazd polskiej piosenki. Nicolo, Nicolo, Nicolino
- PNCD 1438 Maciej Kossowski Wakacje z blondynką
- PNCD 1439 różni wykonawcy Baśnie Braci Grimm. Tomcio Paluch
- PNCD 1440 różni wykonawcy Stoliczku, nakryj się. Tańczące krasnoludki
- PNCD 1441 Kazimierz Serocki Awangarda
- PNCD 1442 Marek i Wacek Duet fortepianowy
- PNCD 1443 Agnieszka Kossakowska Złote lata operetki
- PNCD 1444 Adam Zwierz Bas baryton
- PNCD 1446 Barbara Nieman – sopran. Primadonna Teatru Wielkiego w Warszawie
- PNCD 1447A/B Niebiesko-Czarni 40 przebojów
- PNCD 1448 różni wykonawcy Plastusiowy pamiętnik
- PNCD 1449 Szymon Makohin Tryin’ Times
- PNCD 1450 Ola Ost Pozory
- PNCD 1451 Tomasz Szwed Miej czas dla innych
- PNCD 1452 2 plus 1 Aktor
- PNCD 1453 Soma Milion gwiazd
- PNCD 1454 Bajki muzyczne „O Tadku-niejadku, babci i dziadku”, „Kosmiczna heca”
- PNCD 1455A/B Bohdan Łazuka 40 piosenek
- PNCD 1456 Alicja Majewska Jeszcze się tam żagiel bieli
- PNCD 1457A/B 2 plus 1 40 przebojów
- PNCD 1458 Leon Schiller, Jan Maklakiewicz Pastorałka
- PNCD 1459 Bajka muzyczna Dziadek do orzechów
- PNCD 1460A/C Różni wykonawcy The best of Polish Jazz 1964-1990
- PNCD 1462 Kolędy prawosławne
- PNCD 1464 Adam Zwierz Kolędy
- PNCD 1465A/B Andrzej Zaucha 2 CD z 4-ch kultowych winyli
- PNCD 1466 Tajfuny Tajfuny
- PNCD 1467 Chochoły Chochoły
- PNCD 1468 Bizony Bizony. Gwiazdy polskiego big beatu
- PNCD 1469 Jacek Lech Jacek Lech
- PNCD 1470 Dzikusy Dzikusy
- PNCD 1471 Big Beat Sextet, Luxemburg Combo Gwiazdy polskiego Big Beatu
- PNCD 1472 różni wykonawcy Nasze kolędowanie. Białe święta
- PNCD 1473 różni wykonawcy Nasze kolędowanie. Kolędy klasycznie
- PNCD 1474 Blackout Blackout (wznowienie XL 0437)
- PNCD 1475 Bajki muzyczne „Śpiąca Królewna”, „Brzydkie Kaczątko”
- PNCD 1476A/B Baśń muzyczna Guliwer w krainie Liliputów
- PNCD 1477 Tomasz Szukalski Tina Kamila
- PNCD 1478 różni wykonawcy Tylko we Lwowie. Piosenki lwowskie
- PNCD 1479A/B No To Co 40 przebojów
- PNCD 1480 Bajka muzyczna Przygody Robinsona Cruzoe
- PNCD 1481 Maciej Markiewicz Pianoimpressions
- PNCD 1482A/B Anna German 40 piosenek
- PNCD 1484 różni wykonawcy Piosenki Warszawskie. Jak uśmiech dziewczyny kochanej
- PNCD 1492 różni wykonawcy Baśnie. Jerzy Afanasjew
- PNCD 1493A/C Halina Frąckowiak Jubileusz. 50 piosenek na 50-lecie
- PNCD 1494 różni wykonawcy Strange Weekend
- PNCD 1495 Bajka muzyczna Kozucha-kłamczucha / Pies i wilk
- PNCD 1496 Wały Jagiellońskie Etykieta Zastępcza
- PNCD 1497 Toni Keczer Gwiazdy polskiego big beatu
- PNCD 1498 Michaj Burano Gwiazdy polskiego big beatu
- PNCD 1499 Wojciech Skowroński Gwiazdy polskiego big beatu
- PNCD 1500 Pesymiści Gwiazdy polskiego big beatu

#### płyty o nr od 1501
- PNCD 1501 Maria Figiel, Marta Martelińska, Alicja Eksztajn, Hanna Konieczna Śpiewające dziewczyny. Część I
- PNCD 1503 różni wykonawcy Piosenki Derwida / Witolda Lutosławskiego
- PNCD 1504 Anna German Tańczące Eurydyki (wznowienie XL 0284)
- PNCD 1505 Anna German Recital piosenek (wznowienie XL 0424)
- PNCD 1506 Anna German Człowieczy los
- PNCD 1507 Anna German Wiatr mieszka w dzikich topolach (wznowienie XL 0741)
- PNCD 1508 Anna German Arie z opery „Tetide in Sciro” (Tetyda na Wyspie Skyros) (wznowienie XL 0743)
- PNCD 1509 Anna German To chyba Maj (wznowienie SXL 0924)
- PNCD 1510 Anna German Anna German (wznowienie SX 1612)
- PNCD 1511 Anna German Niezapomniane przeboje Anny German (wznowienie SX 2155)
- PNCD 1512 Anna German Powracające słowa vol. 1
- PNCD 1513 Anna German Powracające słowa vol. 2
- PNCD 1515 Bajka muzyczna Król Bul
- PNCD 1516 różni wykonawcy Balkan & Jewish Collection
- PNCD 1517A/B różni wykonawcy Ballady i niuanse
- PNCD 1518 Fotoness When I Die (wznowienie SX 2608)
- PNCD 1519 Bajka muzyczna Pan Twardowski na kogucie
- PNCD 1520 Dżamble Wołanie o słońce nad światem
- PNCD 1521 Włodzimierz Kotoński Awangarda
- PNCD 1522A/B różni wykonawcy Nasze dancingi i prywatki
- PNCD 1523 różni wykonawcy Festiwal Muzyki Filmowej w Krakowie 2013
- PNCD 1524A/B różni wykonawcy Secret Garden
- PNCD 1525 różni wykonawcy Cinema Piano
- PNCD 1526A/B różni wykonawcy Deszczowe piosenki
- PNCD 1530 Budka Suflera 1974–1984 (wznowienie SX 2180)
- PNCD 1531 RSC RSC Fly Rock
- PNCD 1533A/B Jan Ekier Fryderyk Chopin: Mazurki. Jan Ekier (komplet – według Wydania Narodowego)
- PNCD 1534A/B Marek Grechuta, Różni wykonawcy Marek Grechuta – Mistrzowie Polskiej Piosenki
- PNCD 1539 Zbigniew Wodecki Kompozycje
- PNCD 1540A/B Alicja Majewska Piosenki, z których się żyje
- PNCD 1541MP różni wykonawcy Pan Tadeusz
- PNCD 1542 różni wykonawcy Polska muzyka filmowa
- PNCD 1543A/B Marek Grechuta Mistrzowie piosenki
- PNCD 1547 Agnieszka Chrzanowska Piosenki do mężczyzny
- PNCD 1548 Rinko Kobayashi Love / Miłość
- PNCD 1554A/B Rena Rolska 40 piosenek
- PNCD 1555 różni wykonawcy Kochaj tylko mnie
- PNCD 1556 Skaldowie Cała jesteś w skowronkach
- PNCD 1557 różni wykonawcy Piosenki żydowskie. Miasteczka, jakich już nie ma...
- PNCD 1558 Klan Mrowisko
- PNCD 1559 Bajka Królowa zima
- PNCD 1560A/B Regina Pisarek 40 piosenek Reginy Pisarek
- PNCD 1562 Irena Jarocka Gondolierzy znad Wisły
- PNCD 1569 różni wykonawcy Szeptem do mnie mów
- PNCD 1570 Czesław Niemen Dziwny jest ten świat
- PNCD 1571 Czesław Niemen Sukces
- PNCD 1572 Czesław Niemen Czy mnie jeszcze pamiętasz?
- PNCD 1573 Czesław Niemen Enigmatic
- PNCD 1574A/B Czesław Niemen Niemen (1971)
- PNCD 1584A/B Zdzisława Sośnicka Zaśpiewane – Niewydane. Musicals
- PNCD 1585 Zdzisława Sośnicka Dom, który mam
- PNCD 1586 Zdzisława Sośnicka Taki dzień się zdarza raz
- PNCD 1587 Zdzisława Sośnicka Moja muzyka
- PNCD 1588A/B Zdzisława Sośnicka Odcienie samotności
- PNCD 1589 Zdzisława Sośnicka Realia
- PNCD 1590 Zdzisława Sośnicka Aleja gwiazd
- PNCD 1591 Zdzisława Sośnicka Serce
- PNCD 1592 Zdzisława Sośnicka Musicale
- PNCD 1593 Zdzisława Sośnicka Magia serc
- PNCD 1595 Kawalerowie Gwiazdy polskiego big beatu
- PNCD 1596 Budka Suflera Cień wielkiej góry
- PNCD 1598 Tadeusz Nalepa To mój blues
- PNCD 1604 różni wykonawcy Wakacje w stylu retro
- PNCD 1606 różni wykonawcy Apetyt na piosenkę. Z nutą dietetyczną i kaloryczną
- PNCD 1607A/B różni wykonawcy 40 tylko polskich piosenek. Lata '40 i '50 (wczesne)
- PNCD 1612 Anna Maria Stańczyk Chopin, Liszt. Recital
- PNCD 1613 różni wykonawcy Radio Yesterday
- PNCD 1614A/B różni wykonawcy 40 TYLKO POLSKICH PIOSENEK LATA 50. (pierwsza połowa)
- PNCD 1615A/B różni wykonawcy 40 TYLKO POLSKICH PIOSENEK. LATA '50 (druga połowa-cz. I)
- PNCD 1621 Jerzy Grunwald Jerzy Grunwald. Gwiazdy polskiego Big Beatu
- PNCD 1622 Wiślanie Wiślanie. Gwiazdy polskiego Big Beatu
- PNCD 1623 Blackout Blackout. Gwiazdy polskiego Big Beatu
- PNCD 1626 różni wykonawcy Muzyczne babie lato
- PNCD 1627 Tomasz Ritter Bach / Beethoven / Szymanowski / Ginastera
- PNCD 1628 różni wykonawcy Dziecięca Europa
- PNCD 1630 Jacek Kaczmarski Krzyk
- PNCD 1631A/E Witold Rowicki W stulecie urodzin
- PNCD 1636 różni wykonawcy Legiony – drogi do Niepodległości
- PNCD 1637 różni wykonawcy Śpiewy rycerskie i szlacheckie
- PNCD 1638 różni wykonawcy Agnieszka Osiecka. Od słowa do słowa
- PNCD 1639 Skaldowie Greatest Hits of SKALDOWIE vol. 1
- PNCD 1641A/B Eleni 40 piosenek
- PNCD 1642 różni wykonawcy Od karnawału do karnawału
- PNCD 1646 różni wykonawcy Na szelmowską nutę

### płyty kompaktowe PNCD BOX
- PNCD BOX 0001 różni wykonawcy: Fryderyk Chopin. International Chopin Piano Competitions. Zwycięzcy / The winners
- PNCD BOX 0002 różni wykonawcy: Kolekcja najpiękniejszych bajek
- PNCD BOX 0003 różni wykonawcy: Kolekcja bajek Brzechwy
- PNCD BOX 0004 różni wykonawcy: Słynne dzieła muzyki klasycznej
- PNCD BOX 0005 różni wykonawcy: Moniuszko – Dwie największe opery
- PNCD BOX 0006A/D Andrzej Hiolski: Mistrz / Maestro
- PNCD BOX 0007A/E Witold Rowicki: W stulecie urodzin / In the Centenary of the Birth
- PNCD BOX 0009A/H Witold Lutosławski: Centenary Edition. Gold Collection 8CDs
- PNCD BOX 0010 różni wykonawcy: Baśnie braci Grimm
- PNCD BOX 0011 różni wykonawcy: Kubuś Puchatek, Chatka Puchatka
- PNCD BOX 0012 Anna German: Wydanie świąteczne z kolędami
- PNCD BOX 0014A/C różni wykonawcy: Z miłością dla dziecka
- PNCD BOX 0016 różni wykonawcy: Najpiękniejsze słuchowiska dla dzieci

### płyty kompaktowe PNS
- PNS 015 Hanna Samson Dziękuję mamo
- PNS 016 Hanna Samson Czar Ciechocinka niech trwa
- PNS 024 Hanna Samson, Leszek Świdziński Usta milczą dusza śpiewa

### płyty kompaktowe ZCD
- ZCD 832 różni wykonawcy Kronika Dźwiękowa Festiwali Pianistyki Polskiej w Słupsku 1967-1996 1996
- ZCD 834 różni wykonawcy Mennica Państwowa S.A. 1999
- ZCD 836 Józefinki Narysujmy wielkie serce

## Kasety magnetofonowe

### kasety o nr od 1 do 300
- CK 001 Zdzisława Sośnicka Zdzisława Sośnicka 1971
- CK 002 Mira Kubasińska i Breakout Mira 1971
- CK 003 Zofia i Zbigniew Framer
- CK 004 Wanda Warska i Czesław Niemen
- CK 005 Echa ojczyzny /na płycie SX204/
- CK 006 Mazowsze Pieśni i tańce ludowe z różnych regionów kraju /na płycie SX658/
- CK 007 Irena Santor
- CK 008 Czerwone Gitary Czerwone Gitary (3)
- CK 009 Jerzy Połomski /na płycie SX466/
- CK 010 Mieczysław Fogg
- CK 011 Anna German
- CK 012 Tadeusz Woźniak
- CK 017 Salut To Ray Conniff
- CK 019 Breakout Karate /na płycie SX858/
- CK 020 Skaldowie Wszystkim zakochanym 1973
- CK 021 Old Timers z serii Polish Jazz /na płycie SX842/
- CK 022 Sami Swoi z serii Polish Jazz
- CK 023 Bajka Przygody Koziołka Matołka, Cz. I i II /na płycie SX777/
- CK 024 Bajka Przygody Koziołka Matołka, Cz. III i IV /na płycie SX898/
- CK 025 Wojciech Skowroński /na płycie SX799/
- CK 026 Jerzy Grunwald /na płycie SX957/
- CK 027 Dwa Plus Jeden /na płycie SX866/
- CK 028 Warren Schatz
- CK 029 Orkiestra Symfoniczna Filharmonii Narodowej pod dyr. Władysława Słowińskiego Marsze i tańce symfoniczne /płyta SX828/
- CK 030 Chopin Koncert No 1 Jan Ekier /płyta SX060/
- CK 031 Warsaw National Philharmonia, Witold Rowicki, F. Mendelssohn-Bartholdy / M. Ravel Suita "Sen Nocy Letniej" / Bolero 1972
- CK 033 Rosyjskie pieśni
- CK 034 Bractwo Kurkowe
- CK 035 Johann Strauss Walce
- CK 036 Czesław Niemen Enigmatic /płyta SX576/
- CK 037 Klasyczne miniatury J.S.Bach, Beethoven, Haydn, Gluck
- CK 048 Piosenki dla dzieci
- CK 050 Maria Koterbska /płyta SX800/
- CK 051 Mazowsze Mazowsze śpiewa kolędy /płyta SX190/
- CK 052 Irena Santor Kolędy i pastorałki /płyta SX510/
- CK 053 Kujawiaki i mazury Zespół Klarnecistów Maciejewskiego /płyta SX776/
- CK 054 Polki i oberki /płyta SX702/
- CK 055 Bajki dla dzieci
- CK 056 Idzie żołnierz /płyta SX210/
- CK 057 Orkiestra z Chmielnej Zakazane piosenki /płyta SX644/
- CK 058 O krasnoludkach i o sierotce Marysi /płyta SX927/
- CK 059 Jerzy Połomski /płyta SX907/
- CK 060 Ryszard Tarasewicz Pieśni i arie
- CK 061 Mieczysław Święcicki Romanse /płyta SX600/
- CK 063 Homo Homini Homo Homini
- CK 064 Czerniakowska Orkiestra Uliczna Ballady podmiejskie /płyta SX767/
- CK 065 Kabaret /płyta SX1128/
- CK 066 Wiesław Ochman Pieśni które zdobyły świat /płyta SX544/
- CK 067 Zdzisława Sośnicka Zdzisława Sośnicka 2 1974 /płyta SX1073/
- CK 068 Mazowsze /płyta SX141/
- CK 069 Bajki muzyczne Księżniczka na ziarnku grochu / Lata ptaszek /płyta SX1159/
- CK 070-072 Leon Leszek Szkutnik My New Hobby English /płyty XL 901 XL902 i XL903/
- CK 076 Jan Sebastian Bach Utwory organowe
- CK 088 Franz Lehar Fragmenty operetek
- CK 093 Hanka Ordonówna /na płycie XL931/
- CK 094 Maryla Rodowicz /na płycie SX1099/
- CK 095 Breakout – Kamienie /na płycie SX1140/
- CK 096 Frank Sinatra /na płycie SX1074/
- CK 1028/076/1029 Jan Sebastian Bach Utwory organowe (BOX)
- CK 083 Mazowsze
- CK 085 ECHA OJCZYZNY – Wiązanka popularnych pieśni ludowych i żołnierskich
- CK 112 Louis Armstrong /na płycie SX1158/
- CK 113 SBB I /na płycie SX1142/
- CK 114 Halina Frąckowiak /na płycie SX1055/
- CK 115 Krzysztof Krawczyk /na płycie SX1092/
- CK 116 Anna Jantar Tyle słońca w całym mieście /na płycie SX1089/
- CK 127 Chałturnik
- CK 128 Irena Santor
- CK 129 Tadeusz Woźniak Odcień ciszy
- CK 130 Kapela z Chmielnej
- CK 131 Kapela Czerniakowska
- CK 132 Bemibem /na płycie 1013/
- CK 133 Jerzy Połomski
- CK 134 Hair /na płycie SX1179/
- CK 135 Stan Borys
- CK 136 SBB II /na płycie SX1345/
- CK 137 Gold Washboard Polish Jazz vol.41
- CK 138 The Nice
- CK 139 Keith Emerson Keith Emerson and the Nice
- CK 140 Atomic Roster
- CK 141 Rare Birel
- CK 142 Dwa Plus Jeden
- CK 143/5 Mówimy po angielsku – kurs dla początkujących
- CK 146/8 Mówimy po niemiecku – kurs dla początkujących
- CK 149/51 Mówimy po francusku – kurs dla początkujących
- CK 165 Bajka Pinokio. Bajka muzyczna /na płycie SX1453/
- CK 166 Teresa Żylis-Gara – Arie operowe /na płycie SX1420/
- CK 167 SPPT Chałturnik – Kto tak pięknie gra /na płycie SX1406/
- CK 168 Norrie Paramor and The Midland Radio Orchestra /na płycie SX1304/
- CK 169 George Gershwin, Joe Fox and The Radio Orchestra /na płycie SX1303/
- CK 170 Ryszard Tarasewicz – Tobie śpiewam tę pieśń
- CK 171 Pora na Telesfora /na płycie SX1474/
- CK 172 General
- CK 173 Mazowsze
- CK 174 Old Timers
- CK 175 Asocjacja Hagaw i Andrzej Rosiewicz
- CK 176 Sami Swoi – Ach, jak przyjemnie /na płycie SX1353/
- CK 177 Anna Jantar Za każdy uśmiech Twój /na płycie SX1360/
- CK 178 Partita Niech Ziemia tonie w kwiatach /na płycie SX1397/
- CK 179 Czesław Niemen Katharsis /na płycie SX1262/
- CK 180 SBB Pamięć 1976
- CK 181 Czerwone Gitary – Port piratów /na płycie SX1383/
- CK 182 Mieczysław Fogg – Zawsze będzie czegoś ci brak /na płycie SX1263/
- CK 183 Noc w Europejskim /na płycie SX1350/
- CK 184 Extra Ball – Narodziny /na płycie SX1414/
- CK 185 Budka Suflera – Przechodniem byłem między wami /na płycie SX1398/
- CK 186 O dwóch takich co ukradli księżyc /na płycie SX1436/
- CK 188 Locomotiv GT In Warsaw /na płycie SX1384/
- CK 189 Daniel – Bezpańska miłość /na płycie SX1344/
- CK 190 Roma /na płycie SX1375/
- CK 191 Orkiestra z Chmielnej Wspomniałem ten dzień /na płycie SX1399/
- CK 192 Wiesław Ochman /na płycie SX1281/
- CK 193 Bajki Alicja w krainie czarów /na płycie SX1321/
- CK 194 Gawęda
- CK 195 SBB Ze słowem biegnę do ciebie 1977 /na płycie SX1434/
- CK 196 Breakout NOL 1976
- CK 197 Krzysztof Krawczyk Rysunek na szkle /na płycie SX1424/
- CK 198 Vistula River Brass Band Vistula River Brass Band /na płycie SX1479/
- CK 199 Piotr Janczerski
- CK 200 Oto oni – epos żołnierski Kołobrzeg '77
- CK 201/206 Język angielski
- CK 207/212 English 901 A Basic Course
- CK 213 Rock ’n’ Roll /na płycie SX1530/
- CK 214 Hits BBS and Alaska Records /na płycie SX1486/
- CK 215 Discoland /na płycie SX1696/
- CK 216 Angi Domdey – Wallance Davenport /na płycie SX1529/
- CK 217 Arp Life Group – Jumbo-Jet /na płycie SX1509/
- CK 218 Violetta Villas Nie ma miłości bez zazdrości /na płycie SX1544/
- CK 219 Happy End Jak się masz kochanie /na płycie SX1515/
- CK 220 Gawęda /na płycie SX1573/
- CK 221 Asocjacja Hagaw Andrzej Rosiewicz i Ewa Olszewska /na płycie SX1490/
- CK 222 Centralna Orkiestra Reprezentacyjna Wojska Polskiego Marsze historyczne /na płycie SX1618/
- CK 223 Big Band Katowice Big Band Katowice /na płycie SX1543/
- CK 225 Afric Simone Afric Simone /na płycie SX1585/
- CK 227 Ludwig van Beethoven III symfonia Es-dur Eroica Op. 55 /na płycie SX1440/
- CK 228 Ludwig van Beethoven V Symfonia c-moll Op. 67 /na płycie SX1164/
- CK 229 Ludwig van Beethoven VI Symfonia F-dur Pastoralna Op. 68 /na płycie SX1456/
- CK 230 Leonard Andrzej Mróz – Arie operowe
- CK 231 Teresa Wojtaszek-Kubiak
- CK 232 Wiesław Ochman tenor – Arie operowe /na płycie SX1371/
- CK 233 Edward Grieg – Suity 1, 2 Op. 46, 55
- CK 234 Eugene Indjic piano – Chopin Ballady /na płycie SX1224/
- CK 235 Krystian Zimerman – Fryderyk Chopin I Koncert Fortepianowy e-moll Op. 11
- CK 236 Antonio Vivaldi Cztery pory roku
- CK 237 Igor Strawinski Symfonia Psalmów
- CK 237/794/795 Igor Strawinski Suity baletowe – Symfonia Psalmów (BOX)
- CK 237 Igor Strawiński Petroushka balet suita conductor Witold Rowiński /na płycie SX1368/
- CK 239 Śląsk 25 lat /na płycie SX1781/
- CK 240 Dwa Plus Jeden – Teatr na drodze /na płycie SX1574/
- CK 241 Światła dyskoteki
- CK 242 Przeboje gwiazd /I.Santor, J.Lech, H.Kunicka, K.Krawczyk,M.Rodowicz, Czerwone Gitary
- CK 243 Livin’ Blues – Blue Breeze /na płycie SX1687/
- CK 244 Zielona Góra
- CK 245 Orkiestra Gustawa Broma
- CK 246/7 Koncert gwiazd – Teresa Żylis-Gara i Wiesław Ochman /na płytach SX1568//9
- CK 249/252 Stanisław Moniuszko – Straszny dwór /na płytach SX1671/4
- CK 253 Bajki muzyczne – Jak Janek i Marianek, Lisek urwisek /na płycie SX1039/
- CK 254 Bajka muzyczna Tomcio Paluch /na płycie SX1641/
- CK 255 Krystian Zimerman gra sonaty Ludiwk van Beethoven, Sergiej Prokofiew, Grażyna Bacewicz /na płycie SX1510/
- CK 262/4 Stanisław Moniuszko Halka
- CK 265 Zapraszamy do Trójki /na płycie SX1738/
- CK 266 Lidia Stanisławska – Gwiazda nad tobą /na płycie SX1711/
- CK 267 Geoff Love and His Orchestra – Tangos With Love /na płycie SX1735/
- CK 268 A Super Kinda Feelin – Super Love /na płycie SX1741/
- CK 269 Paulos Raptis – ’O sole mio /na płycie SX1549/
- CK 270 Swing Session Swing Session /na płycie SX1695/
- CK 271/5 Deutsch mein neues Hobby /na płytach SX1462/6
- CK 276/9 Wymowa francuska /na płytach SX1458/61
- CK 280/2 Język włoski dla początkujących
- CK 283 Dream Express Dream Express /na płycie SX1740/
- CK 284 Geoff Loves Orchestra – 13 Famous Disco Hits /na płycie SX1757/
- CK 285 Janusz Muniak Quintet Question Mark vol. 54 /na płycie SX1616/
- CK 286 Second Life – Why /na płycie SX1758/
- CK 287 różni wykonawcy Tango dawniej i dziś /na płycie SX1760/
- CK 288 General – Heart Of Rock /na płycie SX1761/
- CK 289 Old Timers and Wild Bill Davison /na płycie SX1771/
- CK 290 Wielkopolska /na płycie SX1638/
- CK 291 W rytmie polski
- CK 292 Charlie Parker /na płycie SX1646/
- CK 293 Earl Bud’ Powell /na płycie SX1647/
- CK 294 Bajka Calineczka. Bajka muzyczna według H.C. Andersena /na płycie SX1855/
- CK 295/7 Mówimy po polsku – Język polski dla cudzoziemców /na płytach SX1707/9
- CK 300 Disco-Flash /na płycie SX1998/

### kasety o nr od 301 do 600
- CK 301 Drupi Drupi
- CK 302 Czesław Niemen Postscriptum 1980
- CK 303 Pod Budą Pod Budą
- CK 306 Disco Sound Geoff Love’s Orchestra
- CK 309 Playtime with music (instrumental)
- CK 310 Śląsk Śląsk. 25 lat
- CK 311 Salvo Solo tu
- CK 316 Extra Ball Go Ahead
- CK 318 Bajki muzyczne Bajki Pana Słonia/Chatka z piernika
- CK 319 Teatr Syrena Wielki Dodek
- CK 321 Mira Zimińska Przeboje tamtych lat
- CK 322 Captain Singleton Melodies. String Orchestra conducted by Leszek Bogdanowicz
- CK 323 różni wykonawcy Najpiękniejsze kolędy
- CK 330 Budka Suflera Ona przyszła prosto z chmur 1980
- CK 342/343 Pod Egidą Kabaret Pod Egidą cz.1/Kabaret Pod Egidą cz.2 1981
- CK 348 Mazowsze
- CK 349 Anna German Niezapomniane przeboje Anny German
- CK 351 Ewa Demarczyk Ewa Demarczyk śpiewa piosenki Zygmunta Koniecznego
- CK 354 Tematy hiszpańskie w muzyce symfonicznej
- CK 358 Włodzimierz Kamirski i Orkiestra Polskiego Radia i Telewizji w Warszawie Piotr Czajkowski – Suity Baletowe: Jezioro Łabędzie op. 20 / Śpiaca Królewna op. 66a
- CK 362 Exodus The Most Beautiful Day 1981
- CK 363/442/602 Eleni Największe przeboje
- CK 367 Juliusz Słowacki Wiersze Arcydzieła Literatury Polskiej
- CK 369 Julian Tuwim Kwiaty polskie – Fragmenty poematu
- CK 369/503/835 Julian Tuwim, Konstanty Ildefons Gałczyński, Maria Pawlikowska-Jasnorzewska Arcydzieła Literatury Polskiej (BOX)
- CK 374 Zenon Laskowik Z tyłu sklepu, czyli benefis Zenona Laskowika 1980
- CK 375 Chór i Orkiestra Symfoniczna Filharminii Narodowej Karol Szymanowski – Harnasie
- CK 378 Karol Szymanowski Stabat Mater Op. 53, IV SYMFONIA KONCERTUJĄCA Op. 60
- CK 384 Bajka muzyczna Miki Mol i zaczarowany kuferek czasu 1 & 2
- CK 385 Goombay Dance Band Sun of Jamaica
- CK 386/8 Uczymy się polskiego
- CK 390 Nasza Basia Kochana Nasza Basia kochana
- CK 393 Collegium Musicae Sacrae Kolędy i pastorałki
- CK 397 Maryla Rodowicz Święty spokój 1982
- CK 398 Józef Skrzek Wojna światów – następne stulecie soundtrack
- CK 399 Dream Express Dream Express
- CK 400 Xavier Cugat And His Orchestra(inne języki) Braziliana
- CK 404 Eleni Lovers
- CK 408/12 Listen and Learn – kurs dla początkujących
- CK 415 Bajka muzyczna Kubuś Puchatek
- CK 416 Bajka muzyczna Chatka Puchatka
- CK 417 Bon Voyage – język francuski dla początkujących
- CK 418 RSC RSC (tzw. fly rock)
- CK 425 Bajki Wars i Sawa, Smok ze Smoczej Jamy. Legendy z tekstem Wandy Chotomskiej
- CK 426 Bajki na dobranoc – Jak Zabłocki wyszedł na mydle, Orzeszek, Podkowa szczęścia, Kłopoty króla Gwoździka
- CK 427 Orkiestra z Chmielnej Największe przeboje
- CK 432 Oddział Zamknięty Oddział Zamknięty 1983
- CK 435 Ewa Bem Loves The Beatles 1984
- CK 436 Banda i Wanda Banda i Wanda 1984
- CK 438 Kombi Nowy rozdział 1984
- CK 439 różni wykonawcy Kołobrzeg Premiery '84
- CK 442 Eleni Morze snu 1984
- CK 444 Towarzystwo Nostalgiczne SWINGULANS
- CK 445 Aleksander Nowacki Własność prywatna 1985
- CK 447 Bajki Stoliczku nakryj się, Tańczące krasnoludki. Bajki według braci Grimm
- CK 454 Ivo Pogorelić Fryderyk Chopin – X Międzynarodowy Konkurs Im. F. Chopina
- CK 456 Witold Małcużyński Fryderyk Chopin – Wielkie Polonezy
- CK 462 Bajka muzyczna Wiosna radosna
- CK 464 Jan Kiepura Arie operowe
- CK 465 Jan Kiepura Pieśni i piosenki filmowe
- CK 473/4 Have a nice trip – Język angielski dla początkujących
- CK 482 Bajki muzyczne Legenda o złotej kaczce/Legenda o czarodziejskim młynku
- CK 488 Klaus Schulze Rainer Bloss Dziękuję Poland vol.1 (reedycja)[18]
- CK 489 Klaus Schulze Rainer Bloss Dziękuję Poland vol.2 (reedycja)[19]
- CK 490 Maryla Rodowicz Gejsza nocy 1986
- CK 491 Bolter Więcej słońca 1986
- CK 496 Stanisław Bunin Fryderyk Chopin – XI Międzynarodowy Konkurs Pianistyczny Im. F. Chopina Warszawa – 1985
- CK 497 Marc Laforêt Fryderyk Chopin – X Międzynarodowy Konkurs Im. F. Chopina
- CK 499 Muzyka i piosenki z filmu Akademia pana Kleksa
- CK 500 Muzyka i piosenki z filmu Podróże pana Kleksa
- CK 501 Dżem Cegła 1985
- CK 502 Jarosław Kukulski i jego przeboje 1985
- CK 503 Konstanty Ildefons Gałczyński Wiersze. Niobe – Fragmenty poematu
- CK 369/503/835 Julian Tuwim, Konstanty Ildefons Gałczyński, Maria Pawlikowska-Jasnorzewska Arcydzieła Literatury Polskiej (BOX)
- CK 506 Asocjacja Hagaw Please
- CK 507 różni wykonawcy Szał by Night. Chałupy Welcome to
- CK 508/9 Stanisław Grzesiuk Szemrane piosenki
- CK 512 Baśń muzyczna – Jerzy Afanasjew Dziwne przygody pana zająca
- CK 516 Chór Męski przy Kościele Św. Jakuba w Warszawie Boże Narodzenie w Polsce
- CK 521 różni wykonawcy – Jan Skrzek, Browar Łomża, Nocna Zmiana Bluesa Blues po polsku vol.1 1986
- CK 523 Władysław Komendarek Władysław Komendarek 1985
- CK 525 Mr. Zoob To tylko ja 1986
- CK 527/9 Język francuski dla dzieci
- CK 533 TSA Heavy Metal World (ang.) 1986
- CK 534 Lady Pank LP 3 1986
- CK 535/7 różni wykonawcy Słynne uwertury
- CK 535/967/968/969/807/864/970/971/954/972/997/981 Wolfgang Amadeus Mozart Uwertury operowe, symfonie, koncerty fortepianowe, koncerty skrzypcowe, Requiem (BOX)
- CK 547 Bajka Pan Twardowski na kogucie
- CK 549 Mieczysław Wojnicki Najpiękniejsze arie operetkowe 1986
- CK 552 Super Duo Głuche krokodyle 1986
- CK 553 Tadeusz Nalepa Sen szaleńca 1987
- CK 554 Natalia Kukulska Natalia 1986
- CK 556 Elżbieta Adamiak Do Wenecji stąd dalej 1986
- CK 558 Leszek Długosz La Poussière de L’été 1986
- CK 560 Rendez-Vous Rendez-Vous 1986
- CK 562 Ewa CK 5i Jerzy Włodarek Kantry 1987
- CK 563 różni wykonawcy – Tadeusz Nalepa, Wielka Łódź Blues po polsku Vol. 2 1987
- CK 564 Electronic Division Electronic Division 1986
- CK 568 Ferenc Liszt Poematy symfoniczne
- CK 570 Anna Maria Stańczyk Plays Liszt
- CK 572 Piotr Szczepanik Największe przeboje
- CK 573 Budka Suflera Giganci tańczą 1986
- CK 574 Witold Rowicki i Orkiestra Symfoniczna Filharmonii Narodowej Tematyka Dziecięca w Muzyce Symfonicznej
- CK 578 Johnny Cash Greatest Hits 1987
- CK 579 Mieczysław Fogg Niezapomniane przeboje 1987
- CK 580 różni wykonawcy Młynarski śpiewany przez przyjaciół 1986
- CK 581 Leszek Winder Blues Forever 1985
- CK 585 Karol Stryja i Orkiestra Symfoniczna Filharmonii Śląskiej Utwory na Orkiestrę – Borodin / Różycki / Verdi / Schumann
- CK 586 Zygmunt Latoszewski i Wielka Orkiestra Symfoniczna Polskiego Radia w Katowicach Utwory na Orkiestrę – Debussy / Dukas / Ravel
- CK 589 różni wykonawcy Słoneczne rytmy
- CK 590 Wojciech Młynarski W Ateneum 1987
- CK 593 Edyta Geppert Och, życie kocham cię nad życie 1987
- CK 596 Alicja Majewska Piosenki Korcza i Młynarskiego
- CK 598 Grzegorz Markowski Kolorowy telewizor 1987
- CK 600 Shakin’ Stevens Greatest Hits

### kasety o nr od 601 do 900
- CK 601 Kapela Gdańska Tańczy szmal 1987

- CK 602 Eleni Miłość jak wino 1987
- CK 604 Udo Jürgens Udo Jürgens
- CK 606 „Gawęda” Gawęda i detektywi
- CK 607 Bajka muzyczna: Okruszek w krainie baśni cz. 1
- CK 608 Bajka muzyczna: Okruszek w krainie baśni cz. 2
- CK 618 Niemiecki dla matematyków
- CK 623 Ulubione bajki „Kot w butach”, „Jaś i Małgosia” itd.
- CK 631 Polska Orkiestra Kameralna Jerzy Maksymiuk
- CK 638 Bajki. Adam Mickiewicz
- CK 639 Baśń Muzyczna. O królu bocianie
- CK 641 Bajki Natalki
- CK 642 różni wykonawcy: Fasola (1) Przeboje z Telewizyjnego Teatrzyku Piosenki dla Dzieci
- CK 653 Halina Frąckowiak Dancing Queen
- CK 654 Young Power: Young Power Polish Jazz vol. 72
- CK 656 Jarosław Śmietana: Sounds & Colours Polish Jazz vol. 73
- CK 657 Krystyna Giżowska Przeżyłam z tobą tyle lat 1987
- CK 659 Maryla Rodowicz Polska Madonna 1987
- CK 660 Korba Motywacje 1987
- CK 661 Sława Przybylska Sława Przybylska śpiewa ulubione przeboje
- CK 667 Allan Caddy Orchestra and Singers Jesus Christ Superstar 1987
- CK 671/82 Adam Mickiewicz Pan Tadeusz
- CK 688 Polska muzyka fortepianowa. Ignacy Jan Paderewski. Rinko Kobayashi fortepian
- CK 690 Polska muzyka fortepianowa. Aleksander Tansman. Waldemar Malicki fortepian
- CK 691 Georg Friedrich Haendel Koncerty organowe vol.1
- CK 692 Georg Friedrich Haendel Koncerty organowe vol.2
- CK 693 Georg Friedrich Haendel Koncerty organowe vol.3
- CK 694 Adam Zwierz Gdy się Chrystus rodzi 1987
- CK 695/6 Mówimy po hiszpańsku – Kurs dla początkujących
- CK 697 Johann II Strauss Walce – Transkrypcje na fortepian
- CK 700 Dżem Zemsta nietoperzy 1987
- CK 701 Tadeusz Nalepa Numero Uno 1989
- CK 702 Deuter 1987 1988
- CK 703 Wiesław Pieregorólka Big Band
- CK 704 Nocna Zmiana Bluesa The Blues Nightshift 1988
- CK 705 Krzak Ostatni koncert 1987
- CK 708 John Mayall Bluesbreakers
- CK 713 Piotr Paleczny Fryderyk Chopin. Koncert e-moll Op. 11
- CK 714 Piotr Paleczny Fryderyk Chopin. Koncert f-moll Op. 21. Etiuda a-moll Op.25 Nr 11
- CK 718 ABBA The best of ABBA vol. 1
- CK 719 ABBA The best of ABBA vol. 2
- CK 720 Bajm Nagie skały 1988
- CK 729 Jerzy Połomski Jak ten czas leci 1988
- CK 730 Kora, Püdelsi Bela Pupa 1988
- CK 731 Marek & Vacek The Last Concert vol. 1 1988
- CK 732 Marek & Vacek The Last Concert vol. 2 1988
- CK 738 Dire Straits Love over Gold 1988
- CK 739 Leszek Długosz Leszek Długosz 1988
- CK 745 Orkiestra Polskiego Radia Melodie Wiedeńskich Straussów 1989)
- CK 747 Franciszek Schubert Sonata A-dur Op. 120, Moments Musicaus C-dur Op. 94
- CK 749 Władysław Kędra Dla Elizy
- CK 750 Carl Philipp Emanuel Bach Koncerty organowe
- CK 753 różni wykonawcy 1 Przeboje Kołobrzeskich Festiwali. Po ten kwiat czerwony
- CK 754 Urszula Czwarty raz 1988
- CK 755 Lady Pank Tacy sami 1989
- CK 759 Wojciech Młynarski Recital '71
- CK 761 Voo Voo Małe Wu Wu 1989
- CK 763 Jonasz Kofta i Jego piosenki 1988
- CK 765 Engelbert Humperdinck – The Best Of Engelbert Humperdinck 1988
- CK 766 Pink Floyd Dark Side of the Moon
- CK 770 Krzysztof Daukszewicz Pralnia 1988
- CK 773 Lonstar Band Różne kolory 1989
- CK 774 różni wykonawcy Opole 88. Przeboje
- CK 776 Alicja Majewska, Jerzy Połomski, Łucja Prus Kolędy
- CK 777 Alex Band Hits of the World 2
- CK 783 różni wykonawcy: Andrzej Jastrzębiec-Kozłowski – Całuj gorąco
- CK 786 T.Love Wychowanie 1989
- CK 787 Marino Marini Marino Marini jakiego pamiętamy
- CK 788 różni wykonawcy: Tango Apaszowskie
- CK 794 Igor Strawinski Święto wiosny
- CK 237/794/795 Igor Strawinski Suity baletowe – Symfonia Psalmów (BOX)
- CK 795 Igor Strawinski Symfonia Psalmów
- CK 237/794/795 Igor Strawinski Suity baletowe – Symfonia Psalmów (BOX)
- CK 796 Bernard Kafka featuring Ewa Bem Metamorphosis
- CK 798 Pick Up To nie jest jazz 1989
- CK 806 Władysław Komendarek Promenada 1989
- CK 809 Obywatel G.C. Tak! Tak! 1988
- CK 811 Miles Davis Tutu
- CK 812 Prince And The Revolution Purple Rain
- CK 813 Madonna True Blue
- CK 814 The Manhattan Transfer Brasil
- CK 815 Linda Ronstadt What’s New 1988
- CK 816 Foreigner Inside Information
- CK 817 Bruce Springsteen Tunnel of Love 1988
- CK 818 Michael Jackson Bad
- CK 819 George Michael Faith 1988
- CK 823 Mireille Mathieu 1988
- CK 824 Leonard Cohen I’m Your Man
- CK 825 Kwartet Jorgi Kwartet Jorgi 1989
- CK 827 Kim Wilde Close
- CK 835 Maria Pawlikowska-Jasnorzewska Wiersze
- CK 369/503/835 Julian Tuwim, Konstanty Ildefons Gałczyński, Maria Pawlikowska-Jasnorzewska Arcydzieła Literatury Polskiej (BOX)
- CK 838 Sławomir Kulpowicz Sadhana
- CK 840 Mechanik Szuja 1989
- CK 842 Jarosław Śmietana Touch of Touch 1989
- CK 843 Texel Texel 1989
- CK 847 Tina Turner Tina Live in Europe vol. 1 1989
- CK 848 Tina Turner Tina Live in Europe vol. 2 1989
- CK 851 Ewa Dałkowska Zziębnięte serce vol. 2 1989
- CK 853 różni wykonawcy Bajlandia. Piosenki dla małych i dużych
- CK 854 Lyrics in English – for comprehension and interpretation
- CK 855 Irena Woźnicka Miss Polonia
- CK 859 Zdzisława Sośnicka Serce 1989
- CK 862 Novi Singers Novi śpiewają Chopina
- CK 869 Jan Sebastian Bach The Best Of...
- CK 871 Easy Rider Ridin' Easy 1989
- CK 872 Dušan Przeboje San Remo
- CK 873 Ulubione utwory romantyczne
- CK 874 Kombi Tabu 1989
- CK 876 Young Power Nam Myo Ho Renge Kyo 1989
- CK 878 Skaldowie Nie domykajmy drzwi 1989
- CK 879 Iwona Niedzielska Twoja laleczka
- CK 885 Voo Voo Z środy na czwartek 1989
- CK 889 różni wykonawcy Hocki klocki
- CK 893 Marianna Wróblewska Wieczór samotnych pań
- CK 895 Jacek Kaczmarski Krzyk
- CK 896 One Million Bulgarians Blues? 1990
- CK 898 Ryszard Sygitowicz Nikt nie woła 1989
- CK 899 Grzegorz Skawiński Skawiński 1989
- CK 900 różni wykonawcy Jarocin ’88 1989

### kasety o nr od 901 do 1200
- CK 901 Warszawskie dzieci 1989
- CK 902 Józef Skrzek Live 1989
- CK 903 Raga - Sangit Klasyczne Ragi Indii 1989
- CK 904 Alibabki Wesołych Świąt 1989
- CK 910 Korba Sto papierów 1989
- CK 912 Sztywny Pal Azji Szukam nowego siebie 1989
- CK 916/917 Tadeusz Nalepa To mój blues 1989
- CK 920 Urszula Dudziak & Walk Away Magic Lady
- CK 921 Bajka muzyczna Niech żyje słoń
- CK 923 Jacek Różański Życie to nie teatr
- CK 924 Seweryn Krajewski Części zamienne. Strofki 2
- CK 929 Lech Janerka Piosenki 1989
- CK 930 Tadeusz Drozda Bara Bara Show 1989
- CK 933 Marek Grechuta Krajobraz pełen nadziei 1990
- CK 935 Krystyna Prońko Subtelna gra
- CK 938 Anna German Powracające słowa vol. 1 1990
- CK 939 Anna German Powracające słowa vol. 2 1990
- CK 941 Wojciech Gąssowski Gdzie się podziały tamte prywatki
- CK 942 Non Iron, Depozyt Blues po polsku Vol. 3
- CK 944 Deborah Brown, Zbigniew Namysłowski Deborah Brown & Zbigniew Namyslowski Quartet 1989
- CK 946 The Klaxons(inne języki) Clap Clap
- CK 949 Stevie Wonder Characters
- CK 950 Michał Urbaniak Cinemode 1990
- CK 952 różni wykonawcy Stanisław Moniuszko. Hrabina 1989
- CK 954 Wolfgang Amadeus Mozart Koncerty fortepianowe d-moll Nr 20, A-dur Nr 23
- CK 535/967/968/969/807/864/970/971/954/972/997/981 Wolfgang Amadeus Mozart Uwertury operowe, symfonie, koncerty fortepianowe, koncerty skrzypcowe, Requiem (BOX)
- CK 957 Lora Szafran Lonesome Dancer 1989
- CK 959 różni wykonawcy Top Rock – przeboje Trójki 1990
- CK 960 Turbo Epidemic 1990
- CK 961 Nocna Zmiana Bluesa Zróbmy to razem 1990
- CK 963 Obywatel G.C. Stan strachu 1989
- CK 964 Sabrina
- CK 973/5 Joseph Haydn Symfonie
- CK 976 Madonna Like a Prayer
- CK 979 różni wykonawcy Gwiazdy mocnego uderzenia 1990
- CK 989 Zdzisława Sośnicka Musicale 1990
- CK 990 Danuta Stankiewicz Wernisaż 1990
- CK 992 Ziyo Witajcie w teatrze cieni 1990
- CK 993/5 Jeremi Przybora i Jerzy Wasowski Piosenki Jeremiego Przybory i Jerzego Wasowskiego
- CK 999 Phil Collins …But Seriously
- CK 1000 Wojciech Młynarski Jeszcze w zielone gramy 1990
- CK 1001 Przemysław Gintrowski Raport z oblężonego miasta 1990
- CK 1002 Michaj Burano Największe przeboje
- CK 1010 Bon Jovi New Jersey
- CK 1012 Fryderyk Chopin The Golden Twelve vol.1
- CK 1013 Fryderyk Chopin The Golden Twelve vol.2
- CK 1014 Fryderyk Chopin The Golden Twelve vol.3
- CK 1015 Fryderyk Chopin The Golden Twelve vol.4
- CK 1016 Fryderyk Chopin The Golden Twelve vol.5
- CK 1018 Eric Clapton Journeyman
- CK 1019 Cher Cheart of Stone
- CK 1020 King Diamond Conspiracy
- CK 1021 Slayer Live Undead
- CK 1022 Fryderyk Chopin – Najlepsze wykonanie polonezów
- CK 1023 Fryderyk Chopin – Najlepsze wykonanie polonezów
- CK 1024 Fryderyk Chopin – Najlepsze wykonanie mazurków
- CK 1025 Fryderyk Chopin – Najlepsze wykonanie mazurków
- CK 1026 Fryderyk Chopin – Najlepsze wykonanie mazurków
- CK 1027 Anna Jantar The Best of 2 1990
- CK 1028 Jan Sebastian Bach Utwory organowe
- CK 1028/076/1029 Jan Sebastian Bach Utwory organowe (BOX)
- CK 1029 Jan Sebastian Bach Utwory organowe
- CK 1028/076/1029 Jan Sebastian Bach Utwory organowe (BOX)
- CK 1030/2 Jan Sebastian Bach Koncerty klawesynowe (BOX)
- CK 1034/6 Jan Sebastian Bach Koncerty na różne instrumenty (BOX)
- CK 1037/9 Wielka Orkiestra Symfoniczna Polskiego Radia i Telewizji w Katowicach pod dyr. Stanisława Wisłockiego Johannes Brahms – Symphonies Nos. 1-4 (BOX)
- CK 1040 Madonna I’m Breathless 1990
- CK 1041 Krzysztof Daukszewicz Bieda 1990
- CK 1042/4 różni wykonawcy Kabaret Starszych Panów
- CK 1048/50 Wielka Orkiestra Symfoniczna PR i TV w Katowicach Peter Tchaikovsky – Symfonia IV, V, VI (BOX)
- CK 1052 Led Zeppelin Led Zeppelin II
- CK 1053 Led Zeppelin Led Zeppelin IV
- CK 1054 Chór Archikatedry Warszawskiej Bóg się rodzi – Kolędy i pastorałki
- CK 1057 Big Cyc Z partyjnym pozdrowieniem. 12 hitów w stylu lambada hardcore 1990
- CK 1058 Holloee Poloy The Big Beat 1990
- CK 1059 Sacred Reich The American Way
- CK 1061 Non Iron Candless & Rain 1990
- CK 1062 Moskwa Życie niezwykłe 1990
- CK 1063 Józef Skrzek Wracam 1990
- CK 1065 Acid Drinkers Are You a Rebel? 1991
- CK 1066 Walk Away Live 1990
- CK 1068 Pat Metheny, Dave Holland & Roy Haynes Question and Answer 1990
- CK 1073 Janusz Gniatkowski Z piosenką przez świat
- CK 1074 Mieczysław Wojnicki Chciałbym wrócić to tych dni
- CK 1075 Jerzy Michotek Piosenki dla sąsiadki
- CK 1076 Maria Koterbska Życie zdarza się raz 1990
- CK 1077 Marta Mirska Dawnych wspomnień czar
- CK 1079 Tadeusz Woźniakowski Szczęście mieszka w tobie
- CK 1081 AC/DC The Razor’s Edge
- CK 1082 różni wykonawcy Guitar Master 1990
- CK 1083/5 Breakout Na drugim brzegu tęczy, Blues, Karate 1990 (BOX)
- CK 1086/8 Czerwone Gitary To właśnie my, Czerwone Gitary (2), Czerwone Gitary (3) 1990 (BOX)
- CK 1089 Czerwono-Czarni Czerwono-Czarni
- CK 1090 Czerwono-Czarni 17.000.000
- CK 1094 Led Zeppelin Led Zeppelin
- CK 1095 Marek Grechuta Ocalić od zapomnienia 1990
- CK 1096/7 Mówimy po niderlandzku – kurs dla początkujących
- CK 1099 Kombi 15 lat 1990
- CK 1100 Gwiazdy Metropolitan Opera
- CK 1101 Magda Fronczewska Wow! 1990
- CK 1102 różni wykonawcy Nasenki – Kołysanki Jacka Cygana
- CK 1104 ZZ Top Recycler
- CK 1108 Stasiek Wielanek Świńskie numery
- CK 1110 Irena Santor Biegnie czas
- CK 1116 różni wykonawcy Czy pamiętasz tę noc w Zakopanem?
- CK 1121 Ryszard Karczykowski Słynne arie operetkowe
- CK 1125 Ignacy Jan Paderewski Koncert Fortepianowy a-moll Op. 17, Fantazja Polska Na Fortepian I Orkiestrę Op. 19
- CK 1126 Mazowsze, Śląsk Najpiękniejsza jest nasza ojczyzna
- CK 1127 Michał Lorenc 300 mil do nieba – muzyka filmowa 1991
- CK 1129 Wolf Spider Hue of Evil 1991
- CK 1130 Gary Moore Still Got the Blues
- CK 1136 Ferenc Liszt, Johannes Brahms Ballady, Acht Klavierstücke
- CK 1137 Syndia Syndia 1991
- CK 1138 Czerwone Gitary The Best of Czerwone Gitary 2 1991
- CK 1139 Czerwone Gitary The Best of Czerwone Gitary 3 1991
- CK 1140 Halina Kunicka Od nocy do nocy 1991
- CK 1142 Johann Strauss – Nad pięknym modrym Dunajem
- CK 1146 Ireneusz Dudek Bands of 80's 1991
- CK 1150 Carreras, Domingo, Pavarotti in concert Mehta 1991
- CK 1152 Francis Goya(inne języki) Pan Flute Album
- CK 1152/1165/1166 Francis Goya Sound of Love (BOX)
- CK 1155 Czesław Niemen Gwiazdy mocnego uderzenia: Czesław Niemen 1991
- CK 1160 różni wykonawcy Pójdę wszędzie z tobą
- CK 1161 Hammer Terror 1991
- CK 1162 Ryszard Rynkowski Szczęśliwej drogi już czas 1991
- CK 1164 różni wykonawcy Polskie arie operowe
- CK 1165 Francis Goya(inne języki) Piano Album
- CK 1152/1165/1166 Francis Goya(inne języki) Sound of Love (BOX)
- CK 1166 Francis Goya(inne języki) Sax Album
- CK 1152/1165/1166 Francis Goya(inne języki) Sound of Love (BOX)
- CK 1167 Janusz Gniatkowski Tylko serce nie uśnie 1991
- CK 1171/3 Skaldowie Greatest Hits of Skaldowie 1991 (BOX)
- CK 1176 Turbo Dead End 1991
- CK 1177 Ada Rusowicz Największe przeboje
- CK 1178/0 Krzysztof Klenczon Muzyka z tamtej strony dnia Vol. 1, Muzyka z tamtej strony dnia Vol. 2, Muzyka z tamtej strony dnia Vol. 3 1991 (BOX)
- CK 1181 Mike Oldfield Tubular Bells 1991
- CK 1182 Mike Oldfield Heaven’s Open 1991
- CK 1184 Pabieda To jeszcze nie koniec
- CK 1186 różni wykonawcy Złote przeboje polskiego beatu 1962 1991
- CK 1188 różni wykonawcy Złote przeboje polskiego beatu 1964 1991
- CK 1189 Stan Getz Stan Getz In Warsaw
- CK 1190 Varius Manx The Beginning 1991
- CK 1191 Proletaryat Proletaryat II 1991
- CK 1192 Big Cyc Nie wierzcie elektrykom 1991
- CK 1193 Tadeusz Nalepa Absolutnie 1991

### kasety o nr od 1201
- CK 1207 Peter Gabriel Shaking the Tree
- CK 1208 Muzyka filmowa Ferdydurke
- CK 1209 Jan Kaczmarek Jak wyjść z tego lasu?
- CK 1210 Stefan Witas W kręgu wspomnień
- CK 1211 Stan Borys The Best Of... 1991
- CK 1213 Najpiękniejsze arie operetkowe
- CK 1216 Chór Archikatedry Warszawskiej Msza polska
- CK 1219 Okudżawa Życzenia dla przyjaciół
- CK 1220 Ryszard Karczykowski, Poznańskie Słowiki Laudate Dominum Omnes Gentes
- CK 1227/8 Fraszki, wiersze, piosenki Nasz zwierzyniec na wesoło
- CK 1230/1231/1232 The Louis Armstrong Story BOX 1991
- CK 1234 Zayazd Wypij do dna! 1991
- CK 1236 różni wykonawcy Złote przeboje polskiego beatu 1965 vol.1 1991
- CK 1237 różni wykonawcy Złote przeboje polskiego beatu 1965 vol.2 1991
- CK 1238 różni wykonawcy Złote przeboje polskiego beatu 1966 vol.1 1991
- CK 1239 różni wykonawcy Złote przeboje polskiego beatu 1966 vol.2 1991
- CK 1240 różni wykonawcy Złote przeboje polskiego beatu 1967 vol.1 1991
- CK 1241 różni wykonawcy Złote przeboje polskiego beatu 1967 vol.2 1991
- CK 1242 różni wykonawcy Złote przeboje polskiego beatu 1968 vol.1 1992
- CK 1243 różni wykonawcy Złote przeboje polskiego beatu 1968 vol.2 1992
- CK 1244 Ludmiła Jakubczak Gdy mnie ciebie zabraknie
- CK 1248 Angelo Badalamenti Muzyka z filmu Twin Peaks
- CK 1250 Dire Straits Making Movies
- CK 1254/6 Tercet Egzotyczny Tercet Egzotyczny, Grupa Wokalna Izabelli
- CK 1262 Poznańskie Słowiki Hej kolęda, kolęda
- CK 1270 Maryla Rodowicz Absolutnie nic 1992
- CK 1271 Gwiazdy mocnego uderzenia Tajfuny 1992
- CK 1272/4 Maryla Rodowicz 39 największych przebojów (BOX)
- CK 1275/7 Halina Frąckowiak, Alicja Majewska, Andrzej Zaucha Kolędy w Teatrze Stu
- CK 1280/2 różni wykonawcy Kabaret „Dudek” (nagrania z lat 1974–1975)
- CK 1283 różni wykonawcy Złote przeboje polskiego beatu 1969 vol.1 1992
- CK 1284 różni wykonawcy Złote przeboje polskiego beatu 1969 vol.2 1992
- CK 1285 różni wykonawcy Złote przeboje polskiego beatu 1969 vol.3 1993
- CK 1286 różni wykonawcy Złote przeboje polskiego beatu 1970 vol.1 1993
- CK 1287 różni wykonawcy Złote przeboje polskiego beatu 1970 vol.2 1993
- CK 1288 różni wykonawcy Złote przeboje polskiego beatu 1970 vol.3 1993
- CK 1289 różni wykonawcy Złote przeboje polskiego beatu 1971 vol.1 1993
- CK 1290 różni wykonawcy Złote przeboje polskiego beatu 1971 vol.2 1993
- CK 1291 różni wykonawcy Złote przeboje polskiego beatu 1972 vol.1 1993
- CK 1292 różni wykonawcy Złote przeboje polskiego beatu 1972 vol.1 1993
- CK 1293 różni wykonawcy Złote przeboje polskiego beatu 1973 1993
- CK 1294 różni wykonawcy Złote przeboje polskiego beatu 1974 1993
- CK 1295/7 Violetta Villas The Best of Violetta Villas
- CK 093/CK 321/CK 1298 Ordonówna Zimińska Sempoliński Przeboje tamtych Lat BOX 1992
- CK 1300 Kalina Jędrusik Kalinowe serce
- CK 1301 Chór i Orkiestra Polskiego Radia Płonie ognisko – Piosenki harcerskie
- CK 1302 Maria Koterbska Viva Maria
- CK 1303 Budka Suflera Ona przyszła prosto z chmur
- CK 1304 Piersi Piersi 1992
- CK 1305 Sława Przybylska Ballady i piosenki
- CK 1308 Talking Pictures Talking Pictures 1992
- CK 1310/1 Język szwedzki dla początkujących
- CK 1312 Ludmiła Jakubczak Tylko raz
- CK 1313 Aleksandr Wiertinski Romanse rosyjskie
- CK 1314 Mieczysław Fogg Starszy pan 1992
- CK 1315 KAMA-X Na drzewie
- CK 1316/8 Halina Frąckowiak Napisz proszę... – Dawne i nowe przeboje
- CK 1320 Halina Kunicka Przeboje dni i nocy
- CK 1321 Jarema Stępowski Taksówkarz warszawski
- CK 1322 Małgorzata Panecka Zadzwoń do mnie
- CK 1326/8 Irena Santor Miło wspomnieć
- CK 1329 Marta Mirska Pierwszy siwy włos
- CK 1330/1 Irena Santor Piosenki stare jak świat 1993
- CK 1332 Henryk Mikołaj Górecki III Symfonia Pieśni Żałosnych Op. 36
- CK 1334 Jerzy Połomski Moja młodość
- CK 1335/6 Irena Santor Warszawa ja i ty 1993
- CK 1338/9 Język hiszpański – kurs dla początkujących
- CK 1340 Paulos Raptis Pieśni neapolitańskie
- CK 1341 Katarzyna Bovery Daj mi zachować wspomnienia
- CK 1343 Ludwik Sempoliński Kropelka wspomnień
- CK 1344 Ryszard Karczykowski The Best Of...
- CK 1346 Najpiękniejsze pieśni polskie
- CK 1347 Stenia Kozłowska Do szczęścia blisko
- CK 1348 Stasiek Wielanek i Kapela Warszawska Znakiem tego
- CK 1350 Alicja Majewska Jeszcze się tam żagiel bieli – The Best Of...
- CK 1351/3 Orkiestra Taneczna PR Pod Dyr. Edwarda Czernego Zatańczmy jeszcze raz
- CK 1354 Krystyna Szostek-Radkowa Recital operowy
- CK 1356 Jerzy Połomski Przedwojenne przeboje
- CK 1357 Alibabki Remanent
- CK 1358 Leonard Mróz Recital operowy
- CK 1360 Adam Sławiński Listy śpiewające i nie tylko...
- CK 1361 Wojciech Gąssowski Party
- CK 1362/3 Różni wykonawcy Słynne arie operetkowe
- CK 1364 Anna German Nasza ścieżka 1994
- CK 1365 różni wykonawcy Piosenki o Warszawie
- CK 1366/8 Mieczysław Wojnicki Jubileusz
- CK 1369 Rena Rolska Wszystko co mam
- CK 1370/1 Elżbieta Wojnowska Songi Brechta
- CK 1372 różni wykonawcy Nie zadzieraj nosa – Przeboje Marka Gaszyńskiego
- CK 1373 różni wykonawcy Oberki
- CK 1374 różni wykonawcy Kujawiaki
- CK 1375 różni wykonawcy Mazury
- CK 1376 różni wykonawcy Krakowiaki
- CK 1377 różni wykonawcy Polonezy
- CK 1379 Stasiek Wielanek, Kapela Warszawska Chodź na piwko
- CK 1380 Wiesław Ochman The Best Of...
- CK 1381 różni wykonawcy Jeszcze wczoraj
- CK 1383 różni wykonawcy Wśród nocnej ciszy
- CK 1384 Krystyna Szostek-Radkowa, Kazimierz Pustelak W dzień Bożego Narodzenia – Kolędy
- CK 1386 Orkiestra Polskiego Radia Wojenko, wojenko
- CK 1387 Jerzy Michotek Lwowiak z gitarą
- CK 1388/9 Joanna Rawik Recital
- CK 1390 różni wykonawcy Słynne tanga
- CK 1392 Teresa Tutinas Jak cię miły zatrzymać
- CK 1393/4 Wiesław Ochman Pieśni kompozytorów polskich
- CK 1395 Piotr Szczepanik Wspomnienia
- CK 1397 Czesław Niemen Sen o Warszawie 1995
- CK 1402/3 Polnisch fur Fortgeschrittene – kurs dla zaawansowanych
- CK 1404 Kazimierz Pustelak Recital. Arie operowe i operetkowe. Pieśni popularne i patriotyczne
- CK 1406 Georges Bizet Carmen
- CK 1407 Obstawa Prezydenta 100% na żywo 1996
- CK 1408 Irena Santor Tych lat nie odda nikt 1997
- CK 1409 Andrzej Dąbrowski Zielono mi
- CK 1410 Maciej Kossowski Nie mówię żegnaj
- CK 1411 Kazimierz Grześkowiak, Silna Grupa pod Wezwaniem Chłop żywemu nie przepuści
- CK 1412 Tadeusz Chyła Ballady
- CK 1414 Czesław Niemen Dziwny jest ten świat 1996
- CK 1415 Czesław Niemen i Akwarele Sukces 1996
- CK 1416 Czesław Niemen i Akwarele Czy mnie jeszcze pamiętasz? 1996
- CK 1417 Czesław Niemen i Enigmatic Enigmatic 1996
- CK 1426/8 różni wykonawcy Przystanek Woodstock '96 1996
- CK 1430 Czerwone Gitary Największe przeboje Czerwonych Gitar vol. 1
- CK 1431 Krystyna Prońko Supersession II Live 1997
- CK 1432 SBB „SBB 1” (SBB) 1997
- CK 1433 Orkiestra Taneczna PR pod Dyr. Kazimierza Turewicza Kazimierz Turewicz
- CK 1434 Ryszard Sielicki Na Francuskiej i inne piosenki
- CK 1435 Trubadurzy Trubadurzy śpiewają piosenki Sławomira Kowalewskiego 1997
- CK 1436 Arturo Benedetti Michelangeli Live 1955, Warsaw (Vol. 2)
- CK 1437 Felicjan Andrzejczak Świat miłować 1997
- CK 1439 różni wykonawcy Zygmunt Karasiński – Każdemu wolno kochać
- CK 1440 Violetta Villas Jestem taka, a nie inna 1997
- CK 1441 Jerzy Połomski Warszawa moja miłość
- CK 1442 różni wykonawcy Wspomnij mnie
- CK 1443 Adam Zwierz Recital
- CK 1444 SBB „SBB 2 & 3” (Nowy horyzont / Pamięć) 1997
- CK 1445 Paru Trójwymiar
- CK 1446 Stasiek Wielanek & Ela Szaniewska – Duet Stela Disco Folk
- CK 1447 Andrzej Hiolski Pieśni
- CK 1448 Niebiesko-Czarni Alarm
- CK 1450 Alicja Majewska Świat w kolorze nadziei 1997
- CK 1451/2 Roman Maciejewski Requiem
- CK 1453 Kazimierz Kowalski Na scenie życia
- CK 1454 różni wykonawcy Geira, Ogród Luizy
- CK 1456 Stefania Woytowicz Pieśni i arie
- CK 1457 Antoni Majak Arie i pieśni (Perły i perełki Polskich Nagrań)
- CK 1458 różni wykonawcy 70 W Skali Beauforta Vol. 1
- CK 1459 różni wykonawcy 70 W Skali Beauforta Vol. 2
- CK 1460 różni wykonawcy 70 W Skali Beauforta Vol. 3
- CK 1461 Wojciech Młynarski Dziewczyny bądźcie dla nas dobre na wiosnę / Obiad rodzinny
- CK 1462 Trubadurzy Znamy się tylko z widzenia – Złote przeboje 1998
- CK 1464 Niebiesko-Czarni Mamy dla was kwiaty / Twarze
- CK 1465 SBB „SBB 4” (Ze słowem biegnę do ciebie) 1997
- CK 1466 Stasiek Wielanek & Ela Szaniewska – Duet Stela Złote Przeboje
- CK 1467 różni wykonawcy Grająca tabakierka
- CK 1468 Irena Santor i Anawa Przeboje Moniuszki
- CK 1470 Stasiek Wielanek & Ela Szaniewska – Duet Stela Tanga
- CK 1472 Ryszard Poznakowski Od Małego księcia do Prywatek
- CK 1473 Bogdan Paprocki Pieśni i arie
- CK 1474A/B Barbara Dunin, Zbigniew Kurtycz Cicha woda
- CK 1475A/B Alibabki ...Bez nas ani rusz...
- CK 1476 Trubadurzy Kochana
- CK 1477 SBB „SBB 5” (Memento z banalnym tryptykiem) 1998
- CK 1478 Stasiek Wielanek Klezmer
- CK 1479 Stasiek Wielanek & Kapela Warszawska Piosenki Legionów Polskich
- CK 1480 Czerwone Gitary Największe przeboje Czerwonych Gitar vol. 2
- CK 1481 Lucyna Arska Na cygańską nutę
- CK 1483 różni wykonawcy Piosenki Bogdana Loebla
- CK 1484 Ryszard Tarasiewicz Ty jedna zostań ze mną
- CK 1485 różni wykonawcy Megahity lat 60.
- CK 1486 Anna Maria Stańczyk Plays Liszt
- CK 1487 Bernard Ładysz Arie i pieśni (Perły i perełki Polskich Nagrań)
- CK 1488 Eleni Ty – jak niebo, ja – jak obłok
- CK 1490 Jerzy Połomski Kolędy i pastorałki
- CK 1491 Wanda Polańska Arie i pieśni operetkowe i musicalowe (Perły i perełki Polskich Nagrań)
- CK 1492 Jolanta Kubicka Światło w lesie
- CK 1493 Danuta Stankiewicz Czarna Madonna 1999
- CK 1495 Baśnie cygańskie Zaczarowana skrzynka, Matka słońca
- CK 1496 Wiersze dla dzieci Dom, w którym śmieszy
- CK 1498A/B Baśń muzyczna Okruszek w krainie baśni
- CK 1499 Anna German & Irena Santor Baśnie warszawskie
- CK 1500 Józef Skrzek Kantata Maryjna – Live 1997
- CK 1503 Krystyna Jamroz Arie Operowe (Perły i perełki Polskich Nagrań)
- CK 1504 Renata Kretówna Zbuntowana...
- CK 1505 Trubadurzy Trubadurzy śpiewają piosenki Mariana Lichtmana
- CK 1506 Jerzy Ficowski Ficowski Jerzy czyta swoje wiersze. Odczytanie popiołów
- CK 1507 Marek „Zefir” Wójcicki Zefir – Solo
- CK 1510 Irena Santor Moje piosenki vol. 1
- CK 1511 Irena Santor Moje piosenki vol. 2
- CK 1512 Irena Santor Moje piosenki vol. 3
- CK 1513 Irena Santor Moje piosenki vol. 4
- CK 1514 Irena Santor Moje piosenki vol. 5
- CK 1515A/B Irena Santor Moje kolędy
- CK 1516A/B Irena Santor Moje piosenki vol. 7
- CK 1517A/B Irena Santor Moje piosenki vol. 8
- CK 1518 Irena Santor Moje piosenki vol. 9
- CK 1519 Irena Santor Moje piosenki vol. 10
- CK 1520 Irena Santor Moje piosenki vol. 11
- CK 1521 Irena Santor Moje piosenki vol. 12
- CK 1523/5 Najpiękniejsze arie operetkowe
- CK 1531 Paulos Raptis Opera Arias
- CK 1532 Różni wykonawcy Na szkle malowane
- CK 1533 Waldemar Kocoń Przeobrażenia 2000
- CK 1534 Danuta Stankiewicz Biała gwiazdka 1999
- CK 1535 Ewa Śnieżanka Kochaj mnie tak, jak ja ciebie
- CK 1536 różni wykonawcy To pejzaż mojej ziemi
- CK 1537 Artur Żalski Piosenki
- CK 1538 Jerzy Szurbak Pieśni kozackie i rosyjskie
- CK 1539 Męski Zespół Muzyki Cerkiewnej Pod Dyr. Ks. Jerzego Szurbaka Wielki Post – Pascha
- CK 1540 różni wykonawcy Najpiękniejsze ballady lat 60.
- CK 1541 Paulos Raptis Piosenki greckie
- CK 1542 Bogumił Kłodkowski O rany Jeziorany
- CK 1543 Jolanta Kubicka Tango
- CK 1544 Dziewulscy Sen portiera
- CK 1545 Kabaret Starszych Panów Piosenka jest dobra na wszystko
- CK 1546 Roma Owsińska Opera Arias
- CK 1547 Renata Kretówna Czas uderza
- CK 1548 Krzesimir Dębski, Chór Cantate Deo, Orkiestra Sinfonia Amabile Polskie lata sześćdziesiąte
- CK 1549 Jagoda Wiktorska Cygańskie niebo
- CK 1565 Danuta Stankiewicz Danuta Stankiewicz Wernisaż
- CK 1569 Roman Gerczak Zabrałaś mi lato